# Liste der Straßen und Plätze der Stadt Bayreuth

Wappen der Stadt Bayreuth

Die Liste der Straßen und Plätze der Stadt Bayreuth beschreibt das Straßensystem mit den entsprechenden historischen Bezügen. Sie erhebt keinen Anspruch auf Vollständigkeit.

## Einleitung
Die in der Stadt verwendeten Straßennamen sind verhältnismäßig junger Natur. Bis ins 18. Jahrhundert hinein kamen die Begriffe „Straße“, „Platz“ und „Allee“ überhaupt nicht vor. Eine innerstädtische Straße wurde als „Gaß“, später „Gasse“ bezeichnet. So hieß die heutige Maximilianstraße Markt Gaß oder Haupt-Gaß, die zweitbreiteste Straße der mittelalterlichen Stadt war mit der Breiten Gasse die heutige Sophienstraße. Den nachweisbar ältesten Straßennamen der Stadt trägt die Frauengasse.
Das Grundwort „-straße“ tauchte erstmals um 1745 mit der Friedrichstraße auf, zu einem Zeitpunkt, als die absolutistischen Herrscher begannen, sich für die Benennung von Straßen zu interessieren. Dies war zugleich der erste eine Person ehrende Straßenname. Auf die Markgrafenzeit gehen auch die Verwendung des Wortes „Allee“ sowie das Grundwort „-platz“ zurück. Die Schwarze Allee entspricht der heutigen Kanalstraße, der erste „Platz“ war der Schloßplatz vor dem Neuen Schloss.
Nach dem Verkauf der Stadt durch Napoleon I. an das Königreich Bayern im Jahr 1810 wurde dessen Adel geehrt. Die Marktgasse wurde in Maximilianstraße umbenannt, die Schloßstraße in Ludwigstraße. Letztlich setzte sich die Benennung von Straßen nach Personen aber erst gegen Ende des 19. Jahrhunderts durch.
Richard Wagner wurde bereits 1885, zwei Jahre nach seinem Tod, durch die Umbenennung des Rennwegs in Richard-Wagner-Straße geehrt. Wiederholt fand Dankbarkeit für wohltätige Stiftungen ihren Niederschlag in Straßennamen (Karolina von Römer), auch Politiker (Otto von Bismarck), Erfinder (Johannes Gutenberg) und Dichter (Friedrich Schiller) wurden so geehrt. Im Kasernenviertel wurden die Orte gewonnener Schlachten (Sedan) zu Namenspaten. Manche Straßennamen wurden auch geändert, weil sie nicht mehr ins Bild der Zeit passten, so wurde aus der Ochsengasse die Kirchgasse.
Die Nationalsozialisten tilgten ihnen unliebsame Straßennamen (Harburgerstraße nach dem jüdischen Kaufmann Max Harburger) aus dem Stadtbild und verfügten eine Reihe von Namensänderungen und Neubenennungen, die die Jahre 1945 bis 1947 nicht überdauerten. Manche dieser Straßen erhielten ihre alten Namen zurück, andere (Herzstraße nach dem jüdischen Ingenieur Julius Herz) blieben dauerhaft verschwunden.
In der Nachkriegszeit wurden die Sozialdemokratie (August Bebel) und die Weimarer Republik (Walther Rathenau) aufgewertet. Sogar Karl Marx (dauerhaft) und Ernst Thälmann (bis 1952) kamen posthum zu solchen Ehren. Mit Albert Würzburger wurde auch wieder einem jüdischen Mitbürger gedacht.
Straßenbenennungen aus der Nachkriegszeit hatten kulturelle (Kantstraße) oder politische (Schlesienstraße) Hintergründe, waren vielfach aber eher unverfänglich und erinnerten an Pflanzen, Tiere, Gebirge oder gar Märchengestalten. Das erste „Straßennamenfeld“ entstand bereits im späten 19. Jahrhundert, als Straßen des Kasernenviertels nach Schlachtorten benannt wurden. Seit 1947 werden, einer Empfehlung des Städtetags folgend, Straßennamenfelder in Neubaugebieten, aber auch in spät eingemeindeten Ortsteilen (Laineck) und im Zuge der Tilgung von Straßennamen mit NS-Hintergrund (Saas) geschaffen. So gibt es Straßennamenfelder mit Vogel- (seit 1960 im Ortsteil Hetzennest), Stammes- (Tirolerstraße in der Neuen Heimat) oder Vornamen (Oberpreuschwitz).
Etwa sechs Prozent der örtlichen Straßennamen haben einen Bezug zu Richard Wagner. Mitglieder seiner Familie, die ihm in der Leitung der Festspiele folgten, wurden geehrt, ebenso Dirigenten (Hans Richter) und das weitere Umfeld (Hans von Wolzogen). Ferner wurden Straßen nach Wagners Werken und Operngestalten (Elsa von Brabant) benannt. Ein dunkles Kapitel in der Stadtgeschichte stellt der Umstand dar, dass der antisemitische Ideologe (und Schwiegersohn Wagners) Houston Stewart Chamberlain im Jahr 1958 ein zweites Mal mit einem Straßennamen geehrt wurde, ehe 1989, nach kontroverser Diskussion, sein Name endgültig aus dem Straßenverzeichnis entfernt wurde.

## Übersicht der Straßen und Plätze der Stadt Bayreuth
Die nachfolgende Tabelle gibt eine Übersicht über die vorhandenen oder historischen Straßen und Plätze Bayreuths sowie einige dazugehörige Informationen. Im Einzelnen sind dies:
- Name/Jahr der Benennung/Geoposition: aktuelle Bezeichnung der Straße oder des Platzes. Neben dem Jahr der Benennung werden ggf. auch Benennungszeiträume und frühere Namen angegeben. Über den Link ‚Lage‘ (Geoposition ermittelt mit MyGeoPosition.com) kann die Straße oder der Platz auf verschiedenen Kartendiensten angezeigt werden. Die Geoposition gibt dabei ungefähr die Mitte an.

Ehemalige oder nicht mehr gültige Straßennamen sind in dieser Spalte kursiv gesetzt. Vorübergehende Bezeichnungen aus der NS-Zeit werden in der Regel nicht erwähnt.
- Länge/Maße in Metern: Die in der Übersicht enthaltenen Längenangaben sind nach mathematischen Regeln auf- oder abgerundete Übersichtswerte, die im BayernAtlas mit dem dortigen Maßstab ermittelt wurden. Sie dienen eher Vergleichszwecken und werden, sofern amtliche Werte bekannt sind, ausgetauscht und gesondert gekennzeichnet.

Bei Plätzen sind die Maße in der Form a × b bei rechteckigen Anlagen, a × b × c bei dreiecksförmigen Anlagen mit a als längster Kante und der Durchmesser bei kreisförmigen Anlagen dargestellt.
- Namensherkunft: Ursprung oder Bezug des Namens.
- Lage: Angabe des Anfangs- und des Endpunkts bei Straßen bzw. wichtiger mündender Straßen bei Plätzen.
- Anmerkungen: Weitere Informationen bezüglich anliegender Institutionen, der Geschichte der Straße, historischer Bezeichnungen, Baudenkmale usw.
- Bild: Foto der Straße / des Platzes oder eines anliegenden Objekts.

| Name/Jahr der Benennung/Geoposition                                                                            | Länge/Maße (in Metern)                | Namensherkunft | Lage | Anmerkungen | Bild                                                                                |
| --- | ------------------------------------- | --- | --- | --- | ----------------------------------------------------------------------------------- |
| Adam-Seeser-Weg seit 2018                                                                                      | 1330                                  | Der Sozialdemokrat Adam Seeser (1881–1958) wurde von den Nationalsozialisten mehrmals inhaftiert. Nach dem Zweiten Weltkrieg war er drei Jahre lang zweiter Bürgermeister der Stadt. | Von der Friedrich-Ebert-Straße zur Eremitagestraße. | Der Fuß- und Radweg führt am Südostrand des Stadtteils Hammerstatt durch den im Zuge der Landesgartenschau des Jahres 2016 geschaffenen Park Wilhelminenaue. |                                                                                     |
| Adlerstraße seit 1976 (Lage)                                                                                   | 160                                   | Adler ist im deutschen Sprachraum eine Trivialbezeichnung für zahlreiche Gattungen und Familien großer Greifvögel. | Von Am Mühlgraben zum Bussardweg. | Die Straße liegt im Ortsteil Hetzennest am Fuß des Roten Hügels. |                                                                                     |
| Adolf-von-Groß-Straße seit 1935 1930–1935: Großstraße (Lage)                                                   | 330                                   | Adolf von Groß (1845–1931), Freund der Familie Richard Wagners, langjähriger Finanzverwalter der Bayreuther Festspiele und Ehrenbürger von Bayreuth. | Von der Feustelstraße zur Dr.-Hans-Richter-Straße. | Die Straße liegt in der Gartenstadt. Sie entstand im Rahmen der „Hans-Schemm-Gartenstadt“ in den 1930er Jahren. |                                                                                     |
| Adolf-Wächter-Straße seit 1952 (Lage)                                                                          | 1480                                  | Adolf Wächter (1873–1954), Geheimer Rat, Oberbürgermeister und Ehrenbürger der Stadt Bamberg. | Von der Spitzwegstraße zur Jakobstraße. | Die Straße liegt am Südrand des Stadtteils Altstadt. Sie durchquert das Gelände der „Landwirtschaftlichen Lehranstalten“ und ist nicht durchgehend für KFZ befahrbar. |                                                                                     |
| Ährenweg seit 1978 (Lage)                                                                                      | 290                                   | Ähre bezeichnet in der Botanik einen Blütenstandstyp. | Von der Gottlieb-Keim-Straße zur Schlehenbergstraße. | Die Straße liegt im Ortsteil Wolfsbach. |                                                                                     |
| Äußere Badstraße seit 1966 1938–1966: (Am) Flößanger (Lage)                                                    | 1560                                  | Die Straße erhielt ihren Namen aufgrund der ehemals an der Badstraße anliegenden Badeanstalten. | Die Straße beginnt an der Straße Am Sportpark und endet am Schulzentrum Ost. | |                                                                                     |
| Äußere Lisztstraße 1898–1975 (Lage)                                                                            | 250                                   | Franz Liszt (* 22. Oktober 1811 in Raiding/Doborján; † 31. Juli 1886 in Bayreuth) war ein deutsch-ungarischer Komponist, Pianist, und Dirigent sowie der Schwiegervater Richard Wagners. | Von der Hans-Sachs-Straße zur Prieserstraße. | Die Straße ging 1975 in der Hans-Sachs-Straße auf. | Ehemalige Äußere Lisztstraße: Hans-Sachs-Straße                                     |
| Äußere Nürnberger Straße seit 1978 (Lage)                                                                      | 3330                                  | Die Straße ist die Landstraße nach Nürnberg. | Sie beginnt in Höhe des Abzweigs der Bundesstraße 22 und endet an der Stadtgrenze. | Die Straße ist Hauptstraße des Ortsteils Wolfsbach. Auf ihr verlaufen die Bundesstraßen 2 und 85. |                                                                                     |
| Ahornweg seit 1947 (Lage)                                                                                      | 280                                   | Ahorne bilden eine Pflanzengattung, die zur Unterfamilie Rosskastaniengewächse innerhalb der Familie der Seifenbaumgewächse gehört. | Vom Meranierring bis Am Waldrand. | Die Straße liegt im Stadtteil Roter Hügel. |                                                                                     |
| Akazienweg seit 1969 (Lage)                                                                                    | 70                                    | Akazien sind eine Pflanzengattung in der Unterfamilie Mimosengewächse innerhalb der Familie der Hülsenfrüchtler. | Von der Preuschwitzer Straße abgehende Stichstraße. | Die Straße liegt im Stadtteil Roter Hügel. |                                                                                     |
| Albert-Einstein-Ring seit 1992 (Lage)                                                                          | 710                                   | Albert Einstein (1879–1955) war ein theoretischer Physiker. Seine Forschungen zur Struktur von Raum und Zeit sowie dem Wesen der Gravitation veränderten maßgeblich das physikalische Weltbild. | Geschlossener Ring mit abzweigender gleichnamiger Stichstraße. | Die Straße liegt im Stadtteil Oberkonnersreuth, Zufahrt über die Filchnerstraße. |                                                                                     |
| Albert-Preu-Straße seit 1947 1893–1935: Karlstraße 1935–1947: Gneisenaustraße (Lage)                           | 210                                   | Albert Preu (1868–1944), Ehrenbürger und Oberbürgermeister (1919–1933) von Bayreuth. | Von der Bismarckstraße zur Erlanger Straße. | | Albert-Preu-Straße                                                                  |
| Albert-Schweitzer-Straße seit 1959 (Lage)                                                                      | 300                                   | Albert Schweitzer (1875–1965), Arzt, evangelischer Theologe, Organist, Philosoph und Pazifist. Gründer eines Krankenhauses in Lambaréné (Gabun). | Beginnt an der Wichernstraße und endet hinter der Einmündung Quellhöfe als Sackgasse. | Die Straße liegt im Ortsteil Quellhöfe des Stadtteils Birken. | Albert-Schweitzer-Straße                                                            |
| Albertstraße seit 1977 (Lage)                                                                                  | 200                                   | Albert ist eine moderne Form des Vornamens Adalbert, der sich aus den althochdeutschen Wörtern „adal“ (edle Gesinnung) und „beraht/bereht“ (glänzend, berühmt) zusammensetzt. | Beginnt und endet an der Arnoldstraße. | Die Straße liegt im Stadtteil Oberpreuschwitz. |                                                                                     |
| Albrecht-Dürer-Straße seit 1927 (Lage)                                                                         | 1820                                  | Albrecht Dürer der Jüngere (1471–1528), Maler, Grafiker, Mathematiker und Kunsttheoretiker von europäischem Rang. | Vom Josephsplatz zur Bernecker Straße. | Die Straße ist die Hauptausfallstraße zur Bundesautobahn 9 in Richtung Berlin und ins Fichtelgebirge. Sie ist auf voller Länge mit der Bundesstraße 2 (Richtung Bad Berneck) identisch. |                                                                                     |
| Alexanderstraße seit 1883 (Lage)                                                                               | 130                                   | Alexander Friedrich Wilhelm von Württemberg (1804–1881) war der älteste Sohn des Herzogs Alexander Friedrich Karl von Württemberg und seiner Frau Antoinette. Er ist Ehrenbürger der Stadt. | Vom Luitpoldplatz zur Wölfelstraße. | Die Straße ist Einbahnstraße in Richtung Luitpoldplatz. |                                                                                     |
| Allensteiner Ring seit 1977 (Lage)                                                                             | 460                                   | Olsztyn (Allenstein), Stadt im ehemaligen Ostpreußen. | Die Q-förmige Ringstraße geht von der Albrecht-Dürer-Straße ab und endet an der Kolberger Straße. | Die Straße liegt im Ortsteil Riedelsgut des Stadtteils Sankt Georgen. |                                                                                     |
| Almstraße seit 1975 (Lage)                                                                                     | 280                                   | Eine Alm bezeichnet das Sömmerungsgebiet, die während der Sommermonate benutzten Bergweiden, Wirtschaftsgebäude und sonstige Infrastruktur mit eingeschlossen, als Flurform. | Beginnt an der Lenzstraße und endet als Sackgasse nach der Einmündung der Waldstraße. | Die Straße befindet sich im nordöstlichen Neubaugebiet des Stadtteils Seulbitz. Namensgeber war die dortige Pension „Zur Alm“. |                                                                                     |
| Altbachplatz 1889–1947 vor 1889: Ziegelhütte(n) 1947–1960: Kolpingplatz (Lage)                                 |                                       | Der Name bezieht sich auf das – im Gegensatz zum „neuen“ Mühlkanal – alte Flussbett des nahegelegenen Roten Mains. | Vom Luitpoldplatz zur Schulstraße. | Der Platz und seine Bebauung mussten 1966 dem Neuen Rathaus und seinen Parkplatzflächen weichen. |                                                                                     |
| Alte Dorfgasse seit 1976 (Lage)                                                                                | 100                                   | Die Straße führt durch den alten Dorfkern des 1976 eingemeindeten Ortsteils Seulbitz. | Von der Seulbitzer Straße zur Neunkirchner Straße | |                                                                                     |
| Altentrebgastplatz seit 1963 (Lage)                                                                            |                                       | Benannt nach der in der Nähe vermuteten Befestigung vetus trebegast in der Urkunde der erstmaligen Erwähnung Bayreuths. | Abgehende Straßen sind die Sonntagstraße, die Steinachstraße und der Varellweg. | Der Platz liegt im Ortskern des eingemeindeten Dorfs Sankt Johannis, das früher den Namen Altentrebgast trug. |                                                                                     |
| Altmühlstraße seit 1978 (Lage)                                                                                 | 120                                   | Die Altmühl ist ein 234 Kilometer langer linker Nebenfluss der Donau. | Beginnt und endet an der Naabstraße. | Die Straße liegt im Stadtteil Roter Hügel. |                                                                                     |
| Amalienstraße seit 1981 (Lage)                                                                                 | 180                                   | Amalie ist ein weiblicher Vorname, der als „Amalia“ im Mittelhochdeutschen belegt ist und insbesondere dank Friedrich von Schillers Drama Die Räuber im 18. Jahrhundert starke Verbreitung fand. | Von der Preuschwitzer Straße zum Kalthausenweg. | |                                                                                     |
| Am Aubach seit 2003 (Lage)                                                                                     | 520                                   | Der Aubach ist ein Nebenfluss des Sendelbachs. Er speist den Röhrensee, das größte stehende Gewässer der Stadt. | Die Straße mündet beidseitig in die Hohlmühlallee. | Die Straße ist in ihrem Mittelteil in zwei parallel verlaufende Straßen aufgespalten. |                                                                                     |
| Am Bauhof seit 1966 (Lage)                                                                                     | 240                                   | Die Straße führt (indirekt) zum „Stadtbauhof der Stadt Bayreuth“. | Stichstraße von der Kulmbacher Straße. | Die Straße ist Zufahrt zum städtischen Recyclinghof. | Am Bauhof                                                                           |
| Am Berg seit 1977 (Lage)                                                                                       | 390                                   | Die Straße liegt am Preuschwitzer Berg am Westrand der Stadt. | Von der Hohen Straße zur Preuschwitzer Straße. | Die Straße liegt im Ortsteil Oberpreuschwitz. |                                                                                     |
| Am Briefzentrum seit 1996 (Lage)                                                                               | 200                                   | Die Straße liegt am „Briefzentrum“ der Deutsche Post AG. | Von der Äußere Nürnberger Straße zur Gottlieb-Keim-Straße. | Die Straße liegt im Ortsteil Wolfsbach. |                                                                                     |
| Am Eichelberg seit 1954 (Lage)                                                                                 | 1260                                  | Der Eichelberg ist ein 414 Meter hoher Hügel östlich der Stadt zwischen der Autobahn A9 und dem Ortsteil Aichig. | Von der Königsallee zur Lettenstraße. | Auf dem Gipfel des Eichelbergs befindet sich ein städtisches Wasserwerk. |                                                                                     |
| Amfortasweg seit 1963 (Lage)                                                                                   | 80                                    | Benannt nach dem Gralskönig Amfortas aus Richard Wagners Oper Parsifal. | Die Straße ist eine Stichstraße von der Tannhäuserstraße. | Die Straße hat eine 50 m lange Stichstraße. |                                                                                     |
| Am Geißmarkt seit 1956 vor 1956 u. a.: (Am) Gaismarkt, Geissmarkt (Lage)                                       | 100 × 45                              | Der Name des Platzes ist vermutlich auf einen Viehmarkt (Geiß = Ziege) zurückzuführen. | Der rechteckige Platz hat zwei Zugänge von der Friedrichstraße und mündet in die Jean-Paul-Straße. | Der Platz existiert in seiner heutigen Form erst seit den 1940er Jahren, nachdem die dort befindliche ehem. Chevaux-Legers-Kaserne (1940) und ihre kreuzförmigen Stallungen (1934) abgerissen worden waren. | Am Geißmarkt                                                                        |
| Am Hetzennest seit 1966 (Lage)                                                                                 | 95                                    | Nach der Lage am 1714 belegten Bauernhof „Hetzennest“ so benannt. „Hetzen“ war eine mundartliche Bezeichnung für Elstern. | Von der Jakob-Fuchs-Straße abgehende Stichstraße. | Die Straße liegt am unteren Hang des Roten Hügels unweit des Stadtteils Kreuz. |                                                                                     |
| Am Hofacker seit 1947 1937–1947: Hofackerstraße (Lage)                                                         | 105                                   | Der Name ist auf einen zu einem herrschaftlichen Hof gehörenden Acker zurückzuführen. | Vom Nördlichen Ringweg zur Ludwig-Thoma-Straße. | | Am Hofacker                                                                         |
| Am Holzacker seit 1995 (Lage)                                                                                  | 260                                   | Am „Holz“ bedeutet am Wald gelegen. | Hufeisenförmig beidseitig von der Hirschbaumstraße abgehend, mit einer gleichnamigen 70 m langen Stichstraße. | |                                                                                     |
| Am Jägerhaus seit 1959 (Lage)                                                                                  | 140                                   | Das bereits vor 1760 bestehende „Jägerhaus“ an der heutigen Bahnhofstraße beherbergte die Dienstwohnung des Leiters des markgräflichen Jagdwesens. | Von der Bahnhofstraße zur Tunnelstraße. | |                                                                                     |
| Am Kreuzstein seit 2013                                                                                        |                                       | Die im Ortsteil Kreuzstein befindliche Straße wurde nach dem dortigen Flurnamen benannt. | Stichstraße von der Nürnberger Straße. | Der nahegelegene Kreuzstein ist ein mittelalterliches Rechtsdenkmal. |                                                                                     |
| Am Main seit 1889 (Lage)                                                                                       | 230                                   | Der Rote Main ist der Hauptfluss der Stadt und mit dem Weißen Main einer der beiden Quellflüsse des Mains. | Von der Schulstraße zur Friedrich-Puchta-Straße. | | Am Main                                                                             |
| Am Mainflecklein seit 1937 (Lage)                                                                              | 200                                   | Die Ortslage ist bereits 1514 als „gemein Wießfleck“ (der Allgemeinheit gehörendes Wiesenstück) belegt, 1755 in der Gemarkungskarte der Stadt als ein „Gemein Flecklein“. | Von Am Mühltürlein zur Casselmannstraße. | Der Name hat keinen Bezug zum dort verlaufenden Roten Main. Die Brücke über den Fluss zur Casselmannstraße entstand 1915/16 im Zuge dessen Regulierung. | Am Mainflecklein                                                                    |
| Ammerseestraße seit 1975 (Lage)                                                                                | 175 + 105 + 100                       | Der Ammersee ist, unter den Seen, die ausschließlich in Bayern liegen, nach dem Chiemsee und dem Starnberger See der drittgrößte bayerische See. | Die Stichstraße beginnt an der Klinikumalle und fächert sich in drei Enden auf. | |                                                                                     |
| Am Mistelbach seit 1930 (Lage)                                                                                 | 235                                   | Die Mistel ist ein ca. 12 km langer, linker und westlicher Zufluss des Roten Mains. Sie wird in Bayreuth Mistelbach genannt. | Von der Scheffelstraße zum Eichelweg mit einer kurzen Fortsetzung in Form einer Stichstraße. | |                                                                                     |
| Am Mühlgraben seit 1955 (Lage)                                                                                 | 760                                   | Der Name erinnert an den 1955 aufgelassenen Mühlgraben bzw. Mühlbach, einen Zweigkanal des Mistelbachs. | Von der Straße 99 Gärten zur Neckarstraße. | Die Straße folgt dem Verlauf des ehemaligen Kanals am Südrand des Stadtteils Kreuz. |                                                                                     |
| Am Mühltürlein seit 1930 (Lage)                                                                                | 75                                    | Das „Mühltürlein“ war eine ehemalige Auslasspforte in der nordwestlichen Stadtmauer. 1895 wurde es abgebrochen, da es für größere Fahrzeuge nicht passierbar war. | Von der Maximilianstraße zum Hohenzollernring. | Ehemaliges Mühltürlein |                                                                                     |
| Am Pfaffenfleck seit 1992 (Lage)                                                                               | 637 + 402                             | Der 1598 nachgewiesene Hof- und Flurname (mittelhochdeutsch „pfaffe“ = Weltgeistlicher, „vlëc“ = kleines Stück Land) deutet auf ehemaligen Kirchenbesitz hin. | Sich Y-förmig verzweigende Straße von der Nürnberger Straße zum Hasenweg und zur Lettenstraße. | Die Straße bildet mit dem Hasenweg einen durchgehenden Straßenzug. Die Grenze zwischen beiden Straßen wurde 2018 nach Norden verschoben. |                                                                                     |
| Am Sachsenberg seit 1963 (Lage)                                                                                | 150 + 65 + 80 + 30                    | Der Name geht auf einen alten Flurnamen zurück, der auf einen früheren Besitzer namens „Sachs“ deutet. | Sich vom Seulbitzer Weg ausgehend in vier Äste verzweigende Stichstraße. | |                                                                                     |
| Am Schießhaus seit 1953 (Lage)                                                                                 | 510                                   | Das anliegende Schießhaus des Schützenvereins Sankt Georgen wurde 1811 errichtet. | Vom Steilweg zum Sentaweg mit einer anschließenden kurzen Stichstraße. | |                                                                                     |
| Am Schmidholz seit 1978 (Lage)                                                                                 | 165                                   | Benannt nach dem 1936 belegten Flurnamen Schmiedholz, der auf einen früheren Besitzer (Beruf oder Nachname) des Waldstücks (= Holz) hinweist. | Von der Schlehenbergstraße abgehende Stichstraße. | |                                                                                     |
| Am Schwarzen Steg seit 1937 (Lage)                                                                             | 170                                   | In der Nähe der Straße befand sich bis ca. 1990 ein Holzsteg dieses Namens über den Roten Main. (Lage) | Von der Tunnelstraße zur Friedrich-Ebert-Straße mit einer anschließenden Stichstraße. | Die heutige Straße ist nicht mit der früheren gleichnamigen Straße identisch, sondern Teil der ehemaligen Hammerstraße. |                                                                                     |
| Amselweg seit 1963 (Lage)                                                                                      | 80                                    | Die Amsel oder „Schwarzdrossel“ ist eine Vogelart der Familie der Drosseln. Die Männchen sind schwarz gefärbt und haben einen gelben Schnabel, das Gefieder der Weibchen ist dunkelbraun. | Vom Habichtweg abgehende Stichstraße. | |                                                                                     |
| Am Sendelbach seit 1979 (Lage)                                                                                 | 280                                   | Nahe der Straße mündet der dort mittlerweile verrohrt verlaufende Sendelbach in den Mistelbach. | Vom Hohenzollernring zur Kulmbacher Straße. | |                                                                                     |
| Am Sportpark seit 1973 (Lage)                                                                                  | 150                                   | Zwischen 1974 und 1988 wurde hier das „Sportzentrum“ der Stadt errichtet. | Stichstraße von der Äußeren Badstraße. | |                                                                                     |
| Am Stuckberg 1908–1928                                                                                         |                                       | Der Name Stuckberg entstand, nachdem 1748 dort Kanonen (= Stucke) für Böllerschüsse anlässlich der Hochzeit der Prinzessin Elisabeth Friederike Sophie aufgestellt wurden. | | Die Straße trägt seit 1928 den Namen Mozartstraße. |                                                                                     |
| Am Waldrand seit 1947 (Lage)                                                                                   |                                       | Der Name entspricht der Lage der Straße am verbliebenen Waldstück des Roten Hügels. | Von der Preuschwitzer Straße zum Ahornweg. | |                                                                                     |
| Andechsstraße seit 1963 (Lage)                                                                                 |                                       | Die Grafen von Andechs-Dießen gelten als die Gründer der Stadt (siehe auch Meranierring). | Die hufeisenförmige Straße mündet beidseitig in den Meranierring. | |                                                                                     |
| An der Bärenleite seit 1985 (Lage)                                                                             |                                       | Der Name bezieht sich vermutlich auf das Erlegen eines Bären. Das mittelhochdeutsche „Leite“ bedeutet Hang. | Von der äußeren Ludwig-Thoma-Straße abgehende Stichstraße. | Die Anhöhe Bärenleite ist bereits 1421/34 als „pernleiten zw der Sas“ belegt. | An der Bärenleite                                                                   |
| An der Bürgerreuth seit 1969 (Lage)                                                                            |                                       | Der Name „Bürgerreuth“ entstand 1820, damals wurde die Urbarmachung der Brandhut (Hohe Warte) als Rodung („Reut“) der Bürger beschlossen. | Von der Straße Festspielhügel zum Steilweg mit anschließender Stichstraße. | Seit 1839 existiert hier die Gaststätte Bürgerreuth. |                                                                                     |
| An der Feuerwache seit 1986 (Lage)                                                                             |                                       | An der Straße liegt die städtische Feuerwache. | Von der Eduard-Bayerlein-Straße zum Nordring. | Im Gebäude der Feuerwache befindet sich das Feuerwehrmuseum. | An der Feuerwache                                                                   |
| An der Wach seit 1963                                                                                          |                                       | Der Flurname Wach ist spätestens 1850 belegt. „An der Wach“ deutet auf eine Stelle mit weiter Sicht oder auch einen alten Wachtturm hin. | Von der Eremitagestraße abgehende Stichstraße. | |                                                                                     |
| Anemonenweg seit 2000                                                                                          |                                       | Anemone bezeichnet die Pflanzengattung der Windröschen in der Familie der Hahnenfußgewächse. Als Zierpflanzen kommen viele Arten in mitteleuropäischen Gärten vor. | Hufeisenfärmig von der Straße Saas abgehende Straße mit einer Querspange. | | Anemonenweg                                                                         |
| Angersteig seit 1977                                                                                           |                                       | „Anger“ bezeichnet eine trockene, hoch gelegene Viehweide, „Steig“ ursprünglich einen schmalen Weg für Fußgänger. | Von der Preuschwitzer Straße zur Grubstraße. | |                                                                                     |
| Annecyplatz seit 1973                                                                                          |                                       | Annecy ist eine ostfranzösische Stadt an der Nordspitze des 27 km² großen Lac d’Annecy. Sie ist die Hauptstadt des Départements Haute-Savoie und hat 131.272 Einwohner (Stand 1. Januar 2022). | Östlich der Kreuzung des Straßenzugs Luitpoldplatz-Bahnhofstraße mit dem Hohenzollernring auf der Deckelung des Roten Mains.                                                                                       | Die Stadt Bayreuth unterhält seit 1966 mit Annecy als erster Partnerstadt eine Städtepartnerschaft. Im Juli 1973 enthüllten Oberbürgermeister Hans Walter Wild und sein französischer Amtskollege Charles Bosson gemeinsam das Namensschild; in Annecy existierte damals bereits der Quai de Bayreuth. | Annecyplatz (auf dem gedeckelten Roten Main)                                        |
| Anselm-Feuerbach-Straße seit 1960                                                                              | 220                                   | Anselm Feuerbach (1829–1880) gehört zu den bedeutendsten deutschen Malern der zweiten Hälfte des 19. Jahrhunderts. | Von der Böcklinstraße zu Jakobstraße. | Hat eine 80 m lange abzweigende Stichstraße gleichen Namens. |                                                                                     |
| Anton-Bruckner-Straße seit 1938                                                                                | 370                                   | Joseph Anton Bruckner (1824–1896), österreichischer Komponist der Romantik, Organist und Musikpädagoge. | Von der Johann-Sebastian-Bach-Straße zur Grünewaldstraße. | Die Straße liegt im Stadtteil Hammerstatt. |                                                                                     |
| Antonstraße seit 1977                                                                                          |                                       | Anton ist ein männlicher Vorname. | Hufeisenförmige Straße von und zur Preuschwitzer Straße. | |                                                                                     |
| Anzengruberstraße seit 1961                                                                                    |                                       | Ludwig Anzengruber (1839–1889) war ein österreichischer Schriftsteller. Er gilt als bedeutender Dramatiker des österreichischen Volksstücks. | Von der Ludwig-Thoma-Straße zur Grillparzerstraße mit einer weiterführenden Stichstraße. | |                                                                                     |
| Arminstraße seit 1977                                                                                          |                                       | Armin ist ein männlicher Vorname aus dem Germanischen. Germanisch ermin/irmin bedeutet groß oder gewaltig. | Von der Preuschwitzer Straße zur Straße Am Berg. | |                                                                                     |
| Arnoldstraße seit 1977                                                                                         |                                       | Arnold – älter auch Arnoald(us) – ist ein männlicher Vorname. | Die Straße ist beidseitig an die Arminstraße angebunden. | |                                                                                     |
| Asternweg seit 1947                                                                                            |                                       | Astern sind eine Pflanzengattung aus der Familie der Korbblütler. | Von der Langen Zeile zum Nördlichen Ringweg. | | Asternweg                                                                           |
| August-Bebel-Platz seit 1947 1924–1947: (Am) Eichelacker                                                       |                                       | Ferdinand August Bebel (1840–1913), Politiker und einer der Begründer der organisierten sozialdemokratischen Arbeiterbewegung in Deutschland. | Rechteckiger Platz mit abgehenden gleichnamigen Seitenstraßen zum Freiheitsplatz, zur Bamberger Straße und zur St.-Wolfgang-Straße.                                                                                | | August-Bebel-Platz                                                                  |
| August-Riedel-Straße seit 1979                                                                                 |                                       | Der in der Stadt geborene Maler Johann Friedrich Ludwig Heinrich August Riedel (* 25. Dezember 1799 in Bayreuth; † 6. August 1883 in Rom) war ein Vertreter des Kolorismus. | Von der Wilhelm-von-Diez-Straße abgehende Stichstraße. | | August-Riedel-Straße                                                                |
| Aussiger Weg seit 1972 1963–1972: Franzensbader Weg                                                            |                                       | Ústí nad Labem (deutsch: Aussig) liegt im Norden von Böhmen in Tschechien. Die 95.000 Einwohner zählende Stadt ist Hauptort der Region Ústecký kraj. | Von der Sudetenstraße abgehende Stichstraße. | |                                                                                     |
| Austraße vor 1882 siehe auch: Unteres Tor                                                                      |                                       | Eine Aue (mittelhochdeutsch „ouwe“) ist ein feuchter Wiesengrund: die Straße führte zu den Auen des Mistelbachs. | Von der Straße Unteres Tor abgehende Y-förmige Stichstraße. | |                                                                                     |
| Badstraße seit 1889 vor 1889: Ziegelgasse (Lage)                                                               | 490                                   | An der Straße lagen früher mehrere Badehäuser bzw. Badeanstalten. | Vom Sternplatz zur Graf-Münster-Straße. | Der durchgehende Straßenzug Badstraße – Äußere Badstraße wurde durch den Bau des Hohenzollernrings in den 1970er Jahren unterbrochen. | Badstraße                                                                           |
| Bahnhofstraße seit 1889 1752–1889: Jägerstraße vor 1752: Neuer Weg                                             | 330                                   | Die Straße führt von der Innenstadt zum Hauptbahnhof. | Vom Annecyplatz zur Bürgerreuther Straße. | Am nördlichen Ende weitet sich die Straße zum Bahnhofsplatz auf. Die ursprüngliche Bausubstanz wurde währdend der Bombenangriffe im April 1945 weitgehend zerstört und später durch Neubauten ersetzt. | Bahnhofstraße                                                                       |
| Bahnweg seit 1973                                                                                              | 115                                   | Der Weg befindet sich im Ortsteil Oberkonnersreuth an der Bahnstrecke Schnabelwaid–Bayreuth, der sog. „Fichtelgebirgsbahn“. | Von der Oberkonnersreuther Straße zur Keuperstraße und weiter als Stichstraße. | |                                                                                     |
| Balthasar-Neumann-Straße seit 1953                                                                             | 190                                   | Johann Balthasar Neumann (1687–1753), war ein Baumeister des Barock und des Rokoko. | Von der Jean-Paul-Straße zur Friedrichstraße. | |                                                                                     |
| Bamberger Straße seit 1894                                                                                     | 1260                                  | Bamberg ist Mittelpunkt eines Ballungsraums von über 200.000 Einwohnern. Mit 70.000 Einwohnern ist es, nach Bayreuth, die zweitgrößte Stadt Oberfrankens. | Vom Freiheitsplatz zur Meyernberger Straße. | Die Ausfallstraße (Bundesstraße 22) Richtung Hollfeld und Bamberg ist Hauptachse des Stadtteils Altstadt. Infolge der Entwidmung der Trasse der stillgelegten Bahnstrecke Bayreuth Altstadt–Kulmbach konnte die Bamberger Straße westlich der Einmündung der Spitzwegstraße im Jahr 1999 begradigt werden. |                                                                                     |
| Bauerngrünstraße seit 1977                                                                                     | 85                                    | Die Straße führt zum 1797 nachweisbaren Hof Bauerngrün: Rodung („Grün“) eines Bauern oder eines Mannes namens Bauer. | Von der Unternschreezer Straße abgehende Stichstraße. | |                                                                                     |
| Bauernhöfen seit 1976                                                                                          | 550                                   | Das Anwesen Bauernhöfen ist spätestens seit 1797 nachweisbar, der Name ist selbsterklärend. | Von der Kemnather Straße abgehende Stichstraße. | Die Straße liegt am Rand des Ortsteils Aichig. |                                                                                     |
| Bayernring seit 1959                                                                                           | 640                                   | Bayreuth liegt im Norden des „Freistaats Bayern“. Die Bayern sind ein gegen Ende der Völkerwanderung entstandener germanischer Stamm, der neben Altbayern den Großteil Österreichs und Südtirols besiedelte. | Von der Königsallee zur Frankenstraße. | Bayreuth wurde 1810 von Napoleon I. für 15 Millionen Franken an das damalige Königreich Bayern verkauft. Die Straße liegt im Stadtteil Neue Heimat. |                                                                                     |
| Bayerwaldstraße seit 1983                                                                                      | 70                                    | Der Bayerische Wald (auch Bayerwald oder Böhmerwald) ist ein etwa 100 km langes Mittelgebirge an der Grenze zwischen Bayern und Tschechien. Der größte Teil davon liegt in Niederbayern und Tschechien. | Stichstraße von der Frankenwaldstraße. | Die Straße liegt im Stadtteil Aichig. |                                                                                     |
| Bayreuther Straße bis 1889 (Sankt Georgen) bzw. 1972 (Laineck)                                                 |                                       | Straßen nach Bayreuth in den ehemals selbstständigen Ortsteilen Sankt Georgen und Laineck. | | Der Sankt Georgener Straßenzug wurde 1889 in St. Georgen und Brandenburger Straße umbenannt, in Laineck wurde die Straße 1972 zur Warmensteinacher Straße. | Ehemalige Bayreuther Straße: Straße Sankt Georgen                                   |
| Beethovenstraße seit 1927                                                                                      | 220                                   | Ludwig van Beethoven (1770–1827) gilt als der Komponist, der die Musik der Wiener Klassik zu ihrer höchsten Entwicklung geführt und der Romantik den Weg bereitet hat. | Von der Carl-Maria-von-Weber-Straße zur Rosestraße. | Anlässlich der Grundsteinlegung des Festspielhauses am 22. Mai 1872 dirigierte Richard Wagner Ludwig van Beethovens 9. Sinfonie im Markgräflichen Opernhaus. |                                                                                     |
| Behringstraße seit 1950                                                                                        | 80                                    | Emil Adolf Behring (1854–1917) war ein deutscher Bakteriologe und Serologe sowie Träger des ersten Nobelpreises für Physiologie oder Medizin. | Von der Rathenaustraße abgehende Stichstraße. | | Behringstraße                                                                       |
| Bergfriedstraße seit 1973                                                                                      | 385                                   | Nach einem am Straßenanfang nach 1945 erbauten Haus benannt, das der Eigentümer „Bergfried“ nannte. | Von der Lenzstraße zur Straße Quellengrund mit weiterführender Stichstraße. | |                                                                                     |
| Bergweg seit 1947                                                                                              | 260 + 40                              | Der Name bezieht sich auf die Lage der Straße am Roten Hügel. | Vom Tannenweg nach Am Waldrand mit abgehender Stichstraße. | |                                                                                     |
| Berliner Platz seit 1961                                                                                       | 40                                    | Berlin ist Bundeshauptstadt und Regierungssitz sowie die bevölkerungsreichste und flächengrößte Stadt der Bundesrepublik Deutschland. | Sternförmig gehen die Gutenbergstraße, Carl-Schüller-Straße, Casselmannstraße und weitere Straßen ab. | Der Platz, an dem das Verwaltungsgebäude des zweiten städtischen Elektrizitätswerks aus dem Jahr 1909 steht, liegt im sog. Spinnereiviertel. | Berliner Platz                                                                      |
| Bernd-Mayer-Platz seit 2013 (Lage)                                                                             |                                       | Bernd Mayer (* 1942 in Berlin; † 2011 in Bayreuth) war ein örtlicher Lokaljournalist, Heimatforscher und Kommunalpolitiker. Der Ehrenbürger verfasste zahlreiche Publikationen über die Stadt und deren Geschichte, in denen er häufig die fortgesetzte Zerstörung historischer Bausubstanz in der Nachkriegszeit anprangerte. | Auf den Platz münden der Kirchplatz und die Brautgasse, Verbindungen bestehen zur Kämmereigasse und zur Kanzleistraße.                                                                                             | Der östliche Teil des Kirchplatzes hinter der Stadtkirche erhielt im Dezember 2013 diesen Namen. Auf dem Platz steht seit den 1990er Jahren der ehemalige Siechenhaus- bzw. Armenhausbrunnen. |                                                                                     |
| Bernecker Straße seit 1889 vor 1889: Chaussee nach Berneck                                                     | 1320                                  | Straße nach Berneck (seit 1950 Bad Berneck). Der Kurort liegt nördlich der Stadt am Westrand des Fichtelgebirges. | Von der Markgrafenallee zur Christian-Ritter-von-Langheinrich-Straße. | An der Straße liegt das Ordensschloss St. Georgen, derzeit Teil der Justizvollzugsanstalt. Der Abschnitt nördlich der Bahnstrecke Bayreuth–Warmensteinach war bis in die 1970er Jahre Teil der Bindlacher Allee. | Bernecker Straße                                                                    |
| Bindlacher Allee seit 1850                                                                                     | 593                                   | Bis in die 1970er Jahre führte die Straße, zuletzt als Bundesstraße 2, von der Warmensteinacher Straße abgehend nach Bindlach, einem nahegelegenen Dorf nördlich der Stadt. | Vom Kreisverkehr an der Christian-Ritter-von-Popp-Straße zur Stadtgrenze. | Der Südabschnitt der Bindlacher Allee verlor in den frühen 1970er Jahren, im Zuge des Ausbaus der Bundesstraße 2, seine ortsverbindende Funktion und wurde der Bernecker Straße zugeordnet. Der Baumbestand an seiner Westseite wurde teilweise entfernt. Der Nordabschnitt erhielt eine neue Fahrbahn westlich der alten, die als Fuß- und Radweg erhalten blieb. | Ehemalige Bindlacher Allee: jetzt Bernecker Straße                                  |
| Bindlacher Straße seit 1991                                                                                    | 247                                   | Bindlach ist eine Gemeinde im Landkreis Bayreuth, die nördlich direkt an Bayreuth angrenzt. Der Ortsname ist slawischen Ursprungs (slaw. Pnetluky) und lässt die sinngemäße Übersetzung „Dorf der Leute, die Stämme schlagen“ zu. | Von der die Weiherstraße mit der Bindlacher Allee verbindenden Straße abgehende Stichstraße. | Die Straße liegt im Gewerbegebiet Bindlacher Allee. Die namenlose Verbindung mit der Weiherstraße über die Bundesautobahn 9 hinweg wurde im Juli 1999 eröffnet. |                                                                                     |
| Birkenstraße seit 1907 siehe auch: Sternstraße                                                                 | 920                                   | Der ehemalige Acker auf den Pircken war Namenspate des Stadtteils Birken. | Von der Jean-Paul-Straße zur Kantstraße. | Die Straße ist eine der beiden Hauptachsen des Stadtteils Birken. | Birkenstraße                                                                        |
| Bismarckstraße seit 1901                                                                                       | 980                                   | Otto von Bismarck (1815–1898) war Ministerpräsident von Preußen, Bundeskanzler des Norddeutschen Bundes sowie von 1871 bis 1890 erster Reichskanzler des Deutschen Reichs. | Vom Freiheitsplatz zum Wittelsbacherring. | Die Straße ist ab der Rathenaustraße Einbahnstraße in Richtung Stadtzentrum. | Bismarckstraße                                                                      |
| Blonergasse vor 1897                                                                                           |                                       | | | Die Straße ist 1890 als in die Tunnelstraße mündender Abschnitt der Friedrich-Ebert-Straße nachweisbar, ab 1897 hieß sie Hammerstraße. |                                                                                     |
| Blücherstraße 1928–1947                                                                                        |                                       | Gebhard Leberecht von Blücher (1742–1819), war ein preußischer Generalfeldmarschall, der sich in bedeutenden Schlachten hervortat. | | Die Straße heißt seit 1947 Raabestraße. | Ehemalige Blücherstraße: Raabestraße                                                |
| Bodelschwinghstraße seit 1959                                                                                  | 110                                   | Friedrich von Bodelschwingh (1831–1910) war ein evangelischer Pastor und Theologe. Er arbeitete in der Inneren Mission. | Von der Rotkreuzstraße zur Albert-Schweitzer-Straße. | Die Straße liegt in der Ortslage Quellhöfe des Stadtteils Birken. | Bodelschwinghstraße                                                                 |
| Bodenmühle 1972 eingemeindet                                                                                   |                                       | Das vor 1792 erwähnte Mühlenanwesen am Roten Main ist nach der 1421/24 belegten dortigen Flur Boden (mittelhochdeutsch „bodem“ = ebener Talgrund) benannt. | | Über die Straße erreicht man den gleichnamigen Weiler und den geologischen Aufschluss Bodenmühlwand. |                                                                                     |
| Bodenseering seit 1975                                                                                         | 1030                                  | Als Bodensee werden die drei im nördlichen Alpenvorland liegenden Gewässereinheiten Obersee, Untersee und Seerhein zusammengefasst. Er ist flächenmäßig der drittgrößte See Mitteleuropas. | U-förmige Straße von und zur Klinikumallee. | Die Straße liegt in einem Neubaugebiet am Südhang des Roten Hügels. |                                                                                     |
| Böcklinstraße seit 1960                                                                                        | 558                                   | Arnold Böcklin (1827–1901) war ein Schweizer Maler und Bildhauer des Symbolismus. Er gilt als einer der bedeutendsten bildenden Künstler des 19. Jahrhunderts in Europa. | Von der Justus-Liebig-Straße zur Spitzwegstraße. | Die Straße liegt in der Ortslage Jakobshof des Stadtteils Altstadt. |                                                                                     |
| Böttgerweg seit 1992                                                                                           | 180 + 85                              | Dem Naturforscher und Alchemisten Johann Friedrich Böttger (1682–1719) gelang 1708/09 die Herstellung weißen Porzellans. | Vom Albert-Einstein-Ring abgehende kreuzförmige Straße. | Die Straße befindet sich im Neubaugebiet Storchennest des Stadtteils Oberkonnersreuth. |                                                                                     |
| Brabantstraße 1960–1972                                                                                        |                                       | Nach dem Schauplatz der Oper Lohengrin von Richard Wagner benannt. | | Die Straße wurde 1972 wegen Straßenumbaus aufgelassen und ging teilweise in der Elsastraße auf. |                                                                                     |
| Brahmsstraße seit 1952                                                                                         | 760 + 45 + 40                         | Johannes Brahms (1833–1897) gilt als einer der bedeutendsten europäischen Komponisten der zweiten Hälfte des 19. Jahrhunderts. Seine Kompositionen werden vorwiegend der Romantik zugeordnet. | Von der Stuckbergstraße zur Mozartstraße, mit zwei Stichstraßen. | Die Straße liegt am Hang des Stuckbergs im Stadtteil Sankt Georgen. |                                                                                     |
| Brandenburger Straße seit 1884 vor 1884: Bayreuther Gaß, Bayreuther Straße, Brandenburger Allee                | 660                                   | Die Bayreuther Fürsten führten den Titel Markgrafen von Brandenburg-Kulmbach (ab 1604 Brandenburg-Bayreuth). | Von der Tunnelstraße zur Straße Sankt Georgen. | Die Straße führt in den 1702 vom Erbprinzen Georg Wilhelm ehemals selbstständigen Ort und 1811 eingemeindeten Stadtteil Sankt Georgen. Da das Straßenpflaster unter Denkmalschutz steht, wurde es nicht durch einen Asphaltbelag ersetzt, sondern 1997 erneuert. | Brandenburger Straße                                                                |
| Braunhofstraße seit 1907 1894–1906: Braunhof                                                                   | 380 + 30 + 25                         | Die Straße führt zu einem Hof, als dessen Eigentümer von 1670 bis 1702 der Bürgermeister Hannß David Braun belegt ist. | Von Am Mühlgraben abgehende Stichstraße mit einer weiteren Stichstraße und einem Abzweig zur Sankt-Nikolaus-Straße.                                                                                                | Die Straße liegt in der Ortslage Hetzennest. |                                                                                     |
| Brautgasse vermutlich seit Anfang des 17. Jahrhunderts                                                         | 200                                   | Die Brautgasse führt zum „Brauttor“, das 1447 in der Stadtkirche belegt ist. Hier wurde durch den Priester der „Ringwechsel“ vollzogen. | Von der Maximilianstraße zum Bernd-Mayer-Platz. | Für die Straße waren u. a. auch die Namen Kirchgäßlein, Schulgasse und Ehrengasse in Gebrauch. Sie liegt im Fußgängerbereich der Innenstadt. Angelegt wurde sie nach dem Stadtbrand des Jahres 1605, um für zukünftige Brandfälle einen besseren Zugang vom Markt zu den dahinter liegenden Gassen zu schaffen. |                                                                                     |
| Breite Gasse als Praytte gaß 1449 belegt                                                                       |                                       | Die Straße war im Mittelalter – nach dem Markt – die breiteste Straße der Stadt. | | Ehemaliger Name der Sophienstraße vom Markt bis zur Judengasse (Von-Römer-Straße). | Ehemalige Breite Gasse: Sophienstraße                                               |
| Breiter Rain seit 1976                                                                                         |                                       | Ein Rain ist ein meist grasbewachsener, oft erhöhter Grenzstreifen zwischen zwei Äckern oder Fluren. Der Flurname Im breiten Rain ist 1936 belegt. | | |                                                                                     |
| Breslaustraße seit 1952                                                                                        |                                       | Breslau (poln.: Wrocław) ist mit über 630.000 Einwohnern die viertgrößte Stadt Polens. Die Hauptstadt der Woiwodschaft Niederschlesien liegt an der Oder und gilt als Hauptort der historischen Region Schlesien. | | |                                                                                     |
| Brockstraße seit 1963                                                                                          |                                       | Gottlieb Wilhelm Heinrich Brock (1805–1871) war Pfarrer in Sankt Johannis und Verfasser dessen erster Ortsgeschichte. | | |                                                                                     |
| Brücklesgasse seit 1977                                                                                        |                                       | Der Flurname Im Brickles bedeutet „Am Brücklein“ und ist 1936 belegt. | | |                                                                                     |
| Brüxer Weg seit 1972 1963–1972: Karlsbader Weg                                                                 |                                       | Brüx ist eine Stadt in Tschechien. Der tschechische Name Most bedeutet Brücke und ist eine Übersetzung des deutschen Namens Brüx. | | Die Umbenennung des Karlsbader Wegs erfolgte im Zuge der Eingemeindung des Ortsteils Laineck, um möglichen Verwechslungen mit der Karlsbader Straße vorzubeugen. |                                                                                     |
| Brunhildstraße seit 1957                                                                                       | 330                                   | Brunhilde ist Siegfrieds Gattin in Richard Wagners Opernzyklus Der Ring des Nibelungen. | Von der Furtwänglerstraße zur Guntherstraße. | |                                                                                     |
| Brunnenstraße seit 1955 1889–1955: Brunnengasse                                                                | 85                                    | Der Name erinnert an den früheren Gemeindebrunnen im Stadtteil Neuer Weg. | Von der Mittelstraße zur Schulstraße. | |                                                                                     |
| Buchenweg seit 1947                                                                                            |                                       | Die etwa zehn Arten der Buchen sind in der nördlichen gemäßigten Zone verbreitete Laubbäume. Die größte Artenvielfalt findet sich im Osten Asiens, die einzige heimische Buchenart und häufigster hiesiger Laubbaum ist die Rotbuche. | | |                                                                                     |
| Buchsteinweg seit 1965                                                                                         | 135                                   | Der 411 m hohe Buchstein ist eine Erhebung am Südwestrand der Stadt. | Von der Weißenburger Straße zum Geseeser Weg. | Die Straße liegt in der Ortslage Jakobshof des Stadtteils Altstadt. |                                                                                     |
| Bühlweg seit 1960                                                                                              | 467                                   | Die Benennung erfolgte nach der Lage der Straße: „Bühl“ bedeutet Hügel. | Die Straße hat die Form eines breitgezogenen U. Sie führt von der Warmensteinacher Straße zum Hangweg. | Der Bühlweg liegt in der 1932/33 angelegten „Siedlung Laineck für Arbeiterfamilien“. |                                                                                     |
| Bürgerreuther Straße von 1884–1933 und seit 1945 (Lage)                                                        | 705                                   | Der Name „Bürgerreuth“ entstand 1820, damals wurde die Urbarmachung der Brandhut (Hohe Warte) als Rodung („Reut“) der Bürger beschlossen. | Von der Bahnhofstraße zur Siegfried-Wagner-Allee. | Die Straße ist die Hauptzufahrtsstraße von der Innenstadt zum Grünen Hügel mit dem Richard-Wagner-Festspielhaus und der historischen Restauration „Bürgerreuth“ sowie zum Siegesturm auf der Hohen Wart. |                                                                                     |
| Bundesautobahn 9 (A 9) ab 1937: Reichsautobahn 1974–?: Bundesautobahn 3                                        |                                       | Die Bezeichnung „Autobahn“ taucht zum ersten Mal zu Beginn des Jahres 1927 in einer Fachzeitschrift auf. In Analogie zur Eisenbahn sollte der Ausdruck für das ersonnene Straßennetz stehen. | | Zwei Anschlussstellen der A 9 liegen innerhalb des Stadtgebiets, sie erfüllt damit auch eine innerstädtische Funktion als Stadtautobahn. |                                                                                     |
| Bundesstraße 2 (B 2) – namenloser Abschnitt                                                                    | 1030                                  | Die am 21. Juli 1972 dem Verkehr übergebene vierspurige Straßenbrücke über die Bundesautobahn 9 und ihre Zufahrtsrampen tragen keinen Namen. | Von der Bernecker Straße zum Kreisverkehr westlich der Christian-Ritter-von-Popp-Straße. | Mit täglich ca. 25.000 Fahrzeugen gehört sie zu den meistbefahrenen Straßen der Stadt. Die Hochbrücke selbst ist eine 650 m lange Stahlbetonbrücke, die durch einen 100 Millionen Euro teueren Neubau ersetzt werden soll. Im Herbst 2023 wurden die ersten beiden Rampen abgebrochen. |                                                                                     |
| Bundesstraße 22 (B 22) – namenloser Abschnitt                                                                  | 2220                                  | Der neu gebaute Abschnitt der B 22 (Umgehung des Stadtteils Aichig) trägt keinen Namen. | Von der Äußeren Nürnberger Straße zur Stadtgrenze in Richtung Lehen. | |                                                                                     |
| Burg seit 1979                                                                                                 | 110                                   | Bezüglich der Herkunft des Namens der Straße und des gleichnamigen Quartiers gibt es nur Vermutungen, eine Wehranlage hat dort nie existiert. | Von der Markgrafenallee abgehende Stichstraße. | Für Fußgänger und Radfahrer existiert am Straßenende ein Weg zur Hans-Schaefer-Straße. |                                                                                     |
| Burgenlandplatz seit 2015                                                                                      |                                       | Das Burgenland ist ein Bundesland im Osten Österreichs, das bis 1921 zum Königreich Ungarn gehörte. Der in Bayreuth verstorbene und beerdigte Komponist Franz Liszt wurde im dortigen Raiding geboren. | Zwischen der Bürgerreuther Straße und der Nibelungenstraße. | Seit 1990 unterhält die Stadt Bayreuth mit dem Burgenland eine Kulturpartnerschaft. Bis Mitte 2015 war der Platz namenlos. |                                                                                     |
| Burgstallstraße seit 1976                                                                                      |                                       | Der Flurname Im Burgstall von 1835 deutet auf den Standort einer ehemaligen Burg hin, von der jedoch bisher keine Spuren gefunden wurden. | | |                                                                                     |
| Bussardweg seit 1960                                                                                           |                                       | Bussarde sind mittelgroße Greifvögel aus der Familie der Habichtartigen. Die Gattung ist weltweit verbreitet, in Mitteleuropa brüten aber nur der Mäusebussard und der Adlerbussard. | | |                                                                                     |
| Calvinstraße seit 1964                                                                                         |                                       | Johannes Calvin (1509–1564) war ein Reformator französischer Abstammung und Begründer des Calvinismus. Er gilt als Vertreter einer kerygmatischen Theologie. | | |                                                                                     |
| Campus der Universität                                                                                         |                                       | Die Universität Bayreuth ist eine 1975 gegründete bayerische staatliche Universität mit Sitz in der Stadt. Bereits im Jahr 1742 war in Bayreuth eine Akademie gegründet und zur Universität erhoben worden. | | Auf dem Gelände des Campus der Universität existieren mehrere bisher namenlose öffentliche Straßen. | Westzufahrt zum Campus                                                              |
| Carl-Benz-Straße seit 1970                                                                                     |                                       | Carl Benz (1844–1929) war ein deutscher Ingenieur und Automobilpionier. Sein Benz Patent-Motorwagen Nummer 1 von 1885 gilt als erstes modernes Automobil. | | |                                                                                     |
| Carl-Burger-Straße seit 1920 (Lage)                                                                            | 255                                   | Carl Heinrich Theodor Burger (1848–1915) war Magistratsrat in Bayreuth und stiftete einen größeren Betrag für ein Krematorium. | Von der Erlanger Straße zur Straße Kreuz. | Auf einer einbogigen Sandsteinbrücke von ca. 1875 führt die Straße über den Mistelbach und hangaufwärts weiter in den Stadtteil Kreuz. |                                                                                     |
| Carl-Kolb-Straße seit 2008                                                                                     |                                       | Carl Kolb († 1895) war von 1856 bis 1895 Direktor der Mechanischen Baumwollspinnerei. | | |                                                                                     |
| Carl-Maria-von-Weber-Straße seit 1926                                                                          |                                       | Carl Maria von Weber (1786–1826) war ein deutscher Komponist, Dirigent und Pianist. | | |                                                                                     |
| Carl-Schüller-Straße seit 1928 1883–1928: Hirschenstraße                                                       | 480                                   | Der Geheime Kommerzienrat Carl Schüller (1883–1928) war Mitbegründer der Neuen Baumwollen-Spinnerei und langjähriger Vorsitzender der Handwerkskammer Oberfranken. | Von der Bahnhofstraße zum Berliner Platz. | | Carl-Schüller-Straße                                                                |
| Casselmannstraße seit 1920 1899–1920: Heustraße                                                                | 360                                   | Leopold Casselmann (1858–1930) ab 1907 Ritter von Casselmann, war Abgeordneter des Reichstags und der Bayerischen Abgeordnetenkammer und von 1900 bis zu seinem Rücktritt 1919 Oberbürgermeister der Stadt. | Von Am Mainflecklein zum Berliner Platz. | Die Brücke über den Roten Main zur Straße Am Mainflecklein entstand 1915/16 im Zuge der Flussregulierung. 1989 bezog das Arbeitsamt sein neues Gebäude in der Casselmannstraße 6. | Stadtbus mit VGN-Liniennummer in der Casselmannstraße                               |
| Chamberlainstraße 1958–1989                                                                                    | 110                                   | Der Schriftsteller Houston Stewart Chamberlain (* 1855 in Portsmouth; † 1927 in Bayreuth) war der Ehemann von Richard Wagners Tochter Eva. Er gilt als einer der geistigen Wegbereiter des Nationalsozialismus. | Von der Furtwänglerstraße zur Erdastraße. | Der Name wurde 1989 aufgehoben und die Straße der Furtwänglerstraße zugeschlagen. Siehe auch: Karl-Muck-Straße. | Stadtplan aus dem Jahr 1986                                                         |
| Chiemseestraße seit 1977                                                                                       |                                       | Der Chiemsee ist mit einer Fläche von 79,9 km² der größte See in Bayern und nach dem Bodensee und der Müritz der drittgrößte See in Deutschland. | | |                                                                                     |
| Christian-Ritter-von-Langheinrich-Straße seit 1964                                                             |                                       | Christian Langheinrich, seit 1914 „Ritter von Langheinrich“ (* 16. November 1870 in Bayreuth; † 9. Juni 1950 ebenda) war ein bayerischer Offizier, Jurist und Politiker der DDP. | | |                                                                                     |
| Christian-Ritter-von-Popp-Straße seit 1964                                                                     |                                       | Christian Popp, seit 1918 „Ritter von Popp“ (* 17. April 1891 in Bayreuth; † 11. Mai 1964 ebenda) war Architekt und seit 1918 wegen besonderer Tapferkeit im Ersten Weltkrieg Ehrenbürger der Stadt. | | |                                                                                     |
| Colmdorf 1939 eingemeindet                                                                                     |                                       | 1398 als Kolbendorf erstmals erwähnt: der Name lässt sich auf den Personennamen Cholbo bzw. Kolbo zurückführen. | Von der Königsallee zur Eremitagestraße. | |                                                                                     |
| Cosimapark |                                       | Cosima Wagner war die Ehefrau Richard Wagners (siehe Cosima-Wagner-Straße). | Stichstraße von der Gravenreuther Straße. | |                                                                                     |
| Cosima-Wagner-Straße seit 1927 1888–1927: Hofgartenstraße                                                      | 450                                   | Cosima Wagner (* 1837 in Bellagio; † 1930 in Bayreuth) war eine Tochter des Komponisten Franz Liszt. Sie war die Ehefrau Richard Wagners und nach dessen Tod von 1883 bis 1906 Leiterin der Bayreuther Festspiele. | Von der Richard-Wagner-Straße zur Jean-Paul-Straße. | Die Straße erhielt anlässlich Cosima Wagners 90. Geburtstags 1927 ihren Namen. An der Straße liegen die beiden Parkanlagen Hofgarten und Schützenplatz. | Cosima-Wagner-Straße                                                                |
| Cottenbacher Straße seit 1937                                                                                  |                                       | Ein Kottenbacher Weg ist bereits 1398 erwähnt. Das Dorf Cottenbach ist heute ein Ortsteil von Heinersreuth. | | In Cottenbach fanden am 14. April 1945 die von Karl Ruth geführten Verhandlungen zur kampflosen Übergabe der Stadt an die amerikanischen Truppen statt. | Cottenbacher Straße                                                                 |
| Cranachstraße seit 1953                                                                                        | 120                                   | Lucas Cranach der Ältere (* um 1475 in Kronach, Oberfranken; † 1553) war einer der bedeutendsten deutschen Maler und Grafiker der Renaissance. | Von der Lenbachstraße zur Holbeinstraße. | |                                                                                     |
| Dahlienweg seit 1947                                                                                           | 315                                   | Dahlien sind ausdauernde krautige Pflanzen und als Zierpflanzen beliebt. Sie bilden eine Pflanzengattung in der Familie der Korbblütler. | Vom Südlichen Ringweg zur Langen Zeile. | |                                                                                     |
| Dalandweg seit 1964                                                                                            | 150                                   | Daland ist eine Figur (der norwegische Seemann) aus Richard Wagners Oper Der Fliegende Holländer. | Von der Isoldenstraße zum Steilweg. | |                                                                                     |
| Damaschkestraße seit 1927                                                                                      | 115                                   | Adolf Damaschke (1865–1935) war Pädagoge und ein Führer der Bodenreformbewegung in Deutschland. | Von der Dr.-Martin-Luther-Straße zur Fröbelstraße. | | Damaschkestraße                                                                     |
| Dammallee seit ca. 1800                                                                                        | 370                                   | Der Name müsste eigentlich Dammweiherallee lauten: der Dammweiher war ein künstlich geschaffener Teich mit einem abschließenden Damm (J. C. E. von Reiche erwähnt ihn 1795 allerdings als „Damenweiher“). | Von der Friedrichstraße zur unteren Maximilianstraße. | Der unterhalb der westlichen Stadtmauer gelegene Dammweiher wurde 1860 abgelassen und verfüllt. Die Straße trug auch die Namen Neue Allee, Grabenallee und Vordere Dammallee. Richard Wagner lebte mit seiner Familie vom 28. September 1872 an 1 ½ Jahre lang im Haus Nr. 7 (1984 abgerissen). Im Haus Nr. 8 betrieb Simon Würzburger 1861–1871 eine psychiatrische Klinik, 1873/74 lebte dort Malwida von Meysenbug. | Dammallee                                                                           |
| Dammwäldchen von 1889–1934 und seit 1945                                                                       | 145                                   | 1888 ist der gleichnamige kleine Park noch als Wäldchen an der Dammallee erwähnt, 1889 erstmals als Dammwäldchen statt Dammalleewäldchen. | Von der Dammallee zum Wittelsbacherring. | Siehe auch Dammallee. Im Haus Dammwäldchen 4 residierte von September 1872 bis April 1874 Richard Wagner, von dem von Carl Wölfel erbauten Gebäude ist der Portikus erhalten. |                                                                                     |
| Danziger Straße seit 1967                                                                                      | 155                                   | Danzig (polnisch Gdańsk) ist eine Hafen- und ehemalige Hansestadt in Polen mit mehr als 450.000 Einwohnern. Im gesamten städtisch geprägten Ballungsraum leben mehr als 1,2 Millionen Menschen. | Von der Steinachstraße zum St.-Nepomuk-Platz. | |                                                                                     |
| Denkmalstraße seit 1967                                                                                        |                                       | Seit 1924 existiert an der Straße im Ortsteil Laineck ein Denkmal für die gefallenen Lainecker des Ersten (und später auch des Zweiten) Weltkriegs. | | |                                                                                     |
| Destubener Straße seit 1977                                                                                    | 2600                                  | Destuben ist ein 1976 eingemeindeter Ortsteil. Der Name könnte auf ein Flurstück im Wald oder eine alte Herberge hinweisen. | Von der Thiergärtner Straße zur Stadtgrenze. | Die Streße erschließt die Ortsteile Destuben und Rödensdorf, sie führt weiter nach Obernschreez in der Gemeinde Haag. |                                                                                     |
| Deubzerstraße seit 1965                                                                                        | 66                                    | Wolfgang Deubzer (1895–1952) war Chefarzt und späterer Direktor des 1905 in Betrieb genommenen Städtischen Krankenhauses. | Von der Sauerbruchstraße abgehende Stichstraße. | Die Straße liegt im Stadtteil Meyernberg. |                                                                                     |
| Dieselstraße seit 1964                                                                                         | 360                                   | Rudolf Christian Karl Diesel (1858–1913) war ein deutscher Ingenieur und der Erfinder des Dieselmotors. | Von der Ottostraße zur Theodor-Schmidt-Straße. | Die Straße befindet sich im Industriegebiet St. Georgen. |                                                                                     |
| Dietrich-Bonhoeffer-Straße seit 2022                                                                           | 360                                   | Dietrich Bonhoeffer (1906–1945) war ein lutherischer Theologe, der aufgrund seines Widerstands gegen den Nationalsozialismus in der Zeit des „Dritten Reichs“ im Konzentrationslager Flossenbürg hingerichtet wurde. | Von der Jakobstraße zur Funckstraße. | Ende März 2022 beschloss der Stadtrat mit 21 zu 19 Stimmen, die vormalige Hans-Meiser-Straße in Dietrich-Bonhoeffer-Straße umzubenennen. |                                                                                     |
| Dilchertstraße seit 1895                                                                                       | 135                                   | Der Kaufmann Friedrich Carl Dilchert (* 1804 in Bayreuth; † 1879 ebenda) war von 1851 bis 1863 Bürgermeister der Stadt. Er errichtete eine ansehnliche Stiftung für Bedürftige. | Von der Badstraße zur Richard-Wagner-Straße. | Einbahnstraße von der Richard-Wagner-Straße bis zur Werner-Siemens-Straße. | Dilchertstraße                                                                      |
| Döbereinerstraße seit 1984                                                                                     | 75                                    | Der Chemiker Johann Wolfgang Döbereiner (1780–1849) gilt als Vordenker für die Entstehung des Periodensystems. Mit der Untersuchung von Platin ebnete er den Weg zur Katalyse. | Von der Eremitagestraße abgehende Stichstraße. | Die Straße liegt im Ortsteil Sankt Johannis. |                                                                                     |
| Dörnhofer Straße seit 1977                                                                                     |                                       | Das 1976 eingemeindete Dorf Dörnhof ist bereits 1398 als zum Durrenhof belegt. Der Name kann sich auf die dortige Bodenqualität oder Wasserarmut bezogen haben. | Von der Preuschwitzer Straße zur Stadtgrenze im Ortsteil Dörnhof. | Nach der Kreuzung mit dem Straßenzug Heinersreuther Straße / Forststraße weiter als Stichstraße. |                                                                                     |
| Dr.-Franz-Straße seit 1988                                                                                     |                                       | Der Chirurg und ehemalige Leiter des Städtischen Krankenhauses (von 1920 bis 1937) Gustav Franz (1876–1947) war unter anderem an Zwangssterilisationen in der NS-Zeit beteiligt. | Von der Kulmbacher Straße abgehendes Straßen- und Wegeensemble im Bereich des ehemaligen Städtischen Krankenhauses.                                                                                                | Die Straße führt zum Rathaus II und zum Bundesarchiv für das Lastenausgleichswesen. |                                                                                     |
| Dr.-Fritz-Meyer-Weg seit 1998                                                                                  | 450                                   | Der Rechtsanwalt und Bayreuther Ehrenbürger Fritz Meyer I (1898–1980) war seit 1924 Stadtrat und 1958 Oberbürgermeisterkandidat. | Ringstraße mit Abzweigen zur Hohlmühlallee und zum Meysenbugweg. | Die Straße liegt im Ortsteil Hohlmühle. |                                                                                     |
| Dr.-Hans-Frisch-Straße seit 1963                                                                               | 385                                   | Der Unternehmer Hans Frisch (1896–1963) hinterließ der Stadt mehrere Stiftungen. | Von der Riedingerstraße zur Sophian-Kolb-Straße. | Die Straße liegt im Industriegebiet Sankt Georgen, sie ist zur Sophian-Kolb-Straße hin Einbahnstraße. |                                                                                     |
| Dr.-Hans-Richter-Straße seit 1938 siehe auch: Hans-Richter-Gasse                                               | 340                                   | János „Hans“ Richter (* 1843 in Raab; † 1916 in Bayreuth), österreichisch-ungarischer Dirigent und Ehrenbürger von Bayreuth, dirigierte 1876 bei den Festspielen die ersten Aufführungen des Ring des Nibelungen. | Von der Cottenbacher Straße zur Karl-Muck-Straße. | |                                                                                     |
| Dr.-Hermann-Koerber-Straße seit 1990                                                                           |                                       | Hermann Koerber (1883–1955) war von 1935 bis 1938 und 1945 bis 1950 Ärztlicher Direktor des Städtischen Krankenhauses. | | Die Straße ist auf Stadtplänen gelegentlich falsch als Dr.-Hermann-Körber-Straße eingezeichnet. |                                                                                     |
| Dr.-Jula-Dittmar-Weg seit 1998                                                                                 | 310 + 60                              | Jula Dittmar (1887–1976) war die erste Ärztin der Stadt. Zunächst als Schulärztin tätig, unterhielt sie mehr als 40 Jahre eine Praxis in der Sophienstraße. Arme Patienten behandelte sie häufig kostenlos, zu Hausbesuchen fuhr sie auf dem Motorrad. Die überzeugte Liberale wurde 1923 stellvertretende Vorsitzende der Deutschen Demokratischen Partei. Für die FDP war sie Mitglied des ersten Nachkriegsstadtrats, 1948 wurde sie erneut zur Stadträtin gewählt. | Von der Hohlmühlallee abgehende schleifenförmige Straße mit einer Verbindung zum Meysenbugweg. | Die Straße befindet sich im Neubaugebiet Hohlmühle im Süden der Stadt. |                                                                                     |
| Dr.-Klaus-Dieter-Wolff-Straße seit 2016                                                                        | 310                                   | Klaus Dieter Wolff (1935–2007) war Gründungspräsident der Universität Bayreuth. | Von einem Seitenast der Universitätsstraße beiderseits abgehende Stichstraße. | An der Straße liegt das Studentenwohnheim „Am Tappert“. |                                                                                     |
| Dr.-Konrad-Pöhner-Straße seit 1975                                                                             |                                       | Konrad Pöhner (* 1901 in Bayreuth; † 1974 ebenda) war ein Unternehmer, Verbandspräsident und Politiker, der von 1964 bis 1970 als bayerischer Finanzminister fungierte. | | |                                                                                     |
| Dr.-Martin-Luther-Straße seit 1933 1930–1933: Lutherstraße                                                     |                                       | Martin Luther (1483–1546) war der theologische Urheber und Lehrer der Reformation. | | | Dr.-Martin-Luther-Straße                                                            |
| Dr.-Würzburger-Straße seit 1947 1938–1947: Theodor-Körner-Straße vorher: Mosinger Weg                          | 605                                   | Der jüdische Arzt Simon Würzburger und sein Sohn Albert (1856–1938) gründeten 1894 eine „Heilanstalt für Nervenleiden jeder Art“ (→ Sanatorium Herzoghöhe), die heutige Klinik Herzoghöhe. | Von der Kulmbacher Straße zum Meranierring | Dem Stadtrat Albert Würzburger wurde 1936 von den Nationalsozialisten jeder Kontakt mit der Klinik und deren Patienten untersagt. |                                                                                     |
| Donaustraße seit 1962                                                                                          |                                       | Die Donau ist der zweitgrößte und zweitlängste Strom Europas. Sie führt ihren Namen ab der Vereinigung der Quellflüsse Brigach und Breg, die beide im Mittleren Schwarzwald entspringen. | | |                                                                                     |
| Donndorfer Straße seit 1962 früher Teil der Chaussee nach der Fantaisie                                        |                                       | Der durch das Schloss Fantaisie bekannte Ort Donndorf liegt unmittelbar westlich der Stadt und ist heute ein Ortsteil von Eckersdorf. | | |                                                                                     |
| Dornröschenweg seit 1977                                                                                       |                                       | Dornröschen ist ein Märchen aus den Kinder- und Hausmärchen der Brüder Grimm von 1812. Die französische Fassung La belle au bois dormant erschien bereits 1697. | | |                                                                                     |
| Drosselweg seit 1960                                                                                           | 150                                   | Die Drosseln sind eine artenreiche Vogelfamilie in der Ordnung der Sperlingsvögel mit 19 Gattungen und ca. 150 Arten, darunter die Amsel. | Vom Schwalbenweg zum Falkenweg, mit einer Stichstraße. | Die Straße liegt im „Vogelviertel“ des Ortsteils Hetzennest. |                                                                                     |
| Drossenfelder Straße seit 1989 1979–1989: Drossenfelder Weg                                                    |                                       | Alte Straße (ehemalige Bundesstraße 85) in Richtung des ehemaligen Ritterguts Drossenfeld (bis 1806) und der Ortschaften Alt- und Neudrossenfeld. | | |                                                                                     |
| Dürschnitz |                                       | Der heutige Ortsteil Dürschnitz ist bereits 1477 als Einzelhof „Tursznitz“ belegt. | | Der Straßenname galt bis in die 1930er Jahre hinein auch für den stadteinwärtigen Teil der Königsallee (bis etwa zum Bayernring). |                                                                                     |
| Eckenerstraße seit 1932                                                                                        |                                       | Dem Luftfahrtpionier Hugo Eckener (1868–1954) gelang im Oktober 1924 mit dem Zeppelin LZ 126 die erste Atlantiküberquerung mit einem Luftschiff. | | |                                                                                     |
| Edelweißweg seit 1967                                                                                          |                                       | Das Alpen-Edelweiß, eine der bekanntesten und symbolreichsten Alpenblumen, ist eine Pflanzenart aus der Familie der Korbblütler. | | |                                                                                     |
| Eduard-Bayerlein-Straße seit 1934 1933–1934: Richthofenstraße 1910–1933: Herzstraße                            | 377                                   | Der Unternehmer Eduard Bayerlein (1852–1913) baute die Mechanische Spinnerei und Weberei F. C. Bayerlein seines Vaters aus und errichtete 1894 ein großes Werk in der Unteren Au. | Vom Berliner Platz bis An der Feuerwache und weiter als Stichstraße. | Die nach dem jüdischen Ingenieur Julius Herz benannte Straße wurde 1933 umbenannt und erhielt 1934 ihren heutigen Namen. | Eduard-Bayerlein-Straße                                                             |
| Egerländer Straße seit 1935                                                                                    | 330                                   | Das Egerland ist eine Region im Westen Tschechiens, benannt nach der Stadt Eger (tschechisch Cheb). Zum Egerland im weiteren Sinne gehören auch angrenzende Bereiche Oberfrankens und der Oberpfalz. | Von der Bernecker Straße zur Weiherstraße. | Die Namensgebung entsprach einer Forderung des „Sudetendeutschen Heimatbundes“, dortige Städte- und Landschaftsnamen zu verwenden. Die Straße führt in das Industriegebiet Sankt Georgen. |                                                                                     |
| Egerstraße seit 1979                                                                                           | 190                                   | Die Eger ist ein linker Nebenfluss der Elbe in Bayern und Tschechien. Sie entspringt bei Weißenstadt im Fichtelgebirge und mündet bei Litoměřice in die Elbe. | Von der Preuschwitzer Straße abgehende Stichstraße. | Die Straße liegt am Rand des Stadtteils Roter Hügel und führt zu den Sportanlagen des SC Kreuz. |                                                                                     |
| Eibseestraße seit 1977                                                                                         |                                       | Der Eibsee liegt 9 km südwestlich von Garmisch-Partenkirchen unterhalb der Zugspitze im Wettersteingebirge in Bayern. | | |                                                                                     |
| Eichelacker 1924–1947                                                                                          |                                       | Der Flurname Eichelacker ist bereits 1687 belegt. „Eichin acker“ bedeutet „Acker, auf dem Eichen stehen“. | | Der Platz und die anschließende gleichnamige Straße erhielten 1947 den Namen August-Bebel-Platz. | Ehemaliger Eichelacker: August-Bebel-Platz                                          |
| Eichelweg seit 1894                                                                                            |                                       | Nach der angrenzenden Flur Eichelacker so benannt (siehe dort). | | |                                                                                     |
| Eichendorffring seit 1952                                                                                      | 880                                   | Joseph (Karl Benedikt Freiherr) von Eichendorff (1788–1857) war ein bedeutender Lyriker und Schriftsteller der deutschen Romantik. | Geht beidseitig von der Birkenstraße ab. | Die Straße beschreibt einen Dreiviertelkreis und weist eine 100 m lange abzweigende gleichnamige Stichstraße auf. | Winter im Eichendorffring                                                           |
| Eichenlohe seit 1976                                                                                           |                                       | Die Straße führt zum Waldstück In der Eichenlohe, was „lichter Eichenwald“ bedeutet (mittelhochdeutsch lô = lichtes Gehölz). | | |                                                                                     |
| Eichenring seit 2003                                                                                           |                                       | Die Straße ist nach dem dort vorhandenen Bestand an Eichen so benannt. | | |                                                                                     |
| Eifelstraße seit 1975                                                                                          |                                       | Die Eifel ist ein Teil des Rheinischen Schiefergebirges. Höchste Erhebung ist mit 747 m ü. NN die Hohe Acht. | | |                                                                                     |
| Elbering seit 1973                                                                                             |                                       | Mit 1094 Kilometern Länge ist die Elbe der vierzehntlängste Fluss Europas. Sie entspringt im Riesengebirge und mündet bei Cuxhaven in die Nordsee. | | |                                                                                     |
| Elfenweg seit 1963                                                                                             |                                       | Elfen (auch Albe oder Elben) ist eine Bezeichnung für eine sehr heterogene Gruppe von Fabelwesen in Mythologie und Literatur. | | Die Straße ist Teil eines Straßennamenfeldes nach Märchen- und Sagengestalten. |                                                                                     |
| Elias-Räntz-Straße seit 1927                                                                                   | 130                                   | Elias Räntz (1649–1732) war ein Bildhauer des Barock. Aus einer steirischen Familie stammend wirkte er u. a. am markgräflichen Hof in Bayreuth. | Von der Preuschwitzer Straße zur Mosinger Straße. | Die Straße liegt im Stadtteil Kreuz. | Datei:Elias-Räntz-Straße                                                            |
| Ellrodtweg seit 1964 1953–1964: Ellrodtzeile                                                                   | 740                                   | Die Familie von Ellrodt, die bis in den Reichsgrafenstand erhoben wurde, stand im Dienste des Fürstentums Bayreuth. Ihr gehörten u. a. die Rittergüter Neudrossenfeld und Lanzendorf. | Von der Albrecht-Dürer-Straße zur Friedrich-Ebert-Straße. | Der Ellrodtweg ist ein Fußgänger- und Radweg am Nordufer des Roten Mains. |                                                                                     |
| Elsastraße seit 1958                                                                                           | 195 + 57                              | Elsa von Brabant ist eine Gestalt aus Richard Wagners Oper Lohengrin. | Die Y-förmige Stichstraße beginnt am nördlichen Ende der Lohengrinstraße. | |                                                                                     |
| Emil-Warburg-Weg seit 1979                                                                                     | 520                                   | Emil Warburg (* 9. März 1846 in Altona; † 28. Juli 1931 in Grunau (heute zu Bayreuth)) war ein bedeutender deutscher Physiker. Er wurde auf dem Stadtfriedhof beigesetzt. | Von der Universitätsstraße zum Campus der Universität. | Die Straße ist durchgehend Fußgängerzone. | Emil-Warburg-Weg                                                                    |
| Enges Gäßlein bis 1960er Jahre                                                                                 |                                       | Der Name entsprach der geringen Breite des sehr schmalen Durchgangs. | Von der Maximilianstraße zur Kämmereigasse. | Die in den 1960er Jahren zugebaute Gasse ist um 1700 als eng gäßlein verzeichnet und wurde um 1800 auch Nägelein-Gäßlein genannt. |                                                                                     |
| Enzianweg seit 1967                                                                                            |                                       | Die Enziane sind eine Pflanzengattung aus der Familie der Enziangewächse. Einige Arten werden zur Schnapsherstellung und zur Gewinnung von Heilmitteln genutzt. | | | Enzianweg                                                                           |
| Erdastraße seit 1958                                                                                           |                                       | Nach der Gestalt der Erda aus Richard Wagners Oper Der Ring des Nibelungen so benannt. | | |                                                                                     |
| Eremitager Allee Eremitager Straße siehe: Königsallee                                                          |                                       | Seit 1664 gab es in der Eremitage einen Tiergarten, ein umzäuntes Waldgebiet, das dem Hof für die Jagd vorbehalten war (siehe auch Eremitagestraße). | | Zwischen 1913 und 1949 nachweisbare Namen der Königsallee. |                                                                                     |
| Eremitagestraße seit 1951                                                                                      | 1610                                  | Die Eremitage ist eine ab 1715 entstandene historische Parkanlage mit Wasserspielen, die zu den Sehenswürdigkeiten der Stadt gehört. Die Planungen stammten vom Hofbaumeister Elias Räntz. | Von der Bernecker Straße zur Königsallee. | Die Straße ist eine der beiden Hauptzufahrten nach Sankt Johannis und zur Eremitage. Ihre 1886 fertiggestellte Brücke über den Roten Main wird wegen der Geräusche, die Ochsen vor darüberfahrenden Fuhrwerken einst hervorriefen, als „Ochsenklavier“ bezeichnet. |                                                                                     |
| Eremitenhofstraße seit 1971                                                                                    | 876                                   | Straße zum Ortsteil Eremitenhof, der seinen Namen der nahegelegenen Eremitage verdankt. | Von der Königsallee zur Seulbitzer Straße. | Die Straße führt zur Lohengrin Therme im Stadtteil Seulbitz. |                                                                                     |
| Erikaweg seit 1963                                                                                             | 392                                   | Erika – die botanische Bezeichnung für die Gattung Heidekräuter, eine Pflanzengattung aus der Familie der Heidekrautgewächse, die rund 860 Arten umfasst. | Vom Nelkenweg bis Am Hofacker. | Die Straße liegt im Stadtteil Saas. |                                                                                     |
| Erlanger Straße vor 1808                                                                                       | 861                                   | Das ehemalige Ziel Erlangen ist eine kreisfreie Stadt im bayerischen Regierungsbezirk Mittelfranken mit etwa 106.200 Einwohnern, die früher zum Fürstentum Bayreuth gehörte. | Vom Hohenzollernring zur Bismarckstraße. | Die nördlichsten 50 Meter (ehemaliges „Schoberthseck“) gingen beim Bau des Stadtkernrings im Hohenzollernring auf. An der Straße liegen der Stadtfriedhof und die Kirche der Evangelisch-Reformierten Gemeinde. | Erlanger Straße mit Reformierter Kirche                                             |
| Erlenweg seit 1963                                                                                             |                                       | Die Erlen bilden eine Pflanzengattung in der Familie der Birkengewächse. In Mitteleuropa sind die Grün-, die Grau- und die Schwarz-Erle heimisch. | | |                                                                                     |
| Erlkönigstraße seit 1963                                                                                       |                                       | Erlkönig ist eine Ballade von Johann Wolfgang von Goethe, die er im Jahre 1782 schrieb. Sie wurde unter anderem von Franz Schubert und Carl Loewe vertont. | | Die Straße ist Teil eines Straßennamenfelds nach Märchen- und Sagengestalten. |                                                                                     |
| Eschenweg seit 1963                                                                                            |                                       | Die Eschen sind eine Pflanzengattung in der Familie der Ölbaumgewächse. In Europa sind die Gemeine Esche, die Manna-Esche und die Schmalblättrige Esche heimisch. | | |                                                                                     |
| Eubener Straße seit 1965                                                                                       | 605                                   | Das Dorf Euben ist ein Ortsteil von Bindlach auf dem Höhenzug Hohe Warte. | Von der Straße Grüner Baum zur Straße Hohe Warte. | Die Straße führt den Hang der Hohen Warte hinauf, an ihrem nördlichen Ende liegt die Klinik Hohe Warte. |                                                                                     |
| Falkenweg seit 1960                                                                                            | 155                                   | Falken sind kleine bis mittelgroße Greifvögel mit meist langem Schwanz und spitzen Flügeln. Sie gehören zur Gattung der Greifvögel in der Familie der Falkenartigen. | Vom Habichtweg zum Drosselweg. | Der Falkenweg liegt im Neubaugebiet Hetzennest am Hang des Roten Hügels. |                                                                                     |
| Fanggasse seit 1977                                                                                            | 150                                   | Mittelhochdeutsch „vanc“ bedeutet „umhegtes Grundstück“ zur „Pflege“ des Wildes. Das Gehege am Fuß des Sophienbergs ließ Markgraf Christian 1606 anlegen. | Von der Oberthiergärtner Straße abgehende Stichstraße. | Die Straße liegt im Tapperttal im Ortsteil Thiergarten. |                                                                                     |
| Fantaisiestraße seit 1894 bis 1894: Teil der Chaussee nach der Fantaisie                                       | 320                                   | Das Schloss Fantaisie in Eckersdorf-Donndorf wurde als Sommerresidenz für das Markgrafenpaar Friedrich und Wilhelmine erbaut. | Von der Sankt-Nikolaus-Straße zur Bamberger Straße. | Bis 1894 war die Straße Teil der Chaussee nach Fantaisie. |                                                                                     |
| Fasanenring seit 2000                                                                                          | 653 + 107                             | Der Fasan ist eine Vogelart aus der Ordnung der Hühnervögel, wobei der Hahn durch sein farbenprächtiges Gefieder und seine stark verlängerten Schwanzfedern auffällt. | Von und zur Preuschwitzer Straße mit einer den Ring komplettierenden Spange. | Die Straße liegt in einem Neubaugebiet des Stadtteils Oberpreuschwitz. |                                                                                     |
| Fasanenstraße 1976–2000                                                                                        |                                       | Das natürliche Verbreitungsgebiet des Fasans reicht vom Schwarzen Meer über die Trockengebiete Mittelasiens bis in den Osten Asiens (siehe auch Fasanenring). | | Der Straßenname wurde im Zuge der Benennung des Fasanenrings aufgehoben. |                                                                                     |
| Felix-Mottl-Straße seit 1963                                                                                   | 175                                   | Der österreichische Dirigent und Komponist Felix Mottl (1856–1911) leitete in elf Festspielperioden zwischen 1886 und 1906 insgesamt 69 Aufführungen. | Von der Adolf-von-Groß-Straße zur Rheingoldstraße. | Die Straße befindet sich im Stadtteil Gartenstadt. |                                                                                     |
| Felsenweg seit 1977                                                                                            |                                       | Der nahegelegene Taleinschnitt führt in den Felsengrund zur Waldhütte. | Stichstraße von der Dörnhofer Straße im Ortsteil Dörnhof. | |                                                                                     |
| Festspielhügel vor 1930                                                                                        |                                       | Der „Hügel“ ist eigentlich ein Hang der Hohen Warte, auf dem das Richard-Wagner-Festspielhaus steht (siehe auch Grüner Hügel). | Von der Siegfried-Wagner-Allee zur Straße An der Bürgerreuth. | |                                                                                     |
| Feustelstraße seit 1905                                                                                        |                                       | Friedrich Feustel (* 1824 in Egern am Tegernsee; † 1891 in Bayreuth) war Bankier, Reichstagsabgeordneter und bedeutender Förderer der Bayreuther Festspiele. | Vom Nordring zur Bürgerreuther Straße. | | Feustelstraße                                                                       |
| Fichtelgebirgsstraße seit 1972 1966–1972: Oschenbergstraße                                                     |                                       | Die Straße ist nach dem östlich der Stadt gelegenen Fichtelgebirge benannt, einem hufeisenförmigen Mittelgebirge mit dem 1051 Meter hohen Schneeberg als höchstem Gipfel. | Die Straße mündet beidseitig in die Steinachstraße. | |                                                                                     |
| Fichtestraße seit 1939                                                                                         | 365                                   | Johann Gottlieb Fichte (1762–1814) war ein deutscher Erzieher und Philosoph. Er gilt neben Friedrich Wilhelm Joseph Schelling und Georg Wilhelm Friedrich Hegel als wichtigster Vertreter des Deutschen Idealismus. | Von der Mosinger Straße zur Dr.-Würzburger-Straße. | Die Straße liegt im Stadtteil Kreuz. | Fichtestraße                                                                        |
| Filchnerstraße 1930-ca. 1956                                                                                   | 118                                   | Wilhelm Filchner (* 1877 in München, nach anderen Angaben in Bayreuth; † 1957 in Zürich) war ein deutscher Geophysiker, Forschungsreisender und Reiseschriftsteller. | Von der Friedrich-Ebert-Straße zur Albrecht-Dürer-Straße. | Die kurze Straße im Ortsteil Hammerstatt wurde nach 1956 teilweise zugebaut, ihr Südabschnitt wurde der Friedrich-Ebert-Straße zugeschlagen. |                                                                                     |
| Filchnerstraße seit 1978                                                                                       | 161                                   | Wilhelm Filchner (1877–1957) leitete die Zweite Deutsche Antarktisexpedition (1911/12) ins Weddell-Meer und entdeckte dort das Filchner-Ronne-Schelfeis. | Von der Dr.-Konrad-Pöhner-Straße zum Albert-Einstein-Ring. | Der Straßenname wurde im Neubaugebiet Storchennest ein zweites Mal vergeben. |                                                                                     |
| Finkenweg seit 1976                                                                                            | 88                                    | Die Finken sind eine artenreiche Familie aus der Ordnung der Sperlingsvögel. Sie sind mit natürlichen Vorkommen fast weltweit verbreitet und fehlen nur in der Antarktis. | Von der Neckarstraße abgehende Stichstraße. | |                                                                                     |
| Fischergasse bis 1894                                                                                          |                                       | Die Straße verdankte ihren Namen dem Umstand, dass dort traditionell der „Vindenschalk“ wohnte, der die nahen Teiche Bindlacher Weiher und Pechhüttner Weiher betreute und abfischte. | | Die Straße im Stadtteil Altstadt trägt seit 1894 den Namen Sankt-Nikolaus-Straße. |                                                                                     |
| Fliederweg seit 1947                                                                                           | 120                                   | Flieder ist eine Pflanzengattung aus der Familie der Ölbaumgewächse mit etwa 20 bis 25 Arten. Der Gemeine Flieder wird häufig als Zierstrauch gepflanzt. | Vom Asternweg zum Dahlienweg. | Die Straße befindet sich im Stadtteil Saas. |                                                                                     |
| Fontanestraße seit 1961                                                                                        | 160                                   | Der Schriftsteller Theodor Fontane (1819–1898) gilt als bedeutendster deutscher Vertreter des poetischen Realismus. Zu seinen bekanntesten Werken zählt der Roman Effi Briest. | Von der Straße Pottaschhütte abgehende Stichstraße. | Die Straße liegt im Stadtteil Glocke. |                                                                                     |
| Forellenweg seit 1979                                                                                          | 145                                   | Die Forelle ist eine Fischart in der Familie der Lachsfische. Nach der Lebensweise werden die Seeforelle, die Bachforelle und die anadrom wandernde Meerforelle unterschieden. | Von der Destubener Straße zum Schleienweg. | Die Straße liegt im Ortsteil Destuben. |                                                                                     |
| Forststraße seit 1977                                                                                          | 615                                   | Nach dem Ziel der Straße, dem Eckersdorfer Ortsteil Forst, benannt. | Von der Dörnhofer Straße zur Stadtgrenze. | Die Straße liegt im 1976 nach Bayreuth eingemeindeten Dorf Dörnhof. |                                                                                     |
| Fränkelstraße seit 1934                                                                                        | 130                                   | Der Bäckermeister Adolph Fränkel († 1747) war langjähriger Verwalter des Gravenreuther Stifts und ab 1745 Bürgermeister von Sankt Georgen. | Von der Seestraße zur Egerländer Straße. | Die Straße befindet sich im Stadtteil Sankt Georgen. |                                                                                     |
| Frankengut vor 1745 bereits erwähnt                                                                            |                                       | Nach der ehemaligen Eigentümerin Susanna Margarethe Frankin benanntes Gut. | | Das Francken-Guth entstand im 18. Jahrhundert aus dem „zerschlagenen“ Dürschnitz-Hof. Es verschwand im späten 20. Jahrhundert zugunsten der Bebauung am Emil-Warburg-Weg. |                                                                                     |
| Frankengutstraße seit 1979                                                                                     |                                       | Die Straße verläuft auf dem Gebiet der ehemaligen Bauernhöfe Frankengut und Unteres Frankengut. | | |                                                                                     |
| Frankenstraße seit 1959                                                                                        |                                       | Die Franken (wörtlich ‚die Kühnen‘, später auch ‚die Freien‘), einer der germanischen Großstämme, wurden erstmals Ende der 350er Jahre als Franci in römischen Quellen erwähnt. Sie schufen das Fränkische Reich, aus dem das ostfränkische (spätere Heilige Römische Reich) und das westfränkische Reich (Frankreich) hervorgingen. | | |                                                                                     |
| Frankenwaldstraße seit 1983                                                                                    |                                       | Der Frankenwald ist ein Mittelgebirge im Nordosten Oberfrankens. Höchste Erhebung ist der 794,6 m ü. NN hohe Döbraberg nordwestlich von Helmbrechts. | | |                                                                                     |
| Franzensbader Weg 1963–1972                                                                                    |                                       | Der Kurort Františkovy Lázně (deutsch Franzensbad) liegt im Okres Cheb, im Karlovarský kraj im westlichen Tschechien, nahe der Stadt Cheb (deutsch Eger). Er hat rund 5.600 Einwohner. | | Wegen der Namensähnlichkeit mit dem Franzensbadweg wurde die Straße anlässlich der Eingemeindung Lainecks 1972 in Aussiger Weg umbenannt. |                                                                                     |
| Franzensbadweg seit 1952                                                                                       |                                       | Franzensbad (tschechisch Františkovy Lázně) gehörte zu den ersten Moorbädern in Europa. Um 1705 war eine Heilquelle bekannt, 1793 wurde die Stadt gegründet. | | Die Straße liegt im Ortsteil Sankt Georgen. |                                                                                     |
| Franz-Schubert-Straße seit 1928 vor 1928: Teil der Stuckbergstraße                                             |                                       | Franz Schubert (1797–1828) war ein österreichischer Komponist. Zu seinen bekanntesten Werken zählt das Klavierquintett opus post. 114 (Forellenquintett). | | |                                                                                     |
| Frauengasse abgewandelt seit 1553                                                                              | 60                                    | Die Straße ist nach dem spätestens 1466 dort nachweisbaren „Frawenhawß“, dem städtischen Bordell, benannt. Zunächst in unterschiedlichen Gebäuden untergebracht, befand es sich ab 1520 im Haus Nummer 2. Jenes wurde von der Stadt zu diesem Zweck angekauft, nachdem Markgraf Kasimir die Einrichtung eines Bordells angeordnet hatte. | Stichstraße von der Maximilianstraße. | Frauengasse ist der älteste nach wie vor existierende Straßenname in Bayreuth. Weitere frühere Namen waren im Frauengäßlein, Frauen-Gäßlein und (verhüllend) Wittfrauen Gaß (Wittfrau = Witwe). | Frauengasse                                                                         |
| Fraunhoferstraße seit 1978                                                                                     | 592                                   | Joseph Fraunhofer (1787–1826), seit 1824 „Ritter von Fraunhofer“, war ein deutscher Optiker und Physiker. Er begründete am Anfang des 19. Jahrhunderts den wissenschaftlichen Fernrohrbau. | Halbringförmige Straße von und zur Filchnerstraße mit einer weiterführenden Stichstraße. | Die Straße liegt im Neubaugebiet Storchennest des Stadtteils Oberkonnersreuth. |                                                                                     |
| Freiheitsplatz seit 1962                                                                                       |                                       | Der Name wurde ein Jahr nach dem Bau der Berliner Mauer vergeben und sollte an die Werte der „Freien Welt“ erinnern. | Der Platz ist die Kreuzung der Straßenzüge Bismarckstraße–Bamberger Straße (Bundesstraße 22) und Justus-Liebig-Straße–Scheffelstraße.                                                                              | Der Platz liegt am östlichen Rand des peripheren Stadtteils Altstadt. |                                                                                     |
| Frickastraße seit 1958                                                                                         | 109                                   | Fricka ist die Gattin Wotans in Richard Wagners Werk Der Ring des Nibelungen. | Von der Guntherstraße abgehende Stichstraße. | Die Straße liegt im Stadtteil Hussengut. |                                                                                     |
| Friedelind-Wagner-Straße seit 2022                                                                             | 185                                   | Friedelind Wagner (geb. 1918 in Bayreuth; gest. 1991 in Herdecke), eine Enkelin des Komponisten Richard Wagner, war eine entschiedene und aktive Gegnerin der Nationalsozialisten in der Zeit des „Dritten Reichs“. | Von der Cottenbacher Straße zur Felix-Mottl-Straße. | Die Straße im Stadtteil Gartenstadt trug bis 2022 den Namen Hans von Wolzogens. Sie wurde nach einem einstimmigen Beschluss des Stadtrats umbenannt. |                                                                                     |
| Friedenstraße seit 1959                                                                                        | 358                                   | Der Name sollte, auf Vorschlag des damaligen Oberbürgermeisters, den Frieden in der Welt des Kalten Kriegs anmahnen. | Von der Klopstockstraße zur Albert-Schweitzer-Straße. | Die Straße liegt in der Ortslage Quellhöfe des Stadtteils Birken. An der Straße steht die evangelische Friedenskirche. | Am Frieden wird noch gearbeitet                                                     |
| Friedrich-Ebert-Straße seit 1947 1897–1947: Hammerstraße                                                       | 1450                                  | Friedrich Ebert (1871–1925) war ein deutscher Politiker der (SPD). Er war seit 1913 Vorsitzender seiner Partei und von 1919 bis zu seinem Tode erster Reichspräsident der Weimarer Republik. | Von Am Schwarzen Steg zur Königsallee. | Im Tucherbräustübl an der damaligen Hammerstraße wurden am 7. September 1937 der Sozialdemokrat Oswald Merz und weitere Mitglieder des ehemaligen Arbeiter-Sängervereins verhaftet und misshandelt. | Friedrich-Ebert-Straße                                                              |
| Friedrich-Puchta-Straße seit 1947 1899–1937 und 1945–1947: Blumenstraße                                        | 338                                   | Friedrich Puchta (1883–1945) war Redakteur in Bayreuth. Als Mitglied von SPD und zeitweise USPD war er von 1920 bis 1933 Abgeordneter des Reichstags, später politischer Gefangener im KZ Dachau. | Von Am Main zur Carl-Schüller-Straße. | In der Straße liegt die Geschäftsstelle der AOK Bayern. | Friedrich-Puchta-Straße                                                             |
| Friedrichsthal                                                                                                 |                                       | Der gleichnamige Talgrund (1797 erstmals erwähnt) verdankt seinen Namen vermutlich dem Markgrafen Friedrich. | | Die Straße liegt im gleichnamigen 1972 eingemeindeten Ortsteil. Nahe der Straße befindet sich die historische Pudermühle. |                                                                                     |
| Friedrichsthaler Weg 1963–1972                                                                                 |                                       | Der Weg führte vom einstigen Dorf Sankt Johannis in Richtung des Ortsteils Friedrichsthal der ehemaligen Gemeinde Laineck. | Vom Altentrebgastplatz bis zur Grenze des Ortsteils Sankt Johannis. | Die Straße ging 1972 in der Steinachstraße auf. | Ehemaliger Friedrichsthaler Weg: Steinachstraße                                     |
| Friedrichstraße seit ca. 1745 1730–1736: Vor dem Neuen Tor 1736–1752 auch: Vor dem Friedrichstor               | 679                                   | Friedrich III. von Brandenburg-Bayreuth (* 10. Mai 1711 in Weferlingen; † 26. Februar 1763 in Bayreuth) war Markgraf des Fürstentums Bayreuth. | Von der Sophienstraße zum Wittelsbacherring. | Die 1730 außerhalb der alten Stadtmauern entstandene Straße ist mit ihren einheitlich gestalteten Sandsteinbauten die Prachtstraße der Stadt. In der Straße liegt das Wohn- und Sterbehaus Jean Pauls. | Friedrichstraße                                                                     |
| Friedrich-von-Schiller-Straße 1884–1905: Cottenbacher Straße                                                   | 670 (inkl. Durchmesser Wilhelmsplatz) | Johann Christoph Friedrich von Schiller (1759–1805), 1802 geadelt, war ein deutschsprachiger Dichter, Philosoph und Historiker (siehe auch Schillerstraße). | Von der Bahnhofstraße zur Gutenbergstraße. | Die Straße wird vom Wilhelmsplatz (Kreisverkehr) geteilt. Sie hat eine 80 m lange gleichnamige abzweigende Stichstraße. | Friedrich-von-Schiller-Straße                                                       |
| Fröbelstraße seit 1930                                                                                         | 420                                   | Friedrich Fröbel (1782–1852) war Pädagoge und Schüler Pestalozzis. Auf ihn geht die Bezeichnung Kindergarten für Einrichtungen zur Kinderbetreuung zurück. | Von der Kulmbacher Straße zur Scheffelstraße. | Die Straße liegt im Bereich Untere Herzoghöhe des Stadtteils Kreuz. Im Haus Nummer 13 wurde als „Evangelische Kinderschule“ 1929 der heutige Kindergarten Kreuz eröffnet. | Fröbelstraße                                                                        |
| Fürsetzer Straße seit 1973                                                                                     | 2045                                  | Der Name bedeutet „Zum vorderen Wohnsitz“ (mittelhochdeutsch „vure“ = nach vorn hin, „sëz“ = Wohnsitz) und ist als Fursetze 1398 belegt. | Vom Hohlmühlweg zur Thiergärtner Straße. | Die Straße erschließt die Ortsteile Fürsetz und Karolinenreuth. Im Zuge der Eingemeindung Oberkonnersreuths im Jahr 1972 hatte die Stadt den Bau dieser Verbindung zugesagt, im Oktober 1974 wurde sie dem Verkehr übergeben. |                                                                                     |
| Funckstraße seit 1911                                                                                          | 515                                   | Leonhard Funck (1840–1911) hinterließ der Stadt eine bedeutende Stiftung. | Von der Bamberger Straße zur Böcklinstraße. | Die Straße führt durch ein Neubaugebiet mit überwiegender Blockbebauung am östlichen Rand des Stadtteils Altstadt. |                                                                                     |
| Furtwänglerstraße seit 1956                                                                                    | 810                                   | Der Dirigent und Komponist Wilhelm Furtwängler (1886–1954) gilt als einer der bedeutendsten Dirigenten des 20. Jahrhunderts. Seit 1931 wirkte er bei den Bayreuther Festspielen. | Von der Straße Grüner Baum zur Straße Schupfenschlag. | Furtwängler hat sich während der Nazizeit nachweislich für Juden (wie seinen Konzertmeister Szymon Goldberg) eingesetzt und bedrängte Kollegen vor dem Zugriff der Gestapo sogar in seiner Wohnung versteckt. |                                                                                     |
| Gabelsbergerstraße seit 1901                                                                                   | 105                                   | Franz Xaver Gabelsberger (1789–1849) war der Erfinder eines kursiven (grafischen) Kurzschriftsystems, eines Vorläufers der heute gebräuchlichen Deutschen Einheitskurzschrift. | Von der Jägerstraße zur Munckerstraße. | |                                                                                     |
| Gablonzer Weg seit 1972 1969–1972: Marienbader Weg                                                             | 40                                    | Jablonec nad Nisou (Gablonz an der Neiße) ist eine Stadt mit 45.830 Einwohnern (1. Januar 2023) an der Lausitzer Neiße im nördlichen Tschechien. | Von der Sudetenstraße nach Süden abgehende Stichstraße. | Aufgrund der Namensähnlichkeit mit dem Marienbadweg nach der Eingemeindung Lainecks 1972 umbenannt. |                                                                                     |
| Gärtigweg seit 1976                                                                                            | 210 + 35                              | Benannt nach der Seulbitzer Flur Im Gärtig: die Endung „-ig“ deutet auf mehrere Dinge, in diesem Fall mehrere Gärten, hin. | Von der Straße Breiter Rain abgehende Stichstraße mit einem kurzen Seitenast. | Am Ende der Straße existiert eine für Kraftfahrzeuge nicht befahrbare Verbindung zur Seulbitzer Straße. |                                                                                     |
| Gagernstraße seit 1950                                                                                         | 120                                   | Heinrich von Gagern (* 1799 in Bayreuth; † 1880 in Darmstadt) war ein liberaler deutscher Politiker im Zeitalter des Vormärz und der Märzrevolution. Vom 17. Dezember 1848 bis zum 10. Mai 1849 war er Reichsministerpräsident. | Von der Leibnizstraße abgehende Stichstraße. | Am Ende der Straße existiert eine für Kraftfahrzeuge nicht befahrbare Verbindung zur Tannenbergstraße. |                                                                                     |
| Gambrinusgässlein 1924 erwähnt                                                                                 |                                       | Die dort befindliche Gaststätte „Gambrinus“ war nach dem sagenhaften karolingischen König benannt, der das Bierbrauen erfunden haben soll. | | Die Straße erhielt 1954 den Namen Peter-Rosegger-Straße. | Ehemaliges Gambrinusgässlein: Peter-Rosegger-Straße                                 |
| Gartenweg seit 1894                                                                                            | 135                                   | Der Straßenname im Stadtteil Altstadt ist selbsterklärend. | Von der Fantaisiestraße zur Wallstraße. | |                                                                                     |
| Gaußstraße seit 1973                                                                                           | 117                                   | Carl Friedrich Gauß (1777–1855) war Mathematiker, Astronom, Geodät und Physiker. Seine überragenden wissenschaftlichen Leistungen waren bereits seinen Zeitgenossen bewusst. | Von der Weiherstraße abgehende Stichstraße. | An der Straße im Industriegebiet Sankt Georgen liegen der Eisenbahnhaltepunkt Sankt Georgen und das Jugendkultur- und Sportzentrum Schokofabrik. |                                                                                     |
| Geigenreuth 1939 eingemeindet                                                                                  | 120                                   | Der Name des 1398 belegten Weilers bezieht sich auf die Rodung („-reuth“) durch einen gewissen Geigo. | Von der Staatsstraße 2163 nach Mistelbach abgehende Stichstraße. | |                                                                                     |
| Georg-Friedrich-Händel-Straße seit 1937                                                                        | 64                                    | Georg Friedrich Händel (1685–1759) war ein Komponist in der Epoche des Barocks. Sein Hauptwerk umfasst 42 Opern und 25 Oratorien, darunter Messiah mit dem weltbekannten Chor „Halleluja“. | Von der Max-Reger-Straße abgehende Stichstraße. | Die Straße liegt im Stadtteil Hammerstatt. |                                                                                     |
| Geranienweg seit 1981                                                                                          | 81                                    | Als Trivialname für bestimmte, als Beet- oder Balkonpflanzen verwendete, Pelargonium-Arten und -Hybriden wird oft der Name „Geranien“ verwendet. | Vom Südlichen Ringweg abgende Stichstraße. | Die Straße liegt im Stadtteil Saas. | Geranienweg                                                                         |
| Gerbergasse seit 1989                                                                                          | 95                                    | Als Gerben wird die Verarbeitung von rohen Tierhäuten zu Leder bezeichnet. Der Gerber stabilisiert durch den Einsatz von Gerbstoffen das Hautgefüge und stellt damit Leder her. | Von der Straße Gerberplatz nach Am Sendelbach. | |                                                                                     |
| Gerberplatz | 90 + 80                               | | Y-förmige Straße von der Kulmbacher Straße nach Am Sendelbach. | Die Straße ist Teil einer Fußgängerzone. |                                                                                     |
| Gerhart-Hauptmann-Straße seit 1947 1945–1947: Johann-Staden-Straße                                             | 219                                   | Gerhart Hauptmann, (1862–1946) war ein deutscher Dramatiker und Schriftsteller. Er gilt als der bedeutendste deutsche Vertreter des Naturalismus. 1912 erhielt er den Nobelpreis für Literatur. | Von der Max-Stirner-Straße zur Pottensteiner Straße. | Die Straße befindet sich im Stadtteil Glocke. | Gerhart-Hauptmann-Straße                                                            |
| Gersteweg seit 1978                                                                                            | 66                                    | Die Gerste (Hordeum vulgare) ist eine Pflanzenart und gehört zur Gattung Hordeum der Familie der Süßgräser (Poaceae). Sie ist eine der wichtigen Getreide-Arten. Sommergerste wird als Braugerste zum Bierbrauen verwendet. | Vom Roggenweg zum Maisweg. | Die Straße liegt im 1978 nach Bayreuth eingemeindeten Ort Wolfsbach. |                                                                                     |
| Geschwister-Scholl-Platz seit 1963                                                                             |                                       | Die Geschwister Hans (geb. 1918) und Sophie (geb. 1921) Scholl waren als Mitglieder der Weißen Rose im Widerstand gegen den Nationalsozialismus aktiv. Am 22. Februar 1943 wurden sie in München hingerichtet. | Vom Meranierring abgehende Stichstraße im Stadtteil Roter Hügel. | Am Geschwister-Scholl-Platz befinden sich in Räumen der ehemaligen Pädagogischen Hochschule Institute der Universität Bayreuth. Das 1975 eröffnete Heilpädagogische Zentrum (HPZ) trägt seit 1995 nach seinem Gründer den Namen Dr.-Kurt-Blaser-Schule. |                                                                                     |
| Geseeser Weg seit 1894                                                                                         | 195 + 60                              | Gesees ist eine ca. 1300 Einwohner zählende Gemeinde am Fuß des Sophienbergs. Sie liegt etwa fünf Kilometer südlich der Stadt. | Von der Bamberger Straße zur Jakobstraße mit einer gleichnamigen Stichstraße in Höhe des einmündenden Buchsteinwegs.                                                                                               | Die Straße befindet sich im Stadtteil Altstadt. |                                                                                     |
| Ginsterweg seit 1998                                                                                           | 450                                   | Die Ginster sind eine Pflanzengattung, die zu den Schmetterlingsblütlern gehört. Doch auch Vertreter anderer Gattungen, wie der Besenginster (Gattung Geißklee), werden so bezeichnet. | Von der Langen Zeile zum Südlichen Ringweg. | Die Straße liegt im Stadtteil Saas. | Ginsterweg                                                                          |
| Glasenappweg seit 1927                                                                                         |                                       | Carl Friedrich Glasenapp (1847–1915) war russischer Staatsrat, häufiger Besucher der Festspiele und Gast im Haus Wahnfried. Er gilt als Wagners erster und umfassendster Biograf. | | |                                                                                     |
| Glockenstraße seit 1937                                                                                        | 652                                   | Der Name ist vermutlich auf eine hölzerne Alarmglocke aus dem Dreißigjährigen Krieg zurückzuführen, die sich im Bereich des heutigen Stadtviertels Glocke befand. | Von der Pottensteiner Straße zur Straße Lerchenbühl. | Die Straße verbindet die Stadtteile Glocke und Saas. | Glockenstraße                                                                       |
| Gluckstraße seit 1950                                                                                          | 273                                   | Christoph Willibald Gluck (1714–1787) war ein deutscher Komponist der Vorklassik. Er gilt als einer der bedeutendsten Opernkomponisten der zweiten Hälfte des 18. Jahrhunderts. | Von der Albrecht-Dürer-Straße zur Haydnstraße. | Die Straße liegt im Stadtteil Hammerstatt. |                                                                                     |
| Gneisenaustraße 1935–1947                                                                                      |                                       | Der preußische Generalfeldmarschall August Neidhardt von Gneisenau leistete 1783–1786 in der Jägerkaserne als Leutnant Dienst. | | |                                                                                     |
| Goethestraße seit 1928 vor 1028: Teilstück der Wilhelmstraße (Lage)                                            | 130                                   | Johann Wolfgang von Goethe (1749–1832), geadelt 1782, war ein deutscher Dichter. | Vom Wilhelmsplatz zu Bürgerreuther Straße. | In der Straße unweit des Hauptbahnhofs befinden sich die Haltestelle für Fernbusse und das Zollamt. | Goethestraße mit Christuskirche                                                     |
| Goldkronacher Straße seit 1972 1963–1967: Griesgasse 1967–1972: Schulstraße                                    | 140                                   | Goldkronach ist eine Stadt mit etwa 3600 Einwohnern im Landkreis Bayreuth, ca. 12 Kilometer nordöstlich von Bayreuth. | Abgehend von der Warmensteinacher Straße, Stichstraße nach der Kreuzung mit dem Griesweg. | Die Straße liegt im Stadtteil Laineck. |                                                                                     |
| Gontardstraße seit 1945                                                                                        | 660                                   | Carl Philipp Christian von Gontard (1731–1791) war ein deutscher Architekt, der vor allem in Potsdam, Berlin und Bayreuth (u. a. Schlossanlagen und „Gontardhaus“ am Schloßberglein) wirkte. | Von der Bürgerreuther Straße zu Cottenbacher Straße. | Die Straße befindet sich am Fuß des Grünen Hügels in der Gartenstadt. | Gontardstraße                                                                       |
| Gotenstraße seit 1959                                                                                          | 82                                    | Die Goten waren ein ostgermanisches Volk, das seit dem 3. Jahrhundert mehrfach in militärische Konflikte mit den Römern verwickelt war. Während der spätantiken Völkerwanderungszeit bildeten die West- und Ostgoten eigene Reiche auf dem Boden des Imperium Romanum. | Von der Frankenstraße zur Tirolerstraße. | Die Straße liegt im Stadtteil Neue Heimat. |                                                                                     |
| Gottfried-Semper-Weg seit 1983                                                                                 | 70                                    | Gottfried Semper (1803–1879) war Architekt und Hochschullehrer. Im Mai 1849 kämpfte er mit seinem Freund Richard Wagner in Dresden für die bürgerlichen Grundrechte, anschließend musste er wegen seiner Beteiligung an den Maiaufständen fliehen. | Von der Balthasar-Neumann-Straße abgehende Stichstraße mit einer Verlängerung als Fußweg zum Wittelsbacherring. | Die Straße liegt im Grenzbereich der Innenstadt zum Stadtteil Birken. |                                                                                     |
| Gotthelfstraße seit 1961                                                                                       | 117                                   | Jeremias Gotthelf, Schriftsteller und Pfarrer | Von der Straße Pottaschhütte abgehende Stichstraße. | Die Straße befindet sich im Stadtteil Glocke. |                                                                                     |
| Gottlieb-Keim-Straße seit 1995                                                                                 | 1330                                  | Der Jurist und Stadtrat Gottlieb Keim (geb. 1783 in Kulmbach; gest. 1868 in Bayreuth) wurde 1848 als Abgeordneter aus Bayreuth in die Frankfurter Nationalversammlung entsandt, wo er für die Grundrechte und die Pressefreiheit eintrat. | Von der Äußeren Nürnberger Straße abgehende Straße, die als Stichstraße endet. | Gottlieb Keim hatte nach dem Verkauf der Stadt an Bayern die Übernahme in den bayerischen Staatsdienst abgelehnt. An der Straße im Ortsteil Wolfsbach liegen das Fraunhofer-Zentrum für Hochtemperatur-Leichtbau und die Neue Materialien Bayreuth GmbH. |                                                                                     |
| Graben bis 1971                                                                                                | 400                                   | Die Straße hatte ihren Namen vom vormals an dieser Stelle befindlichen, 1723 aufgefüllten Stadtgraben. | Von der Schulstraße zur Kulmbacher Straße. | Die Straße Graben verschwand in den 1970er Jahren beim Bau des Hohenzollernrings. Fast alle Gebäude wurden abgerissen, ein Abschnitt der Stadtmauer wurde freigelegt. | Ehemaliger Graben: Hohenzollernring                                                 |
| Grabenrangen seit 1977                                                                                         |                                       | Das ostfränkische Wort ""Rangen" bezeichnet einen Berg- oder Abhang. | | Der Ranggen auser der Preyschwicz (die Preyschwicz ist der Bach Preuschwitzerin) ist im „Ersten Stadtbuch“ von 1447 erwähnt. |                                                                                     |
| Graf-Berthold-Straße seit 1963                                                                                 | 175                                   | Berthold II. (1096–1157), Herzog von Meranien, beherrschte im Hochmittelalter das Obermaingebiet. | Von der Preuschwitzer Straße abgehende Stichstraße. | |                                                                                     |
| Graf-Münster-Straße seit 1954                                                                                  | 75                                    | Georg zu Münster (1776–1844) war als Saurierforscher ein Pionier der Paläontologie. | Von der Badstraße abgehende Stichstraße. | Ab 1965 ging ein Teil der Straße im Hohenzollernring auf. |                                                                                     |
| Graserstraße seit 1897                                                                                         | 100                                   | Der Pädagoge und Priester Johann Baptist Graser (geb. 11. Juli 1766 in Eltmann; gest. 28. Februar 1841 in Bayreuth) war Regierungs- und Kreisschulrat in Bayreuth. | Von der Königsallee abgehende Stichstraße. | | Graserstraße                                                                        |
| Gravenreutherstraße seit 1908                                                                                  | 720                                   | Georg Christoph von Gravenreuth (1667–1736) war der Stifter des Gravenreuther Stifts mit der Stiftskirche in St. Georgen am See. | Von der Tristanstraße zur Straße Grüner Baum. | |                                                                                     |
| Griesweg seit 1967                                                                                             | 200                                   | Die Griesgasse und der Griesweg sind nach dem 1936 belegten Flurnamen Griesacker (mittelhochdeutsch „griez“ = Sand oder Kiessand) benannt. | Von der Warmensteinacher Straße zur Goldkronacher Straße. | Der Name wurde von der benachbarten Griesgasse (1963–1967) übertragen, die 1967 zur Goldkronacher Straße wurde. |                                                                                     |
| Grillparzerstraße seit 1961                                                                                    | 235                                   | Franz Grillparzer (1791–1872) war ein österreichischer Schriftsteller, der vor allem als Dramatiker hervorgetreten ist. Er wird auch als österreichischer Nationaldichter bezeichnet. | Seitenstraße der Glockenstraße, Stichstraße ab der Kreuzung mit der Anzengruberstraße. | | Grillparzerstraße                                                                   |
| Grubstraße seit 1977                                                                                           | 660                                   | Der Flurname Grub (mittelhochdeutsch „gruobe“ = Vertiefung, Mulde, Grube oder Abgrund) ist in Oberpreuschwitz seit 1850 belegt. | Von der Preuschwitzer Straße zur Straße Am Berg. | |                                                                                     |
| Grüner Baum seit 1745                                                                                          | 710                                   | Es handelt sich um einen typischen Wirtshausnamen, der sich auf die Straße und das Quartier übertrug. | Von der Markgrafenallee zur Eubener Straße. | Das dort befindliche Wirtshaus zeigte in seinem Schild einen grünen Baum und erhielt daraufhin vom Publikum diesen Namen. | Grüner Baum mit Prinzessinnenhaus                                                   |
| Grünewaldstraße seit 1930                                                                                      | 500                                   | Matthias Grünewald, (16. Jahrhundert), auch Matthias von Aschaffenburg, war Maler und Grafiker und gilt als bedeutender deutscher Vertreter der Renaissance. | Von der Friedrich-Ebert-Straße zur Albrecht-Dürer-Straße. | Die Straße liegt im Stadtteil Hammerstatt. Hier steht das erste Hochhaus der Stadt. | Grünewaldstraße (mit dem ersten Hochhaus der Stadt)                                 |
| Grunauer Allee seit 1975                                                                                       |                                       | Die Straße führt zum 1972 eingemeindeten Gut Grunau. Grunowa (mittelhochdeutsch „grûne ouwe“) bedeutet „grüne Au“, die ganzjährig nicht überschwemmt wird, und ist bereits 1137 belegt. | | Das Gut wurde vermutlich von Major Franz von Arnim (1780–1825) errichtet. |                                                                                     |
| Guntherstraße seit 1958                                                                                        |                                       | Der König der Gibichungen Gunther ist eine Figur aus der Wagner-Oper Götterdämmerung. | | |                                                                                     |
| Gurnemanzstraße seit 1970                                                                                      | 65                                    | Der Gralsritter Gurnemanz kommt in Richard Wagners „Bühnenweihfestspiel“ Parsifal vor. | Von der Eubener Straße abgehende Stichstraße. | Die Straße liegt am Hang der Hohen Warte im Ortsteil Schießhaus. |                                                                                     |
| Gustav-Adolf-Straße seit 1932                                                                                  |                                       | Gustav Adolf (1594–1632) war von 1611 bis 1632 König von Schweden und eine der wichtigsten Figuren des Dreißigjährigen Kriegs. Er kämpfte auf der protestantischen Seite und fiel in der Schlacht bei Lützen. | | | Gustav-Adolf-Straße Bayreuth                                                        |
| Gustav-von-Meyer-Straße 1912–1969                                                                              |                                       | Gustav Ritter von Meyer (geb. 9. Februar 1834 in Ansbach; gest. 19. Januar 1909 in Bayreuth) war Justizrat und Ehrenbürger von Bayreuth. | Vom Luitpoldplatz zum Josephsplatz. | Die Straße verschwand 1969 beim Bau des Hohenzollernrings. |                                                                                     |
| Gutenbergstraße seit 1905                                                                                      | 275                                   | Johannes Gutenberg (eigentlich Johannes Gensfleisch; um 1400–1468) gilt als Erfinder des Buchdrucks mit beweglichen Metalllettern (in Europa) und der Druckerpresse. | Vom Berliner Platz zum Nordring. | An der Straße entstanden 1904 die ersten Häuser der im Jahr zuvor gegründeten Wohnungsbaugenossenschaft „Bauverein Bayreuth“. | Gutenbergstraße                                                                     |
| Gutrunestraße seit 1970                                                                                        | 50                                    | Gutrune ist Gunthers Schwester in Richard Wagners Opernzyklus Der Ring des Nibelungen. | Von der Eubener Straße abgehende Stichstraße. | Die Straße liegt am Hang der Hohen Warte im Ortsteil Schießhaus. |                                                                                     |
| Habichtweg seit 1960                                                                                           | 410                                   | Der Habicht ist eine mittelgroße Greifvogelart, die zur Familie der Habichtartigen (Accipitridae) gehört. Das Verbreitungsgebiet umfasst die arktischen bis subtropischen Zonen der Holarktis. | Von der Neckarstraße um Bussardweg. | Die Straße liegt im Ortsteil Hetzennest. | er                                                                                  |
| Haferweg seit 1978                                                                                             | 175                                   | Echter Hafer oder Saat-Hafer (Avena sativa) ist eine Pflanzenart aus der Gattung Hafer (Avena) innerhalb der Familie der Süßgräser (Poaceae). Sie wird als Getreide genutzt. | Von der Wolfsbacher Straße zum Kornweg. | |                                                                                     |
| Hagenstraße seit 1923                                                                                          | 355 + 230 + 30                        | Erhard Christian von Hagen (1786–1877) war Landtagsabgeordneter und von 1818 bis 1848 erster rechtskundiger Bürgermeister der Stadt. | Von der Wilhelm-von-Diez-Straße zur Wilhelm-Pitz-Straße mit abgehender, sich verzweigender Stichstraße. | Die im Stadtteil Burg gelegene Straße grenzt an die Justizvollzugsanstalt Sankt Georgen. | Hagenstraße                                                                         |
| Hammerstatt seit den 1930er Jahren                                                                             | 195 + 75                              | Der Name des gleichnamigen Ortsteils deutet auf ein früheres Hammerwerk hin, das sich dort aber nicht nachweisen lässt. | Von der Friedrich-Ebert-Straße zur Max-Reger-Straße und darüber hinaus, mit einer nach Nordwesten abzweigenden Stichstraße.                                                                                        | Der von den Bewohnern „Gäu“ genannte Platz am Abzweig der Stichstraße ist der soziale Mittelpunkt des Viertels Hammerstatt. |                                                                                     |
| Hammerstraße 1897–1947                                                                                         | 960                                   | Der Name der Straße lässt sich auf den Einödhof Hamerstadt zurückführen, der sich dort bis Anfang des 20. Jahrhunderts in isolierter Lage befand. | Von der Tunnelstraße zum Roten Main. | Die Straße heißt seit 1947 Friedrich-Ebert-Straße. |                                                                                     |
| Hangweg seit 1971                                                                                              |                                       | Der Name leitet sich von seiner Lage in der 1932 bis 1933 entstandenen Siedlung Laineck ab. | | |                                                                                     |
| Hans-Bachmann-Weg seit 1986                                                                                    | 152                                   | Hans Bachmann (1920–1985) trug zur Mehrung der von Hans Frisch hinterlassenen Stiftungen bei. | Von der Gaußstraße zur Dr.-Hans-Frisch-Straße. | |                                                                                     |
| Hans-Meiser-Straße 1960–2022                                                                                   | 360                                   | Hans Meiser (1881–1956) war evangelischer Theologe, Pfarrer und von 1933 bis 1955 erster Landesbischof der Evangelisch-Lutherischen Kirche in Bayern. | Von der Jakobstraße zur Funckstraße. | Ende März 2022 beschloss der Stadtrat wegen Meisers antisemitischer Äußerungen vor und während der Zeit des Nationalsozialismus mit 21 zu 19 Stimmen, die Straße in Dietrich-Bonhoeffer-Straße umzubenennen. |                                                                                     |
| Hans-Richter-Gasse 1926-ca. 1933 vor 1926: Levkojengäßchen (Lage)                                              | 90                                    | Hans Richter (geb. 4. April 1843 in Raab (heute: Győr); gest. 5. Dezember 1916 in Bayreuth; eigentlich János Richter) war ein österreichisch-ungarischer Dirigent und Ehrenbürger von Bayreuth. | Die Stichstraße verlief, vom Luitpoldplatz aus, am Mühlkanal parallel zur Kanalstraße. | Die Straße führte zur 1977 abgerissenen „Tabulatur“, dem Haus, in dem der Festspieldirigent seinen Lebensabend verbrachte. Sie fiel 1933 dem „Haus der Deutschen Erziehung“ (heute E.ON) zum Opfer. |                                                                                     |
| Hans-Rollwagen-Weg seit 1992                                                                                   | 55                                    | Hans Rollwagen war Oberbürgermeister (1948–1958) und Ehrenbürger von Bayreuth. | Von der Wahnfriedstraße zur Straße Im Hofgarten. | Die Benutzung des Wegs ist Fußgängern und Radfahrern vorbehalten. |                                                                                     |
| Hans-Sachs-Straße seit 1928 siehe auch: Äußere Lisztstraße                                                     | 500                                   | Hans Sachs (geb. 5. November 1494 in Nürnberg; gest. 19. Januar 1576 ebenda) war ein Nürnberger Spruchdichter, Meistersinger und Dramatiker. | Die L-förmige Straße führt von der Jean-Paul-Straße zur Prieserstraße. | Der nordöstliche Abschnitt der Straße hieß bis 1975 Äußere Lisztstraße. Der Jean-Paul-Verein betreibt in der Straße das Jugendhilfezentrum Jean-Paul-Stift mit der Janusz-Korczak-Schule. | Hans-Sachs-Straße                                                                   |
| Hans-Schaefer-Straße seit 1979                                                                                 | 115                                   | Hans Schaefer (geb. 1900 in Bayreuth, gest. 1976 in Bayreuth) war Graphiker und Maler. | Von der Wilhelm-von-Diez-Straße südlich abgehende Stichstraße. | Die Straße erschließt den Bereich der 1981 abgerissenen ersten bayerischen Sozialsiedlung (sog. Schweizerhäuschen) auf der „Burg“. |                                                                                     |
| Hans-von-Wolzogen-Straße 1938–2022                                                                             | 185                                   | Der Literat Hans Freiherr von Wolzogen (geb. 1848 in Potsdam; gest. 1938 in Bayreuth) wurde 1877 von Richard Wagner nach Bayreuth geholt. Von 1878 bis 1938 war er Herausgeber der Bayreuther Blätter. | Von der Cottenbacher Straße zur Felix-Mottl-Straße. | Ende März 2022 beschloss der Stadtrat einstimmig, die Straße in Friedelind-Wagner-Straße umzubenennen. |                                                                                     |
| Harburgerstraße 1920–1936 und seit 1945                                                                        | 150                                   | Max Harburger (1858–1916) war ein jüdischer Kaufmann, der sich durch wohltätige Stiftungen Verdienste erworben hatte. | | Nach 1933 widersetzte sich das Stadtbauamt zunächst erfolgreich der von den Nationalsozialisten erzwungenen Umbenennung. |                                                                                     |
| Hardenbergstraße seit 1930                                                                                     |                                       | Karl August von Hardenberg (1750–1822) war von 1804 bis 1806 preußischer Außenminister und von 1810 bis 1822 Staatskanzler. 1814 wurde er für seine Verdienste in den Fürstenstand erhoben. | | |                                                                                     |
| Hartmannstraße 1896–1947                                                                                       |                                       | Jakob von Hartmann war kommandierender General des 2. bayerischen Armeekorps. | | Die Straße wurde 1947 in Ludwig-Thoma-Straße umbenannt. | Ehemalige Hartmannstraße: Ludwig-Thoma-Straße                                       |
| Harzstraße seit 1983                                                                                           |                                       | Der Harz ist ein Mittelgebirge in Deutschland und das höchste Gebirge Norddeutschlands. Er liegt am Schnittpunkt von Niedersachsen, Sachsen-Anhalt und Thüringen. Höchster Berg ist mit 1141,2 m ü. NHN der Brocken. | | |                                                                                     |
| Hasenweg seit 1969                                                                                             | 1090                                  | 1745 ist an der Stelle das Hasenwäldla (Hasenwäldchen) erwähnt. Der aktuelle Name bezieht sich auf die anliegende Kleingartenanlage der Kaninchenzüchter. | Von Am Pfaffenfleck zur Königsallee. | |                                                                                     |
| Hauptmann-Köhl-Straße 1930–1947                                                                                |                                       | Hermann Köhl war 1928 Pilot der Junkers W 33 „Bremen“ bei der ersten Überquerung des Atlantiks in Ost-West-Richtung durch ein Motorflugzeug (siehe auch Hermann-Köhl-Straße). | | Die Straße wurde 1947 in Hermann-Köhl-Straße umbenannt. |                                                                                     |
| Hauptstraße 1969–1972                                                                                          |                                       | Es handelt sich um die Hauptstraße des bis 1972 selbständigen Ortes Laineck. | | Die Straße erhielt 1972 den Namen Lainecker Straße. Als Hauptstraße bzw. Hauptgasse wurden zeitweise auch die Maximilianstraße und die Straße St. Georgen bezeichnet. | Ehemalige Hauptstraße: St. Georgen                                                  |
| Havelstraße seit 1973                                                                                          |                                       | Die Havel ist mit 334 Kilometern Länge der längste rechtsseitige Nebenfluss der Elbe. Die direkte Entfernung zwischen der Quelle und der Mündung beträgt jedoch nur 69 Kilometer. | | |                                                                                     |
| Haydnstraße seit 1932                                                                                          |                                       | Joseph Haydn (1732–1809) war ein deutsch-österreichischer Komponist und führender Vertreter der Wiener Klassik. Von ihm stammt die Melodie der deutschen Nationalhymne. | | |                                                                                     |
| Hechtweg seit 1979                                                                                             |                                       | Der Hecht ist ein einheimischer Raubfisch. Er ist in Europa weit verbreitet und wird auch als Speisefisch geschätzt. | | |                                                                                     |
| Hedwigstraße seit 1960                                                                                         | 270                                   | Die heilige Hedwig von Andechs, auch „Hedwig von Schlesien“ (polnisch: Jadwiga Śląska; 1174–1243), war Herzogin von Schlesien. | Von der Leuschnerstraße zum Menzelplatz. | |                                                                                     |
| Hegelstraße seit 1947 1896–1936 und 1945–1947: Lazarettstraße                                                  | 775                                   | Georg Wilhelm Friedrich Hegel (1770–1831) war ein deutscher Philosoph und gilt als wichtigster Vertreter des Deutschen Idealismus. | Von der Pottensteiner Straße zum Eichendorffring. | Die Straße liegt im Stadtteil Birken, im ehemaligen Garnisonslazarett Hegelstraße 2 ist das „Zentrum Bayern Familie und Soziales Region Oberfranken“ untergebracht. | Hegelstraße                                                                         |
| Heideweg seit 1953                                                                                             | 125                                   | Die Heidekräuter, auch „Heiden“ oder „Erikas“ genannt, sind eine Pflanzengattung aus der Familie der mehrheitlich im Südlichen Afrika beheimateten Heidekrautgewächse. | Vom Südlichen Ringweg abgehende Stichstraße. | Der Heideweg liegt im Stadtteil Saas. | Heideweg                                                                            |
| Heinersbergweg seit 1977                                                                                       | 360                                   | Benennung nach dem Ziel des Wegs: Heinersberg bedeutet „Berg des Heinrich“ und wurde 1692 erstmals erwähnt. | Von der Unternschreezer Straße abgehende Stichstraße. | Die Straße führt zum 1976 eingemeindeten Weiler Heinersberg im Süden der Stadt. |                                                                                     |
| Heinersreuther Straße seit 1977                                                                                | 530                                   | Die Straße führt vom Ortsteil Dörnhof zur Ortschaft Heinersreuth. | Von der Dörnhofer Straße zur Stadtgrenze. | Das Dorf Dörnhof wurde 1976 eingemeindet, das nordwestlich der Stadt gelegene Heinersreuth ist Hauptort der 1973 geschaffenen gleichnamigen Großgemeinde. |                                                                                     |
| Heinrich-Fickenscher-Straße seit 1947 1910–1947: Lotzbeckstraße                                                | 225                                   | Der Magistratsrat Heinrich Fickenscher (1868–1928) war Gründer des Bauvereins Bayreuth und Mitbegründer der örtlichen Konsumgenossenschaft. | Von der Rosestraße zur Albrecht-Dürer Straße. | Die Straße liegt am nordwestlichen Rand der Hammerstatt. |                                                                                     |
| Heinrich-Heine-Straße seit 1979                                                                                | 65                                    | Heinrich Heine (1797–1856) war einer der bedeutendsten deutschen Dichter, Schriftsteller und Journalisten des 19. Jahrhunderts. Im „Dritten Reich“ waren seine Werke verboten und wurden 1933 Opfer der Bücherverbrennung. | Vom Eichendorffring abgehende Stichstraße. | Die Straße liegt im Stadtteil Birken unweit des Campus der Universität. | Heinrich-Heine-Straße                                                               |
| Heinrich-Schütz-Straße seit 1945                                                                               | 415                                   | Heinrich Schütz (1585–1672) gilt als der bedeutendste deutsche Komponist des Frühbarocks. | Von der Karl-Muck-Straße zur Cottenbacher Straße. | Die Straße befindet sich in der Gartenstadt. |                                                                                     |
| Heinrich-von-Kleist-Straße seit 1945                                                                           | 350                                   | Heinrich von Kleist (1777–1811) war Dramatiker, Erzähler, Lyriker und Publizist. Bekannte Werke sind u. a. Der zerbrochne Krug, Michael Kohlhaas und Die Marquise von O.... | Von der Hegelstraße zur Birkenstraße. | Die Straße liegt im Stadtteil Birken. | Heinrich-von-Kleist-Straße                                                          |
| Heisenbergring seit 1980                                                                                       |                                       | Werner Heisenberg (1901–1976) war einer der bedeutendsten Physiker des 20. Jahrhunderts und Nobelpreisträger. Mit der Unschärferelation formulierte er eine der fundamentalen Aussagen der Quantenmechanik. | | |                                                                                     |
| Heldstraße 1901–1944                                                                                           |                                       | Johann Christoph von Held (1791–1873) war von 1835 bis 1867 Leiter der Königlich Bayerischen Studienanstalt (seit 1952: Gymnasium Christian-Ernestinum). | | Die Straße wurde 1944 zur Wilhelminenstraße. |                                                                                     |
| Herderstraße seit 1945                                                                                         | 405                                   | Der Philosoph und Dichter der „Weimarer Klassik“ Johann Gottfried Herder (1744–1803) war einer der einflussreichsten Schriftsteller und Denker deutscher Sprache im Zeitalter der Aufklärung. | Von der Birkenstraße zur Hegelstraße. | Das Haus Herderstraße 29 beherbergt seit 2015 das Wilhelm-Leuschner-Zentrum. |                                                                                     |
| Hermann-Köhl-Straße seit 1947 1930–1947: Hauptmann-Köhl-Straße                                                 | 90                                    | Hermann Köhl (1888–1938) war Kampfflieger im Ersten Weltkrieg, 1926 erster Nachtflugleiter der Luft Hansa und 1928 Pilot bei der ersten Atlantiküberquerung in Ost-West-Richtung durch ein Motorflugzeug. | Von Am Mistelbach zur St.-Wolfgang-Straße. | Die Straße liegt im Nordosten des Stadtteils Altstadt. |                                                                                     |
| Hermann-Löns-Straße seit 1975                                                                                  | 325                                   | Hermann Löns (1866–1914) war Journalist und Schriftsteller. Schon zu Lebzeiten ist er, dessen Landschaftsideal die Heide war, als Natur- und Heimatdichter sowie als Naturforscher und -schützer zum Mythos geworden. | Von der Glockenstraße abgehende Stichstraße. | Die Straße befindet sich in der Ortslage Lerchenbühl des Stadtteils Saas. Für Fußgänger und Radfahrer existiert eine Verbindung zur Karl-von-Linde-Straße im Gewerbegebiet Glocke. |                                                                                     |
| Hermannshof 1939 eingemeindet                                                                                  | 1020                                  | Die Ortslage trägt vermutlich den Namen eines ehemaligen Besitzers. | Von der Cottenbacher Straße zum gleichnamigen Weiler. | |                                                                                     |
| Herrnholzweg seit 1962                                                                                         | 204 + 43                              | Der Flurname bedeutet „herrschaftliches Holz“, „Holz“ wiederum „Wald“. | Von der Meyernberger Straße zum Matzenbergweg. | Die Straße liegt im Stadtteil Meyernberg. |                                                                                     |
| Hertzstraße 1947–1955                                                                                          | 485 + 60                              | Insbesondere aufgrund seiner Arbeiten zum experimentellen Nachweis elektromagnetischer Wellen gilt Heinrich Hertz (1857–1894) als einer der bedeutendsten Physiker des 19. Jahrhunderts. | Von der Karlstraße (seit 1947: Albert-Preu-Straße) abgehende Y-förmige Straße. | Die Straße wurde 1955 in Rupprechtstraße rückbenannt. |                                                                                     |
| Herzog seit dem 19. Jahrhundert                                                                                | 210                                   | Der Flurname bezieht sich auf einen früheren Besitzer, vermutlich einen Angehörigen der ab 1444 in der Stadt bezeugten gleichnamigen Familie. | Stichstraße von der Kulmbacher Straße. | Der Müller Heinz Herzog ist 1525 als Besitzer des dortigen Herzogbrunnens dokumentiert. |                                                                                     |
| Herzogmühle seit 1960                                                                                          | 465                                   | Die vermutlich 1698 erbaute Herzogmühle lag am Fuß der Herzoghöhe. Eigentümer des Anwesens könnte um 1525 der Müller Heinz Herzog gewesen sein. | Vom Nordring abgehende Stichstraße. | Siehe auch Herzog. Die namensgebende Mühle musste 1980 dem Bau des Nordrings weichen. |                                                                                     |
| Herzstraße 1910–1933                                                                                           | 370                                   | Der in Bayreuth geborene jüdische Eisenbahningenieur Julius Herz (1825–1910), der 1887 in den erblichen Ritterstand erhoben wurde, errichtete in der Stadt eine Wohltätigkeitsstiftung. | Von der Heustraße (seit 1920: Casselmannstraße) abgehende Stichstraße. | Die Straße wurde 1933 in Richthofenstraße und 1934 in Eduard-Bayerlein-Straße umbenannt. |                                                                                     |
| Hessenstraße seit 1959                                                                                         | 175                                   | Hessen ist eine spätere Abwandlung des Stammesnamens Chatten, eines germanischen Volksstamms, der im Bereich der Täler von Eder, Fulda und des Oberlaufs der Lahn seinen Siedlungsschwerpunkt hatte. | Von der Königsallee zur Frankenstraße. | Die Hessenstraße befindet sich im Nachkriegs-Neubaugebiet Neue Heimat. |                                                                                     |
| Himmelkronstraße seit 1979                                                                                     | 512 + 230 + 128                       | Himmelkron ist eine Gemeinde im Landkreis Kulmbach. Die Markgrafen von Brandenburg-Bayreuth ließen ab 1699 das örtliche Zisterzienserinnenkloster in eine Sommerresidenz umbauen. | T-förmige Straße vom Meranierring zur Drossenfelder Straße bzw. zur Heugasse mit abgehender Stichstraße. | Der Hauptast der Straße kreuzt nahe der Stadtgrenze die äußere Kulmbacher Straße, er verbindet das Stadtviertel Roter Hügel mit dem Gewerbegebiet „Am Bauhof“. |                                                                                     |
| Hindenburgstraße 1915–1934                                                                                     |                                       | Der Generalfeldmarschall Paul von Hindenburg wurde 1925 als zweiter Reichspräsident der Weimarer Republik gewählt. | | Nach 1947 Löhestraße – der Name Hindenburgstraße wurde 1934 auf die Marschall-Hindenburg-Straße (seit 1947: Hindenburgstraße) übertragen. |                                                                                     |
| Hindenburgstraße seit 1947 1934–1947: Marschall-Hindenburg-Straße                                              | 825                                   | Nach seiner Wiederwahl 1932 ernannte Reichspräsident Paul von Hindenburg am 30. Januar 1933 Adolf Hitler zum Reichskanzler (siehe auch: Marschall-Hindenburg-Straße). | Von Am Mainflecklein zum Nordring. | Die Straße ist Teil der Bundesstraße 85 in Richtung Kulmbach. An der Straße liegen das 1970 eingeweihte Gebäude des Bayerischen Roten Kreuzes und die neuen Anlagen der Brauerei Gebr. Maisel. Über die Straße führt seit 1997 eine eingehauste Fußgängerbrücke, die das Rotmain-Center mit einem Parkhaus verbindet. |                                                                                     |
| Hinter der Kirche 1452–1508                                                                                    |                                       | Nach der Lage hinter der Stadtkirche benannt. | | Früherer Name der Kanzleistraße. |                                                                                     |
| Hinter der Kirche seit vor 1808                                                                                |                                       | Nach der Lage hinter der Ordenskirche im Stadtteil Sankt Georgen benannt. | Zwischen der Bernecker Straße und der Karlsbader Straße. | Es handelt sich um ein Ensemble mehrerer Straßen bzw. Gassen. Im Hinterhaus des Anwesens Hinter der Kirche 1 befindet sich das Geburtshaus des Schriftstellers Max von der Grün. | Hinter der Kirche (rechts das Geburtshaus Max von der Grüns)                        |
| Hintere Dammallee 1889–1928                                                                                    |                                       | Der Name bezieht sich auf das Verhältnis zur („Vorderen“) Dammallee. | | Die Straße wurde 1928 in Jahnstraße umbenannt. | Ehemalige Hintere Dammallee: Jahnstraße                                             |
| Hirschbaumstraße seit 1978                                                                                     | 553                                   | Der Name weist vermutlich auf einen Baum hin, an dem Hirsche ihr Geweih zu fegen pflegten. | Von der Äußeren Nürnberger Straße abgehende Stichstraße mit mehreren Abzweigen. | Die Straße liegt in einem Neubaugebiet des am 1. Mai 1978 nach Bayreuth eingemeindeten Dorfs Wolfsbach. |                                                                                     |
| Hirschberglein 1954–1967                                                                                       |                                       | Selbsterklärend: kleiner Berg, an dem es Hirsche gibt. | | Umbenennung: 1967–1978 Kirchplatz, seit 1978 St.-Nepomuk-Platz. |                                                                                     |
| Hirschbergleinstraße seit 1972 1967–1972: Schlesienstraße                                                      | 337                                   | Die Straße liegt am Hirschberglein (Erklärung siehe dort). | Von der Steinachstraße zur Waldenburgstraße und weiter als Stichstraße. | Die Straße liegt im am 1. Juli 1972 eingemeindeten Stadtteil Laineck. |                                                                                     |
| Hirschenstraße 1883–1928                                                                                       |                                       | Die Straße wurde nach dem 1752 dort erbauten Gasthaus „Zum goldenen Hirschen“ benannt. | | 1928 in Carl-Schüller-Straße umbenannt. |                                                                                     |
| Hirtenbühl seit 1967                                                                                           |                                       | Das mittelhochdeutsche Wort „bühel“ bedeutet Hügel, der Name also Hirtenhügel. | | |                                                                                     |
| Hölderlinanlage seit 1980                                                                                      |                                       | Friedrich Hölderlin (1770–1843) zählt zu den bedeutendsten deutschen Lyrikern. Sein Werk nimmt in der Literatur um 1800 eine selbständige Stellung neben der Weimarer Klassik und der Romantik ein. | | |                                                                                     |
| Hölzleinsmühle                                                                                                 |                                       | Die namensgebende Mühle ist nach dem nahen Lainecker Hölzlein (= Lainecker Wäldchen) benannt. | | |                                                                                     |
| Hofackerstraße 1937–1947                                                                                       |                                       | Der Flurname Hofacker bedeutet „zu einem herrschaftlichen Hof gehörender Acker“. | | Die Straße wurde 1947 in Am Hofacker umbenannt. |                                                                                     |
| Hofer Straße seit 1987 (Lage)                                                                                  | 1060                                  | Hof ist eine kreisfreie Stadt im Nordosten Oberfrankens. Sie liegt im Flusstal der Saale und zählt knapp 46.000 Einwohner. | Von der Bürgerreuther Straße zur Riedingerstraße. | Die vierspurige Straße ist Teil der Nordtangente. Sie wurde mit Auf- und Abfahrtsrampen kreuzungsfrei unter der Straße Grüner Baum hindurchgeführt und 1990 asphaltiert, war jedoch 1992 noch nicht für den Verkehr freigegeben. |                                                                                     |
| Hoffmann-von-Fallersleben-Straße seit 1938                                                                     | 290                                   | August Heinrich Hoffmann von Fallersleben, (1798–1874) war Hochschullehrer für Germanistik und Dichter. Er schrieb den Text der späteren deutschen Nationalhymne. | Von der Mosinger Straße zur Dr.-Würzburger-Straße. | Die Straße befindet sich am westlichen Rand des Stadtteils Kreuz. An ihr lag die ehemalige Bahnstation Herzoghöhe der 1973 eingestellten Bahnstrecke nach Thurnau. |                                                                                     |
| Hofgartenstraße 1888–1927                                                                                      | 455                                   | Der Hofgarten, ehemaliger herrschaftlicher Ökonomiegarten und ab 1626 markgräflicher Lustgarten, ist (abgesehen von der am Stadtrand gelegenen Eremitage) die größte innerstädtische Parkanlage. | Von der Richard-Wagner-Straße zur Jean-Paul-Straße. | Die Straße wurde anlässlich des 90. Geburtstags Cosima Wagners 1927 in Cosima-Wagner-Straße umbenannt. |                                                                                     |
| Hofwiesengasse seit 1977                                                                                       |                                       | Der 1936 belegte Flurname Hofwiese deutet auf einen ehemals herrschaftlichen Besitz hin. | | |                                                                                     |
| Hohenzollernplatz seit 2006                                                                                    | 50                                    | Die Hohenzollern waren 1248/60 bis 1806 Stadtherren von Bayreuth, seit 1415 als Markgrafen von Brandenburg-Kulmbach(-Bayreuth) und von 1792 bis 1806 als Könige von Preußen. | An der Südseite des Hohenzollernrings mit abgehender Kanalstraße und südlicher Schulstraße. | Auf den Platz wurde am 26. Oktober 2007 die Zentrale Omnibushaltestelle (ZOH) verlegt, die sich bis dahin auf einer Mittelinsel in der Fußgängerzone Maximilianstraße befand. Auf dem vormaligen „Hohenzollerneck“ stand noch in den 1970er Jahren das Kolonnenheim des Roten Kreuzes. | Hohenzollernplatz                                                                   |
| Hohenzollernring seit 1965                                                                                     | 1800                                  | Das „Haus“ Hohenzollern ist eine der bedeutendsten deutschen Dynastien. Die Linie Brandenburg-Preußen der Hohenzollern stellte von 1701 bis 1918 die preußischen Könige, die seit 1871 zugleich die Deutschen Kaiser waren. | Von der Erlanger Straße bis zur Cosima-Wagner-Straße. | Teil des weitgehend mehrspurigen „Stadtkernrings“. Beim Bau der Straße verschwanden die Straße Graben und die Gustav-von-Meyer-Straße. | Hohenzollernring am ehemaligen Unteren Tor                                          |
| Hohereuth seit 1975                                                                                            |                                       | Der Flurname Hohe Reuth bedeutet „hochgelegene Rodung“. | | |                                                                                     |
| Hohe Straße bis ca. 1800                                                                                       |                                       | Die alten Fernstraßen mieden die feuchten, hochwassergefährdeten Täler und wurden vorzugsweise über die Höhenrücken geführt. | | Die Straße verlief entlang des heutigen Straßenzugs Kulmbacher Straße – Kreuz – Preuschwitzer Straße. Bei Oberpreuschwitz existiert sie noch als Fuß- und Radweg. |                                                                                     |
| Hohe Warte 1972 eingemeindet                                                                                   |                                       | Dem Namen liegt das mittelhochdeutsche „warte“ (Stelle, von der aus gespäht wird) zugrunde. Die Warten dienten zur Sicherung von Straßen und als Feuerwache. | | |                                                                                     |
| Hohlmühlallee seit 1998                                                                                        | 523                                   | Zum Namen siehe Hohlmühlweg. | Von der Karolinenreuther Straße zur Fürsetzer Straße. | Die Straße ist die Hauptachse des Neubaugebiets Hohlmühle. |                                                                                     |
| Hohlmühlweg seit 1973                                                                                          | 491                                   | Die Straße führt zum ehemaligen Gut Hohlmühle. Die einst im Talgrund des Sendelbachs gelegene „Hollmühle“, benannt nach den Brüdern Hold (= Holl), die 1482 die „Tappertsmühle“ kauften, war Sitz des Tappertwärters. | Von der Keuperstraße zur Sandleite und weiter als Stichstraße. | Die enge Durchfahrt unter der Bahnstrecke Schnabelwaid–Bayreuth wurde in den Jahren 2021 bis 2024 durch einen Neubau ersetzt. | Alte Bahnbrücke Hohlmühlweg                                                         |
| Holbeinstraße seit 1952                                                                                        | 170                                   | Der Maler Hans Holbein der Jüngere (1497 oder 1498–1543) zählt zu den bedeutendsten Malern der Renaissance. Auch sein Vater Hans Holbein der Ältere gehörte zu den bekannten Malern seiner Zeit. | Von der Schwindstraße zum Menzelplatz. | |                                                                                     |
| Holländerstraße seit 1952                                                                                      |                                       | Die Straße ist nach der Hauptgestalt der Wagner-Oper Der Fliegende Holländer benannt. | | |                                                                                     |
| Holunderweg seit 1966                                                                                          |                                       | Die Holunder bilden eine Pflanzengattung in der Familie der Moschuskrautgewächse. Der Schwarze Holunder wird oft nur „Holunder“, im südlichen Sprachraum auch „Holler“ oder „Holder“ genannt. | | |                                                                                     |
| Hübschstraße seit 1965                                                                                         |                                       | Georg Hübsch (1851–1935) war Direktor der Lehrerbildungsanstalt (heute Markgräfin-Wilhelmine-Gymnasium) und Verfasser einer Geschichte der Eremitage. | | |                                                                                     |
| Hügelstraße 1912–1947                                                                                          |                                       | Der Name rührt von der Lage der Straße am Fuß des Roten Hügels her. | | Die Straße wurde 1947 in Karl-Hugel-Straße umbenannt. Der Bayreuther SPD-Politiker Karl Hugel (1865–1937) war von 1912 bis 1918 Mitglied des Deutschen Reichstags. | Ehemalige Hügelstraße: Karl-Hugel-Straße                                            |
| Hühlweg seit 1954                                                                                              | 523                                   | Der Weiler Hühl ist 1398 als hof zu der hüll belegt. Eine „Hühl“ ist eine natürliche oder künstlich angelegte Wasserstelle oder ein Loch, in dem sich Regenwasser sammelt. | Von und zur Königsallee. | Halbringförmige Straße im Stadtteil Colmdorf. |                                                                                     |
| Hugenottenstraße seit 1969                                                                                     | 209                                   | Hugenotten ist die etwa seit 1560 gebräuchliche Bezeichnung für die Protestanten im vorrevolutionären Frankreich. Ab 1864 nahm Markgraf Christian Ernst französische Glaubensflüchtlinge auf. | Von der Straße Grüner Baum abgehende Stichstraße. | Die Straße liegt im Stadtteil Sankt Georgen. |                                                                                     |
| Hugo-Rüdel-Straße seit 1938                                                                                    | 104                                   | Hugo Rüdel (1868–1934) war von 1906 bis 1934 Chorleiter der Bayreuther Festspiele. | Von der Bürgerreuther Straße zur Karl-Muck-Straße. | Die Straße liegt am Fuß des Grünen Hügels. |                                                                                     |
| Humboldtstraße seit 1906                                                                                       | 167                                   | Alexander von Humboldt (1769–1859) war ein Naturforscher mit weit über die Grenzen Europas hinausreichendem Wirkungsfeld. Von 1792 bis 1796 war er als königlicher Beauftragter für das Bergwesen in Bayreuth tätig. | Von der Erlanger Straße zur Bismarckstraße. | Die Straße liegt in der Südwestlichen Innenstadt. |                                                                                     |
| Hundingstraße seit 1970                                                                                        | 358 + 103 + 55                        | Hunding ist als Sieglindes Gatte einer der Hauptakteure in Richard Wagners Oper Die Walküre aus der Tetralogie Der Ring des Nibelungen. | Von der Eubener Straße zur Sieglindestraße mit zwei abgehenden Stichstraßen. | Die Straße befindet sich im Stadtteil Hussengut. |                                                                                     |
| Hussengutstraße seit 1970                                                                                      | 305 + 78                              | Das Hussengut hatte einen Besitzer namens Huss oder Husse. | Von der Eubener Straße zur Hundingstraße mit einer abgehenden Stichstraße. | Die Straße liegt am Hang der Hohen Warte im Stadtteil Hussengut. |                                                                                     |
| Im Hofgarten seit 1953                                                                                         | 302                                   | Der Hofgarten, früher auch „Schloßgarten“ genannt, entstand aus einem 1626 angelegten Lustgarten. Beim Bau des Neuen Schlosses wurde er erweitert und ab 1798 im englischen Stil umgestaltet (siehe auch Hofgartenstraße). | Von der Cosima-Wagner-Straße abgehender Weg. | Der Hauptweg des Hofgartens ist für Kraftfahrzeuge gesperrt. An ihm liegt das Deutsche Freimaurer-Museum. |                                                                                     |
| Imhofstraße seit 1963                                                                                          |                                       | Der 1598 ausgestorbenen Adelsfamilie Imhof gehörte das Schloss im Ortsteil Sankt Johannis. | | |                                                                                     |
| In der Sutten 1541 überliefert                                                                                 |                                       | Der Name weist auf die ehemals morastige Beschaffenheit der Straße hin: mittelhochdeutsch sutte = Pfütze. | | Ehemaliger Name der hinteren Sophienstraße. | Ehemals In der Sutten: Hintere Sophienstraße                                        |
| Industriestraße ca. 1971–1976                                                                                  |                                       | Die im Ortsteil Aichig geplanten Industrieanlagen wurden nicht realisiert. | | Die Straße wurde 1976 in Orionstraße umbenannt. |                                                                                     |
| Innstraße seit 1962                                                                                            | 211                                   | Der Inn ist ein rechter, 517 km langer Nebenfluss der Donau in der Schweiz, in Österreich und Deutschland. Er entspringt beim Malojapass im Schweizer Engadin in 2484 m Höhe. | Von der Donaustraße abgehende Stichstraße. | Die Straße liegt im Stadtteil Roter Hügel. |                                                                                     |
| Inselstraße seit 1913                                                                                          | 390                                   | Der Straßenname erinnert an die dort früher im ehemaligen Brannaburger Weiher befindliche Insel. | Die Straße führt von der Bernecker Straße zur Seestraße. | Am nördlichen Straßenende steht das ehemalige Gebäude des Bahnhofs Sankt Georgen. | Inselstraße                                                                         |
| Isoldenstraße seit 1953                                                                                        | 212                                   | Isolde ist die Hauptgestalt in Richard Wagners Oper Tristan und Isolde. | Von der Tristanstraße zum Dalandweg und weiter als Stichstraße. | |                                                                                     |
| Jägerstraße 1752–1889                                                                                          |                                       | Die Straße, in der sich das „Jägerhaus“ mit der Dienstwohnung des Leiters des markgräflichen Jagdwesens befand, erhielt ihren Namen nach dem Bau der neuen Mainbrücke auf Befehl des Markgrafen Friedrich. | | Die Straße wurde 1889 südlich des Roten Mains in Luitpoldplatz und nördlich davon in Bahnhofstraße umbenannt. | Ehemalige Jägerstraße: Bahnhofstraße                                                |
| Jägerstraße seit 1889                                                                                          | 238                                   | Es handelt sich um eine Namensübertragung ohne erkennbaren Grund, nachdem die bisherige Jägerstraße in Bahnhofstraße umbenannt worden war. | Von der Carl-Schüller-Straße zur Friedrich-von-Schiller-Straße. | Die Straße bildet mit der Friedrich-Puchta-Straße einen 583 Meter langen Straßenzug. |                                                                                     |
| Jahnstraße seit 1928 1891–1928: Hintere Dammallee                                                              | 118 + 66 + 33                         | Friedrich Ludwig Jahn (1778–1852), genannt „Turnvater Jahn“, war der Initiator der deutschen Turnbewegung. | Die X-förmige Straßenanlage liegt zwischen der Dammallee und dem Wittelsbacherring. | Die Straße begann ursprünglich am Dammwäldchen, sie wird heute jedoch von Anlagen des Richard-Wagner-Gymnasiums unterbrochen. In der Straße befand sich bis 1967 das Franka Kamerawerk. |                                                                                     |
| Jakob-Fuchs-Straße seit 1955                                                                                   | 300 + 80                              | Der Zimmermeister Jakob Fuchs (1866–1952) war langjähriger Stadtrat und Kirchenvorsteher. | Von Am Mühlgraben zur Scheffelstraße, mit einer abzweigenden Stichstraße. | Die Straße liegt am unteren Hang des Roten Hügels im Ortsteil Hetzennest. |                                                                                     |
| Jakob-Grimm-Straße seit 1945                                                                                   | 70                                    | Jakob Grimm (auch: Jacob; 1785–1863) war ein deutscher Sprach- und Literaturwissenschaftler sowie Jurist und gilt als Begründer der deutschen Philologie und Altertumswissenschaft. | Von der Kantstraße zur Heinrich-von-Kleist-Straße. | Die Straße liegt im Stadtteil Birken. |                                                                                     |
| Jakob-Herz-Straße seit 1988                                                                                    | 640                                   | Jakob Herz (* 2. Februar 1816 in Bayreuth; † 27. September 1871 in Erlangen) war Arzt und später erster jüdischer Professor in Bayern. | Die Straße führt von der Preuschwitzer Straße zur Meyernberger Straße. Sie hat einen 130 Meter langen gleichnamigen Abzweig.                                                                                       | Die nach seinem ebenfalls jüdischen Bruder Julius Herz benannte Herzstraße wurde 1934 in Eduard-Bayerlein-Straße umbenannt. An der Jakob-Herz-Straße liegen das Therapiezentrum und das Rehabilitationszentrum Roter Hügel. |                                                                                     |
| Jakobstraße seit 1894                                                                                          | 507                                   | Benannt nach dem 1775 nachweisbaren Jacobshof, dessen Name auf einen früheren Besitzer zurückgeht. | Von der Bamberger Straße zur Böcklinstraße. | Die Straße gehört zur Ortslage Jakobshof des Stadtteils Altstadt. An der Straße befindet sich der Sitz der SpVgg Bayreuth, deren dortiges Fußballstadion wurde 1974 zugunsten des Städtischen Stadions aufgegeben. | Jakobstraße                                                                         |
| Jean-Paul-Platz seit 1991 1851: Gymnasiumsplatz                                                                | 70 × 40                               | Jean Paul (* 21. März 1763 in Wunsiedel; † 14. November 1825 in Bayreuth; eigentlich Johann Paul Friedrich Richter) war Schriftsteller. Er steht literarisch gesehen zwischen Klassik und Romantik. | Der Platz wird von der Friedrichstraße durchquert, die Ludwigstraße und die Wilhelminenstraße gehen ab. | Der Platz ist um 1860 als Jean-Pauls-Platz belegt. Das Jean-Paul-Denkmal steht seit 1991 wieder in seiner Mitte, nachdem es die Nationalsozialisten im Winter 1933/34 an den Rand verschoben hatten, um einen Aufmarschplatz zu schaffen. Am Platz liegt die in der ehemaligen markgräflichen Reithalle untergebrachte Stadthalle Bayreuth. |                                                                                     |
| Jean-Paul-Straße seit 1885 1685–1885: Schrollengasse 1584 als Schollengasse belegt                             | 930                                   | Der Schriftsteller Jean Paul (siehe Jean-Paul-Platz) lebte ab 1804 in Bayreuth, verstarb 1825 ebenda und ist auf dem Bayreuther Stadtfriedhof begraben. | Von der Friedrichstraße zur Hans-Sachs-Straße. | An der Straße liegen der Geißmarkt, der Hofgarten und die Stadtwerke Bayreuth Energie und Wasser GmbH. | Jean-Paul-Straße                                                                    |
| Joachimsthaler Straße seit 1973                                                                                | 130                                   | Jáchymov (Joachimsthal) ist eine Stadt in Tschechien. Sie erstreckt sich im böhmischen Teil des Erzgebirges im Tal des Jáchymovský potok (Weseritz). Die alte Bergstadt ist das älteste Radiumsol-Heilbad der Welt. | Von der Bernecker Straße zum Riedelsberger Weg. | |                                                                                     |
| Johannes-Lupi-Ring seit 2017                                                                                   |                                       | Johannes Lupi (ca. 1400–1468), Anfang des 15. Jahrhunderts als Johannes Wolff in Oberkonnersreuth geboren, wurde nach 1452 erster Pleban der St.-Peters-Kirche in Frankfurt am Main. | | Die Straße erschließt ein Neubaugebiet im Stadtteil Oberkonnersreuth. |                                                                                     |
| Johann-Gottfried-Langermann-Straße 1945–1947                                                                   |                                       | Johann Gottfried Langermann (1768–1832) war ab 1805 Leiter des „Irrenhauses“, das er in eine „Psychische Heilanstalt für Geisteskranke“ umwandelte. | | Die Straße wurde 1947 in Schopenhauerstraße umbenannt. |                                                                                     |
| Johann-Sebastian-Bach-Straße seit 1934                                                                         | 348                                   | Johann Sebastian Bach (1685–1750) war ein Komponist sowie Orgel- und Klaviervirtuose des Barock. Er gilt als einer der bedeutendsten deutschen Musiker. | Von der Albrecht-Dürer-Straße zur Friedrich-Ebert-Straße und weiter als Stichstraße. | Die Straße liegt im Stadtteil Hammerstatt. Ihr Südabschnitt ist zugleich Zufahrt zum Hans-Walter-Wild-Stadion. |                                                                                     |
| Johann-Staden-Straße 1945–1947                                                                                 |                                       | Johann Staden (1581–1634) war ein in Nürnberg geborener Organist und Komponist, der zeitweise in Bayreuth und Kulmbach wirkte. | | Die Straße wurde 1947 in Gerhart-Hauptmann-Straße umbenannt. |                                                                                     |
| Johann-Stumpf-Weg seit 1980                                                                                    | 166                                   | Johann Stumpf (1587–1632) war Stadtpfarrer, er wurde mit weiteren Bayreuther Bürgern von Wallensteins Oberst Marchese de Grana als Geisel genommen und starb infolge der Strapazen und Misshandlungen. | Von der Erlanger Straße abgehende Stichstraße. | Die Straße liegt in unmittelbarer Nähe des Stadtfriedhofs. |                                                                                     |
| Josephsplatz seit 1901                                                                                         | 83 × 50                               | An der Stelle war um 1890 eine katholische „St.-Josephs-Kirche“ geplant, die aber nicht verwirklicht wurde. | Von der Wölfelstraße zum Hohenzollernring. | |                                                                                     |
| Judengasse bis 1889                                                                                            | 171                                   | Mitte des 15. Jahrhunderts baute die Stadt den wenigen ortsansässigen Juden dort einige Häuser, in denen sie – zusammen mit Christen – zur Miete wohnten. | Von der unteren Maximilianstraße zur Sophienstraße. | Die in der Innenstadt gelegene Straße wurde 1889 in Von-Römer-Straße umbenannt. | Ehemalige Judengasse: Von-Römer-Straße                                              |
| Julius-Kniese-Straße seit 1938                                                                                 | 176                                   | Julius Kniese (1848–1905) war von 1888 bis 1904 Chorleiter der Bayreuther Festspiele. | Von der Karl-Muck-Straße zur Dr.-Hans-Richter-Straße. | Die Straße liegt im Stadtteil Gartenstadt. |                                                                                     |
| Jupiterstraße seit 1975                                                                                        | 250                                   | Der Gasplanet Jupiter ist der fünfte und mit einem Äquatordurchmesser von rund 143.000 Kilometern der größte Planet des Sonnensystems. Er ist schwerer ist als alle anderen Planeten zusammen. | Von der Sternstraße zur Marsstraße und weiter als Stichstraße. | Die Straße liegt im Stadtteil Aichig. |                                                                                     |
| Justus-Liebig-Straße seit 1947 1896–1947 im Bereich des Kasernenviertels: Orleansstraße                        | 1340                                  | Justus Liebig (1803–1873), seit 1845 „Freiherr von Liebig“, war ein deutscher Chemiker und Professor in Gießen und München. In die Geschichte eingegangen ist er als Begründer der Organischen Chemie. | Von der Scheffelstraße zur Pottensteiner Straße. | Die Straße ist Teil des äußeren Stadtrings, sie verbindet die Stadtteile Altstadt und Kasernenviertel. |                                                                                     |
| Kämmereigasse seit 1889 seit dem 16. Jh.: u. a. Entenmarkt, Ochsengasse (Lage)                                 | 190                                   | Namensgeber war die ehemalige Stadtkämmerei im Alten Rathaus. | Von der Kanzleistraße zur Von-Römer-Straße | Die Kämmereigasse wurde im Mittelalter als Teil des Kanalsystems Tappert angelegt. | Kämmereigasse                                                                       |
| Kalte Leite seit 1967 (Lage)                                                                                   | 371                                   | Der Name bedeutet „Kalter Hang“ (mittelhochdeutsch „lîte“ = Hang). | Von der Denkmalstraße zur Warmensteiner Straße. | Die Straße liegt im Stadtteil Laineck. Sie ist eine Einbahnstraße von der Warmensteinacher Straße her. |                                                                                     |
| Kalthausenweg seit 1977 (Lage)                                                                                 | 193                                   | Der vor allem im ostmitteldeutschen Bereich vorkommende Flurname Kalthausen bezieht sich auf eine kalte, windige Stelle. | Von der Preuschwitzer Straße zur Amalienstraße und weiter als Stichstraße. | Die Straße liegt im Stadtteil Oberpreuschwitz. |                                                                                     |
| Kanalstraße seit 1889 vor 1889: Schwarze Allee, auch Alte Allee, Finstere Allee (Lage)                         | 200                                   | Nach dem (heute unterirdisch) parallel verlaufenden Mühlkanal, einem künstlichen Seitenarm des Roten Mains. | Vom La-Spezia-Platz zur Schulstraße. | Die Straße liegt in der Innenstadt. |                                                                                     |
| Kantstraße seit 1945                                                                                           | 398                                   | Immanuel Kant (1724–1804) zählt zu den bedeutendsten Vertretern der abendländischen Philosophie. Sein Werk Kritik der reinen Vernunft kennzeichnet einen Wendepunkt in der Philosophiegeschichte und den Beginn der modernen Philosophie. | Von der Hegelstraße zur Birkenstraße. | Die Straße befindet sich im Stadtteil Birken. | Kantstraße                                                                          |
| Kanzleistraße seit 1807 1510–Anf. 19. Jh.: Schmidtgasse, Entengraben 1442–1508: Hinter der Kirche              | 230                                   | Namensgeber der Straße war die 1620 bis 1630 dort errichtete markgräfliche Kanzlei. | Von der Maximilianstraße zur Friedrichstraße. | | Kanzleistraße                                                                       |
| Karl-Hugel-Straße seit 1947 1912–1947: Hügelstraße                                                             |                                       | Karl Hugel (* 30. April 1865 in Bayreuth; † 21. Mai 1937 ebenda) war Schneider und für den Wahlkreis Oberfranken 2 und die SPD Mitglied des Deutschen Reichstags. | Von der Straße Kreuz zur Lippacherstraße. | Das Haus Nr. 15 der ehemaligen Hügelstraße ist das Geburtshaus Karl Hugels. | Karl-Hugel-Straße                                                                   |
| Karl-Marx-Straße seit 1947 1882–1947: Wilhelmstraße                                                            | 170                                   | Karl Marx (1818–1883) war ein Philosoph, Nationalökonom, Gesellschaftstheoretiker, politischer Journalist, Protagonist der Arbeiterbewegung und Kritiker der bürgerlichen Gesellschaft. | Von der Carl-Schüller-Straße zum Wilhelmsplatz. | Die Straße ist die Verlängerung der Schulstraße im Stadtteil Neuer Weg. | Karl-Marx-Straße                                                                    |
| Karl-Muck-Straße seit 1947 1937–1947: Chamberlainstraße                                                        | 315                                   | Der Dirigent Karl Muck (1859–1940) wirkte von 1901 bis 1930 in Bayreuth. Hauptsächlich dirigierte er im Rahmen der Richard-Wagner-Festspiele die Oper Parsifal. | Von der Cottenbacher Straße zu Heinrich-Schütz-Straße. | Aufgrund des Umstands, dass der antisemitische Aktivist Muck bereits vor 1933 für ein „judenfreies“ Orchester in Bayreuth sorgte, ist die Namengebung umstritten. |                                                                                     |
| Karlsbader Straße seit 1953                                                                                    |                                       | Karlsbad (tschechisch Karlovy Vary) ist eine Stadt im Westen Tschechiens mit ca. 51.000 Einwohnern. Der Ort gehört zu den berühmtesten und traditionsreichsten Kurorten der Welt. | | |                                                                                     |
| Karlsbader Weg 1963–1972                                                                                       |                                       | Schon im 14. Jahrhundert dürfte die Heilwirkung der Karlsbader Thermalquellen bekannt gewesen sein. 1370 erhob Kaiser Karl IV. den Ort Vary (Warmbad) zur Königsstadt Karlovy Vary. | | Die Straße heißt seit 1972 Brüxer Weg. |                                                                                     |
| Karl-Seeser-Weg seit 1998                                                                                      |                                       | Karl Seeser (* 1906 in Bayreuth; † 1981 ebenda) war Stadtrat der SPD und Ehrenbürger der Stadt. Als Widerstandskämpfer war er während der NS-Zeit im Konzentrationslager Dachau inhaftiert. | | |                                                                                     |
| Karlstraße 1893–1935                                                                                           |                                       | Es handelt sich um ein namenskundliches Kuriosum, da der Vorname zum Namenspaten wurde: Karl Schlenck war Errichter der „Karl Schlenck’schen Wohltätigkeitsstiftung“. | | Die Straße hieß von 1935 bis 1947 Gneisenaustraße, seit 1947 trägt sie den Namen Albert-Preu-Straße. |                                                                                     |
| Karl-von-Linde-Straße seit 1975                                                                                | 380                                   | Carl Linde, seit 1897 „Ritter von Linde“ (* 1842 in Berndorf bei Thurnau; † 1934 in München) war ein deutscher Ingenieur und Erfinder. Er schuf wesentliche Grundlagen der modernen Kältetechnik. | Von der Otto-Hahn-Straße abgehende Stichstraße. | Die Straße mit 21 ansässigen Betrieben (Stand 2024) liegt im Gewerbegebiet Glocke-Süd, dort angesiedelt ist u. a. der Ortsverband Bayreuth des Technischen Hilfswerks. Die falsche Schreibung des Vornamens von Lindes ist seit langem bekannt, von einer Korrektur wurde bislang abgesehen. | Karl-von-Linde-Straße                                                               |
| Karolinenreuther Straße seit 1973                                                                              | 544                                   | Der Landjägermeister von Hardenberg hatte vor 1816 im ehemaligen Thiergärtner Forst ein Haus gebaut und nach seiner Frau Caroline benannt. Die Endsilbe „reut(h)“ bezeichnet eine Rodung. | Von der Universitätsstraße zur Fürsetzer Straße. | Die Straße ist nicht durchgehend für Kraftfahrzeuge befahrbar. An der Karolinenreuther Straße liegt das Umweltschutz-Informationszentrum Lindenhof des Landesbunds für Vogelschutz (LBV). |                                                                                     |
| Kasernenstraße auch: Kasernstraße 1889–1937                                                                    |                                       | An der Südseite der Straße begann mit der 1898 eingeweihten „Neuen Infanteriekaserne“ das Kasernenviertel. | | Die Straße heißt seit 1947 Rathenaustraße. | Ehemalige Kasernenstraße: Rathenaustraße                                            |
| Kastanienweg seit 1963                                                                                         |                                       | Die Kastanien (oder Edelkastanien) sind eine Gattung in der Familie der Buchengewächse. Die heimischen Rosskastanien sind eine von den Kastanien verschiedene Gattung in der Familie der Seifenbaumgewächse. | | |                                                                                     |
| Kaulbachstraße seit 1960                                                                                       |                                       | Wilhelm von Kaulbach (1804–1874) war ein Maler des 19. Jahrhunderts, bekannt durch große Wand- und Deckengemälde mit geschichtlichem und literarischem Inhalt. | | |                                                                                     |
| Kellerhof seit 1952 (Lage)                                                                                     |                                       | Die oft fälschlich als „Katakomben“ bezeichneten Stollen („Keller“) von Sankt Georgen erreichen eine Gesamtlänge von mehreren hundert Metern (siehe auch Kellerstraße). | | |                                                                                     |
| Kellerstraße seit 1889 (Lage)                                                                                  |                                       | Anfang des 18. Jahrhunderts begann man, im Burgsandstein der Benk-Formation in Sankt Georgen Stollen anzulegen. In diesen Kellern konnte das frisch gebraute Bier bei einer gleichbleibenden Temperatur von 6 Grad gelagert werden. | | Die meisten der Keller bilden den „Sankt Georgener Stern“, ihre Zugänge befinden sich in einem Anwesen nördlich der Kellerstraße. |                                                                                     |
| Kemnather Straße seit 1976 (Lage)                                                                              |                                       | Kemnath ist eine ca. 5.200 Einwohner zählende Stadt in der Oberpfalz. Sie gilt als wirtschaftliches und kulturelles Zentrum des westlichen Landkreises Tirschenreuth. | | |                                                                                     |
| Kerschensteinerstraße seit 1956 (Lage)                                                                         |                                       | Georg Kerschensteiner (1854–1932) war ein deutscher Pädagoge und Begründer der Arbeitsschule. Zur Entwicklung der deutschen Volksschule und Berufsschule steuerte er wesentliche Ideen bei. | | |                                                                                     |
| Keuperstraße seit 1973                                                                                         |                                       | Die Gesteinseinheit Keuper ist eine lithostratigraphische Gruppe der Germanischen Trias. Der Name leitet sich von einer fränkischen Dialektbezeichnung für bunte, bröckelige Tongesteine ab. | | |                                                                                     |
| Kiefernweg seit 1947                                                                                           |                                       | Die Kiefern (auch: „Föhren“) bilden eine Pflanzengattung von Nadelholzgewächsen in der Familie der Kieferngewächse. Kiefern sind immergrün, die meisten Kiefern-Arten wachsen als Bäume. | | |                                                                                     |
| Kirchgasse seit 1889 16. Jh.: Schneidergasse                                                                   |                                       | Die schmale Straße führt vom zentralen Marktplatz zur Stadtkirche, der größten und ältesten Kirche der Stadt. | | Für die Straße waren auch die Namen Ochsengasse, Obere Badgasse und Schneidergasse in Gebrauch. | Kirchgasse                                                                          |
| Kirchgasse auch: Kirchgäßlein                                                                                  |                                       | Wie die heutige Kirchgasse führte auch die jetzige Brautgasse zur Stadtkirche. Die Kirchgasse in Sankt Georgen lag an der dortigen Ordenskirche. | | Früherer Name der Brautgasse und der Straße Hinter der Kirche in Sankt Georgen. |                                                                                     |
| Kirchhofplatz 1888–1937 1448–1888: Kirchhof                                                                    |                                       | Der Kirchhof neben der Stadtkirche war der erste Begräbnisplatz der Stadt. | | Der Platz heißt seit 1937 Kirchplatz. |                                                                                     |
| Kirchplatz seit 1937                                                                                           |                                       | Es handelt sich um den Platz – von der Kanzleistraße aus gesehen – hinter der Stadtkirche. | | |                                                                                     |
| Kirchplatz 1967–1978                                                                                           |                                       | Namenspate war die katholische Kirche im damals noch selbstständigen Ortsteil Laineck. | | Der Platz heißt seit 1978 St.-Nepomuk-Platz- |                                                                                     |
| Kleine Allee bis 1889                                                                                          | 190                                   | Die Straße erhielt ihren Namen in Bezug auf die nahegelegene, mit damals bereits höheren Bäumen bestandene Schwarze Allee. | | Name der im östlichen Teil des heutigen Luitpoldplatzes befindlichen Allee (siehe Bild Altbachplatz). | Ehemalige Kleine Allee: Östlicher Luitpoldplatz                                     |
| Klinikumallee seit 1973                                                                                        | 600                                   | Die Straße führt zum 1986 in Betrieb genommenen Klinikum Bayreuth. | Von der Rheinstraße zur Preuschwitzer Straße. | Die Bezeichnung „Klinikum“ suggeriert eine Zugehörigkeit zur Universität Bayreuth, wo jedoch keine medizinische Fakultät existiert. |                                                                                     |
| Klopstockstraße seit 1952                                                                                      | 165 + 80 + 40                         | Friedrich Gottlieb Klopstock (1724–1803) war ein deutscher Dichter. Er gilt als wichtiger Vertreter der Empfindsamkeit. | Von der Birkenstraße zur Friedenstraße. | Die Straße hat einen zum Eichendorffring führenden Abzweig mit einer dort abzweigenden Stichstraße. | Klopstockstraße                                                                     |
| Knappertsbuschstraße seit 1965                                                                                 |                                       | Der Dirigent Hans Knappertsbusch (1888–1965) dirigierte von 1951 bis 1964 in jedem Jahr (Ausnahme: 1953) bei den Festspielen. Er ist Ehrenbürger von Bayreuth. | | Aufgrund seiner unverhohlenen Antipathie gegenüber der NSDAP wurde Knappertsbusch 1935 als Münchner Opernchef abgesetzt und vorübergehend mit Arbeitsverbot belegt. |                                                                                     |
| Kochelseestraße seit 1979                                                                                      |                                       | Der 5,95 km² große Kochelsee liegt 70 km südlich von München am Randbereich der Bayerischen Alpen. Er erhält sein Wasser von der Loisach und dem Kraftwerk Walchensee. | | |                                                                                     |
| Köllestraße seit 1909                                                                                          |                                       | Der Bezirksarzt Heinrich Kölle errichtete 1895 eine größere Wohltätigkeitsstiftung. | Die Straße mündet beidseitig in die Peter-Rosegger-Straße. | Ursprünglich war dies der Name des westlichen Abschnitts der heutigen Peter-Rosegger-Straße und des anschließenden Wegs zur Leibnizstraße. |                                                                                     |
| Königsallee seit ca. 1939 vor ca. 1939: Königsweg                                                              | 3000                                  | Zur Herkunft des Namens siehe Königsweg. | Von der Straße Dürschnitz zur Eremitagestraße. | Bis zur Auflassung des Bahnübergangs an der Dürschnitz war die Königsallee die östliche Fortsetzung der Richard-Wagner-Straße. An der Straße liegen das Markgräfin-Wilhelmine-Gymnasium und die Jean-Paul-Schule. | Königsallee                                                                         |
| Königsbergstraße seit 1958                                                                                     |                                       | Das 1255 gegründete Königsberg war von 1457 bis 1945 Hauptstadt und kulturelles sowie wirtschaftliches Zentrum des östlichen Preußens und die östlichste und nördlichste Großstadt des Deutschen Reichs. | | |                                                                                     |
| Königsseestraße seit 1975                                                                                      |                                       | Der Königssee ist ein langgestreckter Gebirgssee im Landkreis Berchtesgadener Land. Er liegt am Fuß des Watzmanns, bekannt ist die Wallfahrtskirche St. Bartholomä auf der gleichnamigen Halbinsel. | | |                                                                                     |
| Königsweg 1745-ca. 1939                                                                                        | 3000                                  | So benannt anlässlich des Besuchs Friedrichs des Großen, des Bruders der Markgräfin Wilhelmine, im Jahr 1740. | Von der Richard-Wagner-Straße zur Eremitagestraße. | Seit ca. 1939 trägt die Straße den Namen Königsallee. Am Königsweg lag Jean Pauls Dichterstube im Gasthaus Rollwenzelei. | Ehemaliger Königsweg: Königsallee (mit Rollwenzelei)                                |
| Körnerstraße seit 1957                                                                                         | 93                                    | Der Dichter Theodor Körner (1791–1813) wurde er durch seine Dramen für das Wiener Burgtheater und seine Lieder in den Befreiungskriegen berühmt. | Von der Königsallee abgehende Stichstraße. | |                                                                                     |
| Kösseinestraße seit 1973                                                                                       | 200                                   | Die Kösseine ist ein Bergmassiv im Hohen Fichtelgebirge südlich von Wunsiedel. Die höchste Erhebung ist der gleichnamige Gipfel auf einer Höhe von 939 Metern. | Vom und zum Waldsteinring. | Die Straße liegt in einem Neubaugebiet des Stadtteils Sankt Johannis. |                                                                                     |
| Kolberger Straße seit 1977                                                                                     | 95 + 33                               | Kołobrzeg (deutsch Kolberg) ist eine Hafenstadt, Sol- und Kurbad an der Ostsee in der Woiwodschaft Westpommern im Norden Polens. Die Stadt liegt an der Mündung des Flusses Persante in Hinterpommern. | Vom Riedelsberger Weg zum Allensteiner Ring mit einer abgehenden gleichnamigen Stichstraße. | Die Straße liegt in einem Neubaugebiet des Stadtteils Sankt Georgen. |                                                                                     |
| Kollwitzstraße seit 1960                                                                                       | 300                                   | Käthe Kollwitz (1867–1945) zählt zu den bekanntesten deutschen Künstlern des 20. Jahrhunderts. Sie entwickelte mit ihren ernsten Lithografien, Radierungen, Kupferstichen und Holzschnitten einen zeitlosen Kunststil. | Von der Leuschnerstraße zur Hedwigstraße. | |                                                                                     |
| Kolpingplatz 1947–1960 1889–1947: Altbachplatz vor 1889: Ziegelhütten                                          |                                       | Zur Bedeutung siehe Kolpingstraße. | Von drei Seiten umbauter, nach Westen hin offener Platz mit einer Zufahrt vom Luitpoldplatz. | Auf dem ehemaligen Kolpingplatz befindet sich heute der Parkplatz des Neuen Rathauses. |                                                                                     |
| Kolpingstraße seit 1960 (Lage)                                                                                 | 155                                   | Adolph Kolping (1813–1865) war ein katholischer Priester, der sich insbesondere mit der Sozialen Frage auseinandersetzte, und der Begründer des Kolpingwerks. | Von der Bahnhofstraße zum Hohenzollernring. | Mit dem „Stadtbad“ befindet sich an der Kolpingstraße das 1929 eröffnete erste Hallenbad der Stadt. |                                                                                     |
| Kopernikusring seit 1971                                                                                       | 553                                   | Nikolaus Kopernikus (1473–1543) beschrieb als erster das heliozentrische Weltbild des Sonnensystems, wonach sich die Erde um die eigene Achse dreht und zudem wie die anderen Planeten um die Sonne bewegt. | Von und zur Donndorfer Straße. | Die U-förmige Straße liegt im Stadtteil Meyernberg. |                                                                                     |
| Kornweg seit 1978                                                                                              | 162                                   | Der Trivialname Korn bezeichnet Getreide, das zur Herstellung von Backwaren Verwendung findet, insbesondere Weizen und Roggen. | Von der Wolfsbacher Straße zum Roggenweg im Ortsteil Wolfsbach. | |                                                                                     |
| Kreideweg seit 1973                                                                                            | 147                                   | Kreide ist ein nur gering verfestigtes Sedimentgestein, eine weiche, wenig verdichtete Form weißen oder hellgrauen Kalks. | Stichstraße von der Sandleite im Ortsteil Oberkonnersreuth. | Die Straße bildet mit der Sandleite und der Keuperstraße ein Straßennamenfeld nach geologischen Bezeichnungen. |                                                                                     |
| Kreuz seit dem 19. Jahrhundert früher: Hohe Straße                                                             | 650                                   | Der Name geht vermutlich auf die Kapelle Zum heiligen Kreuz zurück, die 1410 erstmals erwähnt wurde, von der aber 1545 bereits wieder jede Spur verschwunden war. | Von der Kulmbacher Straße zur Preuschwitzer Straße. | Die Straße ist die Hauptachse des gleichnamigen Stadtteils. | Kreuz                                                                               |
| Kriemhildstraße seit 1957                                                                                      | 225                                   | Die Kriemhild des Nibelungenlieds ist die Gattin Siegfrieds, die seinen Tod grausam an ihrer Sippe rächt. In Richard Wagners Opernzyklus Der Ring des Nibelungen kommt sie nicht vor. | Von der Furtwänglerstraße zur Guntherstraße. | Obwohl Kriemhild in Wagners „Ring“, der sich auf nordische Quellen bezieht, nicht vorkommt, ist die Straße Teil eines Straßennamenfelds mit wagnerianischen Namen. |                                                                                     |
| Krugshof seit 1978                                                                                             | 50                                    | Die 1405 erwähnte Siedlung hieß „unam curiam in Krug“. Mit Gefäßbezeichnungen kennzeichnete man Vertiefungen im Gelände. | Stichstraße von der Äußeren Nürnberger Straße. | Die Straße führt zum gleichnamigen Weiler. |                                                                                     |
| Kulmbacher Straße als Culmbacher Straße seit 1807                                                              | 2630                                  | Es handelt sich um die alte Straße nach Kulmbach, einer nahegelegenen Großen Kreisstadt mit ca. 26 500 Einwohnern. Kulmbach war bis 1604 Residenz der hiesigen Markgrafen. | Von der unteren Maximilianstraße zur Stadtgrenze. | Die früher als Steingasse bzw. Steinweg bezeichnete Straße war bereits 1447 gepflastert. Der Name verwies auf den alten Flurnamen Der Stein, er war bereits vor der Pflasterung der Straße gebräuchlich. In Höhe der Dr.-Würzburger-Straße ist sie heute für den Durchgangsverkehr unterbrochen. An der Straße befinden sich die Bayreuther Bierbrauerei und im Altbau der Brauerei Gebr. Maisel Maisel´s Brauerei- und Büttnerei-Museum. Die vor 1447 erbaute Sandsteinbrücke über den Mistelbach ist die älteste erhaltene Brücke der Stadt. | Kulmbacher Straße                                                                   |
| Kundryweg seit 1962                                                                                            | 175                                   | Kundry ist die von Parsifal erlöste Gralsdienerin in Richard Wagners Oper Parsifal. | Von der Gravenreutherstraße zum Ortrudweg mit einer abgehenden gleichnamigen Stichstraße. | |                                                                                     |
| Kurpromenade seit 1998                                                                                         |                                       | Die Benennung erfolgte aufgrund der Lage an der 1999 eröffneten Lohengrin Therme, einem anerkannten Heilquellenkurbetrieb. | Von der Lindigstraße zur Thermenallee. | Das Straßen- und Wegefeld innerhalb des Bogens der Thermenallee umfasst mehrere Zufahrten zur Lohengrin Therme und benachbarten Gebäuden. |                                                                                     |
| Lärchenweg seit 1947                                                                                           | 170                                   | Die Lärchen bilden eine Pflanzengattung in der Familie der Kieferngewächse. Sie sind sommergrüne Bäume, die im Spätherbst ihre nadelförmigen Blätter abwerfen. | Von der Preuschwitzer Straße zum Kiefernweg im Stadtteil Roter Hügel. | Der Lärchenweg liegt in der Dankopfersiedlung des Stadtteils Roter Hügel. |                                                                                     |
| Lahnstraße seit 1975                                                                                           | 153                                   | Die Lahn ist ein 245,6 km langer rechter Nebenfluss des Rheins, in den sie fünf Kilometer südlich von Koblenz mündet. Sie entspringt im südöstlichen Rothaargebirge. | Die Straße ist eine vom Elbering abgehende Stichstraße. | Die Lahnstraße liegt im Stadtteil Roter Hügel. |                                                                                     |
| Laimbach |                                       | Die Straße liegt am gleichnamigen Anwesen, das nach einem lehmigen Bach, vermutlich dem heutigen Teufelsgraben, benannt ist (siehe auch Laimbacher Straße). | Stichstraße von der äußeren Bamberger Straße. | |                                                                                     |
| Laimbacher Straße seit 1962                                                                                    |                                       | Die Straße führt zum bereits 1398 belegten Anwesen Laimbach (mittelhochdeutsch „leim“ bedeutet Lehm) | Von der Donndorfer Straße zur Virchowstraße. | |                                                                                     |
| Lainecker Straße seit 1972 1969–1972: Hauptstraße                                                              |                                       | Die Straße ist die alte Hauptstraße des ehemaligen Vororts und heutigen Ortsteils Laineck. | | |                                                                                     |
| Landgrafstraße seit 1965                                                                                       |                                       | Der Chirurg Heinrich Landgraf (1858–1919) war Chefarzt des 1905 in Betrieb genommenen Städtischen Krankenhauses. | | |                                                                                     |
| Lange Zeile seit 1947                                                                                          |                                       | Der Name bezieht sich auf die Länge der Straße, die den Stadtteil Saas von dessen nördlichen bis fast zum südlichen Ende durchquert, sowie auf deren geraden Verlauf. | | | Lange Zeile                                                                         |
| La-Spezia-Platz seit 2002                                                                                      |                                       | La Spezia ist eine norditalienische Hafenstadt am östlichen Ende der Riviera di Levante. Die Hauptstadt der Provinz Ligurien zählt ca. 95.000 Einwohner. | Der Platz ist Nahtstelle zwischen Luitpoldplatz, Kanal- und Opernstraße – zu Letzterer nicht eindeutig abgegrenzt.                                                                                                 | Seit 1999 besteht zwischen La Spezia und Bayreuth eine Städtepartnerschaft. | La-Spezia-Platz                                                                     |
| Lazarettstraße 1896–1936 und 1945–1947                                                                         |                                       | An der Straße lag das damalige Garnisonslazarett (heute Sitz des Amtes für Versorgung und Familienförderung). | | Seit 1947 heißt die Straße Hegelstraße. |                                                                                     |
| Leersstraße seit 1930                                                                                          | 180                                   | Christoph Friedrich Leers (1769–1825) war ein deutscher Kaufmann, Fabrikant und Magistratsrat der Stadt Bayreuth. Er bestimmte seinen Nachlass als Stiftung zur Errichtung des Leers’schen Waisenhauses in Sankt Georgen. | Von der Inselstraße zur Egerländer Straße. | Das „Leers’sche Waisenhaus“ liegt in unmittelbarer Nähe. | Leersstraße                                                                         |
| Leiblstraße seit 1960                                                                                          | 163                                   | Wilhelm Leibl (1844–1900) war als Maler ein bedeutender Vertreter des Realismus in Deutschland. | Von der Böcklinstraße zur Dietrich-Bonhoeffer-Straße. | Die Straße liegt im Bereich Jakobshof des Stadtteils Altstadt. |                                                                                     |
| Leibnizstraße seit 1947 1896–1947: Xylanderstraße                                                              | 518                                   | Gottfried Wilhelm Leibniz (1646–1716) war einer der bedeutendsten Philosophen des ausgehenden 17. und beginnenden 18. Jahrhunderts sowie einer der wichtigsten Vordenker der Aufklärung. | Von Moritzhöfen zur Leuschnerstraße. | Die Straße liegt im Kasernenviertel. | Leibnizstraße                                                                       |
| Leiteweg seit 1960                                                                                             | 271 + 184                             | Neugebildeter Name nach dem Muster alter Flurnamen: „Leite“ bedeutet Abhang. | Vom Bühlweg zum Max-Rieß-Weg und kreuzend vom Hangweg mit Fortsetzung als Stichstraße. | Straßenfeld in Form eines Kreuzes im Stadtteil Laineck. |                                                                                     |
| Lenbachstraße seit 1953                                                                                        | 341                                   | Franz Lenbach (seit 1882 „Ritter von Lenbach“; 1836–1904) war ein deutscher Maler, der vor allem durch seine Porträts bekannt wurde. | Von der Schwindstraße zur Justus-Liebig-Straße. | Die Straße liegt im Bereich zwischen dem Kasernenviertel und dem Stadtteil Altstadt. |                                                                                     |
| Lenzstraße seit 1976                                                                                           | 427                                   | Die Bedeutung ist unklar: ein „Lenzfeld“ ist ein Brachfeld, mittelhochdeutsch „lenzen“ bedeutet „ein Feld im Frühjahr für die Sommerfrucht bestellen“. | Von der Seulbitzer Straße abgehende Straße mit vier Seitenstraßen. | Bereits 1403 sind drey acker im Lenz verzeichnet, ein Eigentümer namens Lenz ist hingegen nicht nachweisbahr. |                                                                                     |
| Leonrodstraße 1903–1973                                                                                        | 350                                   | Freiherr von Leonrod, Bayerischer Justizminister, erwarb sich Anerkennung durch die Stadt Bayreuth mit dem Bau des Justizgebäudes. | Von der Bismarckstraße zur Rathenaustraße. | Die Straße verschwand in den 1970er Jahren beim Bau des Wittelsbacherrings. | Ehemalige Leonrodstraße: Wittelsbacherring                                          |
| Leopoldstraße seit 1893                                                                                        | 243 + 51                              | Prinz Leopold von Bayern (1846–1930) war ein deutscher Generalfeldmarschall und letzter „Inhaber“ des 7. Infanterie-Regiments in Bayreuth. | Von der Rathenaustraße zur Bismarckstraße mit einer abgehenden Stichstraße. | Die Straße in der südwestlichen Innenstadt ist zur Bismarckstraße hin für Kraftfahrzeuge nicht passierbar. |                                                                                     |
| Lerchenbühl seit vor 1928                                                                                      |                                       | Die Bezeichnung geht auf einen alten Flurnamen zurück: einen Hügel (mittelhochdeutsch „bühel“), auf dem es Lerchen gibt. | | |                                                                                     |
| Lessingweg seit 1951                                                                                           | 260                                   | Gotthold Ephraim Lessing (1729–1781) war ein bedeutender Dichter der deutschen Aufklärung. | Von der Leuschnerstraße zur Justus-Liebig-Straße. | | Lessingweg                                                                          |
| Lettenstraße seit 1973                                                                                         |                                       | Benannt nach dem Einzelhof Letten und 1792 nachweisbaren Flurnamen Letten: „Letten“ bezeichnet einen fetten, lehmigen Boden. | | |                                                                                     |
| Leuschnerstraße 1896–1947: Wörthstraße                                                                         | 920                                   | Wilhelm Leuschner (* 1890 in Bayreuth; † 1944 in Berlin-Plötzensee) war ein Gewerkschafter und sozialdemokratischer Politiker, der im Dritten Reich gegen den Nationalsozialismus kämpfte. | Von der Rathenaustraße zur Justus-Liebig-Straße. | | Leuschnerstraße                                                                     |
| Levistraße seit 1962 (Lage)                                                                                    | 235                                   | Hermann Levi (1839–1900) war ein deutscher Orchesterdirigent und Komponist. Der Sohn eines Rabbiners dirigierte 1882 die Uraufführung des Parsifal, nach Richard Wagners Tod 1883 unterstützte er bis 1894 dessen Frau Cosima bei der Leitung der Festspiele. | Von der Wotanstraße zur Straße Grüner Baum. | Angesichts der jüdischen Herkunft Levis und infolge Wagners antisemitischer Haltung war das Verhältnis der beiden Musiker nicht immer ungetrübt. |                                                                                     |
| Levkojengäßchen bis 1926 (Lage)                                                                                | 90                                    | Vermutlich nach den Blumen an der „Tabulatur“ so benannt. Levkojen sind eine Pflanzengattung aus der Familie der Kreuzblütengewächse. | Stichstraße vom Luitpoldplatz parallel zum Mühlkanal in westlicher Richtung. | Levkojengäßchen war ein inoffizieller Name der späteren Hans-Richter-Gasse. |                                                                                     |
| Liebermannstraße seit 1960 (Lage)                                                                              |                                       | Max Liebermann (1847–1935) war ein deutsch-jüdischer Maler und Grafiker. Er gehört zu den bedeutendsten Vertretern des deutschen Impressionismus. | | |                                                                                     |
| Liegnitzer Straße seit 1973 (Lage)                                                                             | 75                                    | Legnica (deutsch Liegnitz) ist eine Großstadt in der Woiwodschaft Niederschlesien in Südwestpolen. Bis 1945 war Liegnitz Hauptstadt des gleichnamigen Regierungsbezirks der preußischen Provinz Schlesien. | Vom Riedelsberger Weg abgehende Stichstraße. | |                                                                                     |
| Lilienthalstraße seit 1969 (Lage)                                                                              | 200                                   | Otto Lilienthal (1848–1896) war nach heutigem Wissen der erste Mensch, der erfolgreich und wiederholbar Gleitflüge mit einem Flugzeug (Hängegleiter) absolvierte und dem Flugprinzip schwerer als Luft damit zum Durchbruch verhalf. | Von der Hans-Sachs-Straße zur Nobelstraße. | |                                                                                     |
| Lilienweg seit 1953                                                                                            |                                       | Die Lilien sind eine auf allen Kontinenten der Nordhalbkugel verbreitete Gattung der Familie der Liliengewächse mit rund 110 Arten. | | | Lilienweg                                                                           |
| Lindenweg seit 1947                                                                                            | 405                                   | Linden sind laubabwerfende Bäume, die hauptsächlich in gemäßigten bis subtropischen Gebieten vorkommen. Sie bilden eine Pflanzengattung innerhalb der Familie der Malvengewächse. | Vom Bergweg zum Wacholderweg. | Für KFZ keine Durchfahrmöglichkeit zum Wacholderweg. |                                                                                     |
| Lindigstraße seit 1976                                                                                         | 400 + 75 + 65 + 50                    | Der althochdeutsche Flurname Linding bezeichnet einen Ort, an dem es viele Linden gibt. | Von und zur Seulbitzer Straße, mit drei abgehenden Stichstraßen. | Die Straße liegt im Wohngebiet Lindig der bis 1976 selbstständigen Gemeinde Seulbitz, unweit der Lohengrin Therme. |                                                                                     |
| Lippacherstraße seit 1911                                                                                      | 300                                   | Die Rentamtmannsehegatten Ludwig und Marie Lippacher errichteten 1901 eine Wohltätigkeitsstiftung. | Von Kreuz zur Fröbelstraße. | An der Straße liegt die 1960 erbaute Kreuzkirche. | Lippacherstraße                                                                     |
| Lise-Meitner-Platz seit 1992                                                                                   |                                       | Lise Meitner (1878–1968) war eine österreichisch-schwedische Kernphysikerin. Im Januar 1939 lieferte sie zusammen mit Otto Frisch die erste physikalisch-theoretische Erklärung der Kernspaltung. | Ovaler Platz mit Mittelinsel und gleichnamiger Zufahrtsstraße vom Albert-Einstein-Ring. | Straße und Platz befinden sich im Neubauviertel Storchennest des Ortsteils Oberkonnersreuth. |                                                                                     |
| Lisztstraße seit 1889                                                                                          | 465                                   | Franz Liszt (* 22. Oktober 1811 in Raiding/Doborján; † 31. Juli 1886 in Bayreuth) war ein deutsch-ungarischer Komponist, Pianist, und Dirigent sowie der Schwiegervater Richard Wagners. | Von der Wahnfriedstraße zur Zeppelinstraße und darüber hinaus. | An der Ecke zur Wahnfriedstraße steht das Sterbehaus von Franz Liszt mit dem 1993 dort eröffneten Franz-Liszt-Museum. | Lisztstraße                                                                         |
| Löhestraße seit 1947 1915–1934: Hindenburgstraße                                                               | 170                                   | Wilhelm Löhe (1808–1872) war ein evangelisch-lutherischer Theologe des 19. Jahrhunderts. Der Gründer eines Mutterhauses für Diakonissen in Neuendettelsau wurde als Fränkischer Diakonissenvater bekannt. | Von der Bismarckstraße zur Rathenaustraße. | | Löhestraße                                                                          |
| Lohe seit 1950                                                                                                 | 205 + 40                              | Der Flurname Lohe (althochdeutsch „löh“) bezeichnet eine mit Buschwald bewachsene, sumpfige Stelle. | Vom Hasenweg abgehende, sich verzweigende Stichstraße. | Die Straße liegt am Hang des Eichelbergs unterhalb der Bundesautobahn 9. |                                                                                     |
| Lohengrinstraße seit 1934                                                                                      | 156                                   | Lohengrin ist eine romantische Oper in drei Akten von Richard Wagner. Mit ihr schuf er die neue Opernform des durchkomponierten Musikdramas. | Von der Tannhäuserstraße zur Elsastraße. | Die Straße liegt östlich des Grünen Hügels in einem Straßennamenfeld, das sich auf Werke Richard Wagners bezieht. |                                                                                     |
| Lotzbeckstraße 1910–1947                                                                                       |                                       | Karl Ritter von Lotzbeck wurde 1832 in Bayreuth geboren (siehe auch Zweitvergabe des Namens). | | Die Straße heißt seit 1947 Heinrich-Fickenscher-Straße. |                                                                                     |
| Lotzbeckstraße seit 1956                                                                                       |                                       | Karl Ritter von Lotzbeck (1832–1907) war Generalstabsarzt der bayerischen Armee. | | Der 1947 gelöschte Straßenname wurde an anderer Stelle neu vergeben. |                                                                                     |
| Ludwigsbrücke 1905–1968                                                                                        | 30                                    | Ludwig III. (1845–1921), war ab 1912 Prinzregent und von 1914 bis 1918 König von Bayern. Am 17. Juni 1905 weihte er die Brücke, die seinen Namen erhielt, ein. | Vom Luitpoldplatz zur Bahnhofstraße. | Die prächtige Brücke war bis 1968 eine der Sehenswürdigkeiten der Stadt. An ihrer Stelle befindet sich seit 1973 der Annecyplatz auf dem gedeckelten Roten Main. | Ludwigsbrücke                                                                       |
| Ludwigstraße seit 1830 1808–1830: Schloßstraße vor 1808: u. a. Renn-Bahn(-Weg), Moratzgasse                    | 353                                   | Die Namensgebung erfolgte anlässlich des ersten Besuchs des bayerischen Königs Ludwig II. (1845–1886), von 1864 bis zu seinem Tod König von Bayern, in der Stadt am Tag seiner Abreise. Der Freund und Förderer Richard Wagners finanzierte das Richard-Wagner-Festspielhaus. | Von der Friedrichstraße zum Sternplatz. | An der Straße liegen der Residenzplatz mit dem Neuen Schloss und dem Markgrafenbrunnen sowie der Präsidialbau der Regierung von Oberfranken. Der nördliche Abschnitt der Straße gehört seit Juli 1993 zur innerstädtischen Fußgängerzone, darf jedoch von Nutzern einer öffentlichen Tiefgarage befahren werden. | Ludwigstraße · „Storchenhaus“                                                       |
| Ludwig-Thoma-Straße seit 1947 1895–1947: Hartmannstraße                                                        |                                       | Der Schriftsteller Ludwig Thoma (1867–1921) wurde durch ebenso realistische wie satirische Schilderungen des bayerischen Alltags und der politischen Geschehnisse seiner Zeit populär. | | Die Straße ist die Hauptachse des Kasernenviertels. |                                                                                     |
| Lützowstraße seit 1960                                                                                         |                                       | Freiherr Ludwig Adolf Wilhelm von Lützow (1782–1834) war ein preußischer Generalmajor, bekannt vor allem durch das nach ihm benannte Freikorps, die „Schwarzen Jäger“. | | |                                                                                     |
| Luitpoldplatz seit 1889 1757–1889: Teil der Jägerstraße siehe auch: Kleine Allee (Lage)                        | 200 × 45                              | Luitpold von Bayern (1821–1912) war von 1886 bis zu seinem Tod Prinzregent von Bayern, zunächst drei Tage lang für seinen Neffen König Ludwig II., dann für dessen geisteskranken Bruder Otto I. | Vom La-Spezia-Platz zum Annecyplatz mit abgehender Alexanderstraße. | Der Platz ist Standort des Neuen Rathauses. Markgraf Friedrich ließ ihn auf der Herrenwiese als Allee anlegen, hier befanden sich das Reitzenstein-Palais und das Layritz-Haus. | Luitpoldplatz                                                                       |
| Luitpoldsruh seit 1976                                                                                         |                                       | 1035 schenkte Kaiser Konrad II. dem Bamberger Domkanoniker (und späteren Mainzer Erzbischof) Luitpold I. den heute zu Bayreuth gehörenden Weiler Seulbitz. | | Vermutlich diente der Ort nicht als Luitpolds Ruhesitz. |                                                                                     |
| Lutherstraße 1930–1933                                                                                         | 215                                   | Martin Luther (1483–1546) war der theologische Urheber und Lehrer der Reformation. | Von der Kulmbacher Straße zur Pestalozzistraße. | Die Straße wurde 1933 in Dr.-Martin-Luther-Straße umbenannt. | Ehemalige Lutherstraße: Dr.-Martin-Luther-Straße                                    |
| Magdalenenweg seit 1990                                                                                        | 70                                    | Die Straße ist nach der 1990 dort eingeweihten evangelischen Magdalenenkirche benannt. | Von der Frankenwaldstraße abgehende Stichstraße. | Die Straße liegt im Stadtteil Aichig. |                                                                                     |
| Mainstraße seit 1883                                                                                           | 165                                   | Der Name entspricht der Lage der Straße am Roten Main, der in Bayreuth meist nur als „Main“ bezeichnet wird. | Von der Bahnhofstraße zur Schulstraße. | Von 1963 bis 1972 existierte eine gleichnamige Straße im heutigen Ortsteil Laineck (jetzt Steinachstraße). |                                                                                     |
| Maisweg seit 1978                                                                                              | 195                                   | Der vor allem als Futterpflanze genutzte Mais ist eine Pflanzenart aus der Familie der Süßgräser (Poaceae), die ursprünglich aus Mexiko stammt. Er bedeckt 27 % der weltweiten Getreideanbaufläche. | Von der Wolfsbacher Straße zum Gersteweg und weiter als Stichstraße. | Die Straße liegt im Stadtteil Wolfsbach. |                                                                                     |
| Margaretenweg seit 1953                                                                                        | 210                                   | „Margarete“ ist eine Dialektform des Pflanzennamens Margerite, einer mehrjährigen krautigen Pflanze, die Wuchshöhen von 30 bis 60 Zentimetern erreicht. | Vom Lilienweg zur Langen Zeile. | Die Straße befindet sich in der Saas. | Margaretenweg                                                                       |
| Marienbader Weg 1969–1972                                                                                      |                                       | Marienbad (tschechisch Mariánské Lázně), nach der kohlensäurehaltigen Marienquelle so benannt, wurde 1818 als Badeort anerkannt (siehe auch Marienbadweg). | | |                                                                                     |
| Marienbadweg seit 1955                                                                                         |                                       | Mariánské Lázně (deutsch Marienbad) ist eine Stadt im westlichen Tschechien mit etwa 13.600 Einwohnern. Bereits im Mittelalter waren dort Heilquellen bekannt. | | |                                                                                     |
| Markgrafenallee seit 1889 1722–1889:Neue Gasse, Untere Gaß, Zuchthausallee                                     | 880                                   | Die Bayreuther Fürsten führten nach dem Erwerb (durch Erbschaft) der Mark Brandenburg 1415/1417 den Titel Markgraf. | Von der Tunnelstraße zur Bernecker Straße. | Die Straße entstand aus barockem Symmetriebedürfnis nach der Brandenburger Allee. An ihr liegen das Landratsamt Bayreuth, die Justizvollzugsanstalt Bayreuth und das „Prinzessinnenhaus“. In Höhe der Hausnummer 1 befindet sich ein Mahnmal zum Gedenken an die von den Nationalsozialisten ermordeten Bayreuther Sinti. | Markgrafenallee                                                                     |
| Markt (auch: Marktplatz) früher auch: Marktgasse, Marktstraße                                                  |                                       | Seit alters her Standort von Wochen- und Jahrmärkten. | Von der Kanzleistraße zum Mühltürlein. | Inoffizieller Name eines Teils der Maximilianstraße, einem Bayerischen Straßenmarkt. Ehemals Standort der zentralen Bushaltestelle, bis 2010 trugen Linienbusse das Zielschild Markt. |                                                                                     |
| Marschall-Hindenburg-Straße 1934–1947                                                                          |                                       | Paul von Hindenburg (1847–1934) war ein deutscher Militär und Politiker, der im Ersten Weltkrieg zum Generalfeldmarschall aufstieg. 1925 wurde er als zweiter Reichspräsident der Weimarer Republik gewählt. | | Der Name wurde 1947 in Hindenburgstraße geändert. |                                                                                     |
| Marsstraße seit 1976                                                                                           | 455                                   | Der Mars ist, von der Sonne aus gesehen, der vierte Planet in unserem Sonnensystem und der äußere Nachbar der Erde. Er zählt zu den erdähnlichen (terrestrischen) Planeten. | Von der Kemnather Straße zur Sternstraße. | Die Straße liegt im Stadtteil Aichig. |                                                                                     |
| Matrosengasse seit vor 1807                                                                                    | 215 + 40                              | Die Gasse war vormals Wohnsitz der Matrosen und des Kapitäns der Schiffe des Brannaburger Weihers. | Von der Bernecker Straße zur Straße Grüner Baum, mit abgehender gleichnamiger Stichstraße. | Zur näheren Erklärung siehe St. Georgen (Bayreuth). |                                                                                     |
| Matzenbergweg seit 1971                                                                                        | 185                                   | Der Weg führt in Richtung des Matzenbergs, dessen Name „Berg eines (gewissen) Matzilo“ bedeutet. | Von der Meyernberger Straße zum Herrnholzweg. | |                                                                                     |
| Maximilianplatz 1824–vor 1942                                                                                  |                                       | Die Benennung erfolgte anlässlich des 25-jährigen Regierungsjubiläums des bayerischen Königs Maximilian Joseph I. | | Der im Volksmund auch als Maulaffenplatz bezeichnete Platz wurde vor 1942 in Sternplatz umbenannt. |                                                                                     |
| Maximilianstraße (inoffiziell: Maxstraße) seit 1824 vor 1824: Hauptgasse, Hauptstraße, Marktgasse, Marktstraße | 615                                   | Anlass der Umbenennung war das 25-jährige Regierungsjubiläum des Königs Maximilian Joseph I. von Bayern. | Vom Sternplatz zur Kulmbacher Straße. | Die Maximilianstraße ist weitgehend ein Bayerischer Straßenmarkt und in wird diesem Bereich ortsüblich als Marktplatz bzw. Markt bezeichnet. | Östliche Maximilianstraße                                                           |
| Max-Planck-Straße seit 1969                                                                                    | 230                                   | Max Planck (1858–1947) war Theoretischer Physiker und gilt als Begründer der Quantenphysik. Er erhielt 1919 den Nobelpreis für Physik des Jahres 1918. | Von Am Eichelberg abgehende Stichstraße. | Die Straße liegt am Hang des Eichelbergs im Neubaugebiet des Ortsteils Colmdorf. | Max-Planck-Straße                                                                   |
| Max-Reger-Straße seit 1937                                                                                     | 160                                   | Max Reger (1873–1916) war Komponist, Organist, Pianist und Dirigent. In den 1920er Jahren war er der am häufigsten interpretierte zeitgenössische Komponist im deutschsprachigen Raum. | Von der Johann-Sebastian-Bach-Straße zur Gluckstraße. | |                                                                                     |
| Max-Rieß-Weg seit 1989                                                                                         |                                       | Max Rieß (1920–1987) war der letzte Bürgermeister von Laineck. | | |                                                                                     |
| Max-Stirner-Straße seit 1947 (Lage)                                                                            | 180                                   | Max Stirner (Pseudonym für Johann Caspar Schmidt, * 25. Oktober 1806 in Bayreuth; † 25. Juni 1856 in Berlin) war ein deutscher Philosoph und Journalist. Sein bekanntestes Werk ist Der Einzige und sein Eigentum. | Von derPottensteiner Straße zur Schopenhauerstraße. | Die Straße liegt im Ortsteil Glocke. | Max-Stirner-Straße                                                                  |
| Max-von-der-Grün-Straße seit 2008                                                                              | 200                                   | Max von der Grün (* 25. Mai 1926 in Bayreuth; † 7. April 2005 in Dortmund) war ein deutscher Schriftsteller. Zu seinen bekanntesten Werken gehören Irrlicht und Feuer und Vorstadtkrokodile. | Von der Nürnberger Straße abgehende Stichstraße. | Die Straße liegt im Ortsteil Kreuzstein. |                                                                                     |
| Mebartweg seit 1963                                                                                            | 162                                   | Michael Mebart (um 1573–1621) leitete nach dem Stadtbrand von 1605 den Wiederaufbau der Stadtkirche und errichtete 1610 das Gebäude der heutigen „Mohrenapotheke“. | Von der Andechsstraße zum Seckendorffweg mit einem Abzweig zum Sponheimweg. | Die Straße liegt im Stadtteil Roter Hügel, sie ist nicht durchgehend öffentlich befahrbar. |                                                                                     |
| Medicusstraße seit 2001                                                                                        | 203                                   | „Medicus“ ist eine alte Berufsbezeichnung für einen Arzt. | Von der Christian-Ritter-von-Langheinrich-Straße abgehende Stichstraße. | Die Benennung erfolgte auf Anregung einer dort ansässigen Firma, die u. a. medizinische Kompressionsstrümpfe herstellt. |                                                                                     |
| Meistersingerstraße seit 1932                                                                                  | 375                                   | Die Meistersinger von Nürnberg ist eine Oper in drei Akten von Richard Wagner. Die Uraufführung fand am 21. Juni 1868 in München statt. Die Spieldauer beträgt ca. 4 1/2 Stunden. | Von der Cottenbacher Straße zur Nibelungenstraße. | Die Einbahnstraße liegt im Stadtteil Gartenstadt, sie ist Teil des äußeren Stadtrings. | Meistersingerstraße                                                                 |
| Melanchthonstraße seit 1964                                                                                    | 396                                   | Philipp Melanchthon (1497–1560) war als Reformator neben Martin Luther eine treibende Kraft der deutschen und europäischen kirchenpolitischen Reformation. | Ringstraße von und zur Calvinstraße. | |                                                                                     |
| Menzelplatz seit 1957                                                                                          | 102                                   | Adolph Menzel (1815–1905), geadelt 1898, war Maler, Zeichner und Illustrator. Er besuchte bereits 1875 die Proben für die ersten Festspiele und 1876 deren Eröffnung. | Von der Justus-Liebig-Straße zur Holbeinstraße. | |                                                                                     |
| Meranierring seit 1963 1947–1963: teilweise Ulmenweg                                                           | 1080                                  | Die Grafen von Andechs-Dießen nannten sich ab 1180 Herzöge von Meranien, der adriatischen Küstenregion um Rijeka. Sie sind die Gründer der Stadt Bayreuth. | Von der Preuschwitzer Straße zur Dr.-Würzburger-Straße. | Die Straße ist eine der Hauptachsen des Stadtteils Roter Hügel. |                                                                                     |
| Merkurstraße seit 1976                                                                                         | 135                                   | Der Merkur ist der kleinste, der sonnennächste und schnellste Planet im Sonnensystem. Aufgrund seiner Größe und seiner chemischen Zusammensetzung zählt er zu den erdähnlichen (terrestrischen) Planeten. | Von der Kemnather Straße zum Mondweg. | Die Straße liegt im Ortsteil Aichig. |                                                                                     |
| Meyernberger Straße seit 1962                                                                                  | 1250                                  | Am Gutshof des Postmeisters und Landschaftsrats Johann Gottlob von Meyern (1719–1788) entstand das 1788 erwähnte Dörfchen Meyernberg. | Von der Bamberger Straße bis zur Jakob-Herz-Straße. | Die Straße beginnt an der Brücke über die Rheinstraße. Die Durchfahrt zur Jakob-Herz-Straße ist für Kraftfahrzeuge nicht passierbar. |                                                                                     |
| Meyernreuth 1972 eingemeindet                                                                                  |                                       | Der Name beinhaltet das mittelhochdeutsche Wort „riute“ (Rodung). „Meyer“ bezeichnet einen Amtsträger des adligen oder geistlichen Grundherrn zur Verwaltung des Grundbesitzes. | | Die Rodungssiedlung Meyernreut ist bereits 1398 belegt. |                                                                                     |
| Meysenbugweg seit 1998                                                                                         | 375                                   | Malwida von Meysenbug (1816–1903) war eine deutsche Schriftstellerin, die sich auch politisch und als Förderin von Schriftstellern und Künstlern betätigte. | Die Ringstraße mit Abzweig zur Hohlmühlallee ist mit dem Dr.-Fritz-Meyer-Weg und dem Dr.-Jula-Dittmar-Weg verbunden.                                                                                               | 1873/74 lebte Meysenbug in Bayreuth im Haus Dammallee 8. |                                                                                     |
| Miedelstraße seit 1965                                                                                         | 90                                    | Der Kammerrat und Landtagsabgeordnete Johann Martin Christoph Miedel (1765–1832) war ein Freund und Förderer des Dichters Jean Paul. | Von der Wieland-Wagner-Straße zur Äußeren Badstraße. | In Miedels nahegelegenem, parkartigem Garten, dem heutigen Miedelsgarten oder Miedelpark, hielt sich Jean Paul häufig auf, hier entstanden Teile seines Werks. |                                                                                     |
| Mittelstraße seit 1885                                                                                         | 155                                   | Der Name entstand aufgrund des Verlaufs der Straße durch die Mitte der ehemaligen Vorstadt Neuer Weg. | Von der Mainstraße zur Bahnhofstraße. | |                                                                                     |
| Mittelstraße 1969–1972                                                                                         | 155                                   | Der Name entsprach der Lage der Straße im ehemaligen Dorf und heutigen Ortsteil Laineck. | Von der Lainecker Straße abgehende Stichstraße. | Die Straße wurde 1972 in Odinweg umbenannt. |                                                                                     |
| Mörikeweg seit 1950                                                                                            | 85                                    | Eduard Mörike (1804–1875) war Lyriker, Erzähler und Übersetzer sowie evangelischer Pfarrer. | Vom Lessingweg zum Rückertweg. | |                                                                                     |
| Moltkestraße seit 1906                                                                                         | 100                                   | Helmuth Karl Bernhard von Moltke (1800–1891) war ein preußischer Generalfeldmarschall und hatte als Chef des Generalstabes wesentlichen Anteil an den preußisch/deutschen Siegen im Deutsch-Dänischen, Preußisch-Österreichischen und Deutsch-Französischen Krieg. | Von der Löhestraße zur Behringstraße. | |                                                                                     |
| Mondweg seit 1976                                                                                              | 50                                    | Der Mond ist der einzige natürliche Satellit der Erde. Mit einem Durchmesser von 3476 km ist er der fünftgrößte Mond des Sonnensystems. | Von der Merkurstraße abgehende Stichstraße. | Seit den Entdeckungen von Trabanten anderer Planeten des Sonnensystems, ebenfalls oft als „Monde“ bezeichnet, wird der Mond zur Vermeidung von Verwechslungen auch „Erdmond“ genannt. |                                                                                     |
| Monplaisirstraße seit 1963                                                                                     | 160 + 83                              | Benannt nach dem barocken Lusthaus Mon Plaisir in der Eremitage, das Markgraf Georg Friedrich Karl seiner Schwiegertochter, der späteren Markgräfin Wilhelmine schenkte. | Von der Eremitagestraße abgehende Y-förmige Stichstraße. | Die Straße liegt am Rand der Eremitage im Stadtteil Sankt Johannis. |                                                                                     |
| Morethsgut 1939 eingemeindet                                                                                   | 430 + 85                              | Im Jahr 1899 ist ein gewisser Moreth als Eigentümer des gleichnamigen Bauernhofs belegt. | Von der Gontardstraße abgehende, sich verzweigende Stichstraße. | |                                                                                     |
| Moritzhöfen | 450                                   | Der Ortsteil und die gleichnamige Straße sind nach den ehemaligen Höfen der Familien „Marold“ und „Moratz“ benannt. | Von der Friedrichstraße zur Pottensteiner Straße. | In der Straße befindet sich das Geburtshaus mit Gedenkstätte Wilhelm Leuschners. Sie ist die Hauptachse des gleichnamigen Stadtteils. | Moritzhöfen (mit Wilhelm-Leuschner-Haus)                                            |
| Moselstraße seit 1973                                                                                          | 290                                   | Die in den Vogesen in Frankreich als Moselle entspringende Mosel ist mit 544 km Länge der größte deutsche Nebenfluss des Rheins. | Von der Rheinstraße abgehende Stichstraße. | Die Straße liegt im Stadtteil Roter Hügel. |                                                                                     |
| Mosinger Straße seit 1926 bis 1926: Obsanger Fuhrweg                                                           | 230                                   | Ehemalige Straße zum eingemeindeten Dorf Mosing. | Von Kreuz zur Hoffmann-von-Fallersleben-Straße. | Mosing ist die mundartliche Bezeichnung für den Ortsteil Oberobsang. | Mosinger Straße                                                                     |
| Mostholzstraße seit 1968                                                                                       | 439                                   | Das nahegelegene Waldstück Mostholz findet sich als Most Holz auf einer Karte von 1799. Der Name dürfte auf das mittelhochdeutsche Wort „mos“ (Sumpf oder Moor) zurückzuführen sein. | Von der Sternstraße zur Merkurstraße. | Die Straße liegt im Stadtteil Aichig. |                                                                                     |
| Mozartstraße seit 1928 1908–1928: Am Stuckberg                                                                 | 393                                   | Wolfgang Amadeus Mozart (1756–1791) war ein Komponist zur Zeit der Wiener Klassik. Sein umfangreiches Werk genießt weltweite Popularität und gehört zu den bedeutendsten im Repertoire der klassischen Musik. | Von der Stuckbergstraße zur Albrecht-Dürer-Straße. | Die Straße in der Ortslage Stuckberg verbindet die Stadtteile Sankt Georgen und Hammerstatt. |                                                                                     |
| Münzgasse seit dem 18. Jahrhundert                                                                             | 180                                   | Bayreuth erhielt 1361 von Kaiser Karl IV. das Münzrecht. In der Straße befand sich bis 1804 die Münzstätte, die danach als Schule genutzt wurde. | Von der Badstraße zur Opernstraße. | In der Münzgasse liegen die Synagoge und das IWALEWA-Haus (im Gebäude der ehemaligen Münzstätte). Bis ca. 1800 auch Name der Opernstraße. |                                                                                     |
| Munckerstraße seit 1905                                                                                        | 404                                   | Theodor von Muncker (1823–1900) war von 1863 bis 1900 Erster Bürgermeister der Stadt. Er setzte sich für Richard Wagners Festspiel-Idee ein und wählte selbst das Grundstück für das Festspielhaus aus. | Vom Berliner Platz zur Feustelstraße. | In der Straße liegt das Kinderhaus Bayreuth | Munckerstraße                                                                       |
| Naabstraße seit 1966 (Lage)                                                                                    | 450                                   | Die Naab ist ein linker bzw. nördlicher Nebenfluss der Donau in der Oberpfalz in Ostbayern. Sie entsteht südlich von Weiden bei Luhe-Wildenau durch die Vereinigung von Haidenaab und Waldnaab. | Von der Preuschwitzer Straße zur Regnitzstraße. | Die Straße liegt im Stadtteil Roter Hügel. |                                                                                     |
| Narzissenweg seit 2008 (Lage)                                                                                  | 190                                   | Die Narzissen bilden eine Pflanzengattung in der Familie der Amaryllisgewächse (Amaryllidaceae). Die Art Narcissus pseudonarcissus wird oft auch Osterglocke genannt. | Von An der Bärenleite abgehende T-förmige Stichstraße. | Die Straße liegt am Fuß des Saaser Bergs. | Narzissenweg                                                                        |
| Neckarstraße seit 1973 (Lage)                                                                                  | 968                                   | Der Neckar ist ein 367 km langer rechter Nebenfluss des Rheins, der mit seinem annähernd 14.000 km² großen Einzugsgebiet den zentralen Teil Baden-Württembergs entwässert. | Von Am Mühlgraben zur Meyernberger Straße. | Die Straße folgt am Fuß des Roten Hügels dem Tal des Mistelbachs. |                                                                                     |
| Neißeweg seit 1973 (Lage)                                                                                      | 71                                    | Die Lausitzer Neiße, häufig nur mit „Neiße“ bezeichnet, ist ein 254 km langer linker Nebenfluss der Oder. Sie bildet, als Ergebnis des Zweiten Weltkriegs, einen Teil der deutsch-polnischen Grenze. | Von der Weserstraße abgehende Stichstraße. | Die Straße liegt im Stadtteil Roter Hügel. |                                                                                     |
| Nelkenweg seit 1953                                                                                            | 214                                   | Die Nelken bilden eine Pflanzengattung in der Familie der Nelkengewächse. Es sind meist ausdauernde, selten ein- oder zweijährige krautige Pflanzen. | Von der Langen Zeile zum Tulpenweg. | Die Straße liegt im Stadtteil Saas. | Nelkenweg                                                                           |
| Neptunstraße seit 1976                                                                                         | 115                                   | Neptun ist von der Sonne aus gezählt mit einer Entfernung von durchschnittlich 4,5 Milliarden Kilometern der achte und äußerste und nach Uranus der viertgrößte Planet des Sonnensystems. | Von der Sonnenstraße zur Uranusstraße. | Die Straße liegt im Stadtteil Aichig. |                                                                                     |
| Neue Gasse 1722–1889 ca. 1735–1889 auch: Zuchthausallee                                                        |                                       | Der Begriff neu stand in Bezug zur älteren Brandenburger Allee. | | Die Straße wurde 1889 in Markgrafenallee umbenannt. |                                                                                     |
| Neue Häuser 1888–1909                                                                                          |                                       | | | Der Name ist im Gebiet des heutigen Freiheitsplatzes belegt. |                                                                                     |
| Neuer Weg ca. 1444–1752                                                                                        |                                       | Der Begriff neu stand vermutlich in Bezug zur älteren Hohen Straße. | | Die Straße wurde 1752 in Jägerstraße und 1889 in Bahnhofstraße umbenannt. |                                                                                     |
| Neunkirchner Straße seit 1976                                                                                  | 1000                                  | Neunkirchen am Main ist ein Dorf östlich der Stadt am Zusammenfluss von Rotem Main und Ölschnitz. Es wurde erstmals 1323 als „Newenkirchen“ erwähnt. | Von der Seulbitzer Straße zur Stadtgrenze. | Die Straße befindet sich im 1976 eingemeindeten Ort Seulbitz. |                                                                                     |
| Neunundneunzig Gärten seit 1735                                                                                | 600                                   | Die Straße ist nach einer dort anliegenden Privatgartenanlage aus dem 18. Jahrhundert benannt. | Beginnt und endet an der Straße Kreuz. | Die Zahl 99 wurde willkürlich gewählt. Die heutige Kleingartenanlage stammt aus dem Jahr 1917. | 99 Gärten                                                                           |
| Nibelungenhof seit 1981                                                                                        | 70                                    | Nibelungen bezeichnet in der germanischen Heldensage ein Zwergenvolk, die Mannen um Siegfried und die Mannen um König Gunther (siehe auch Nibelungenstraße). | Von der Nibelungenstraße abgehende Stichstraße | |                                                                                     |
| Nibelungenstraße seit 1897                                                                                     | 530                                   | Der Ring des Nibelungen ist ein aus vier Teilen bestehender Opernzyklus von Richard Wagner. | Vom Wilhelmsplatz zu Bürgerreuther Straße. | | Nibelungenstraße                                                                    |
| Nobelstraße seit 1947                                                                                          | 600                                   | Alfred Nobel (1833–1896) war ein schwedischer Chemiker und Erfinder. Es wurden ihm insgesamt 355 Patente zugesprochen. Nobel ist der Erfinder des Dynamits sowie Stifter und Namensgeber des Nobelpreises. | Von der Cosima-Wagner-Straße zur Prieserstraße. | An der Straße liegt der Schützenplatz. |                                                                                     |
| Nördlicher Ringweg seit 1947                                                                                   | 550                                   | Die Straße bildet mit ihrer Verlängerung Südlicher Ringweg einen hufeisenförmigen Straßenzug in der Siedlung Saas. | Von der Langen Zeile zum Südlichen Ringweg. | | Nördlicher Ringweg                                                                  |
| Nordring seit 1984                                                                                             | 980                                   | Der Nordring ist ein Teil des Nordabschnitts des „äußeren Stadtrings“, einer Stadtumgehungsstraße aus dem späten 20. Jahrhundert. | Von der Kulmbacher Straße zur Feustelstraße. | | Nordring                                                                            |
| Nürnberger Straße seit 1897                                                                                    | 2170                                  | Die Straße ist der Anfang der Landstraße in Richtung Nürnberg. | Von der Richard-Wagner-Straße zum Teichweg. | Zwischen der Richard-Wagner-Straße und der Dr.-Konrad-Pöhner-Straße ist sie mit den Bundesstraßen 2 und 85 identisch. Sie ist Ausfallstraße zur Bundesautobahn 9 (Anschlussstelle Bayreuth Süd). |                                                                                     |
| Oberer Bergweg seit 1977                                                                                       | 85                                    | Der Name nimmt Bezug auf die Lage am Höhenzug Bärenleite. | Vom Panzerteichweg abgehende Stichstraße. | Die Straße liegt im Ortsteil Destuben. |                                                                                     |
| Obere Röth seit 1950                                                                                           |                                       | Der Flurname resultiert aus der gelb- bis braunroten Farbe der dort zutage tretenden Keuperschichten, „Obere“ bezeichnet das Verhältnis zur tiefergelegenen Unteren Röth. | | |                                                                                     |
| Oberkonnersreuther Straße seit 1971                                                                            | 495                                   | Die Straße ist Hauptachse des Stadtteils Oberkonnersreuth. Der 1231 belegte Dorfname villa sancte Chunegundis (Dorf der hl. Kunigunde) erscheint 1398 umgedeutet als Oberconratsreut. | Von der Nürnberger Straße bis zum Johannes-Lupi-Ring und weiter als Stichstraße mit Fortsetzung als Radweg. | In der Straße befindet sich die Verkehrspolizeiinspektion Bayreuth. | Oberkonnersreuther Straße                                                           |
| Oberobsang 1398 erstmals belegt                                                                                |                                       | Mittelhochdeutsch „âsanc“ (Ansengen) ist ein seltener Rodungsname. In der Gemeinde Neudrossenfeld liegt das „Gegenstück“ Unterobsang. | | Der ehemalige Weiler Oberobsang trägt mundartlich den Namen Mosing. |                                                                                     |
| Oberthiergärtner Straße seit 1977                                                                              |                                       | Der Thiergarten, eine Anlage zur „Pflege des Wildes“, wurde 1606 am Fuß des Culmbergs (heute: Sophienberg) vom Markgrafen Christian angelegt. | | Im Bereich des Oberen Thiergartens liegt das unvollendet gebliebene „Jagdschloß Thiergarten“. |                                                                                     |
| Ochsengasse bis 1889                                                                                           |                                       | Die Gasse war nach der dort ansässigen Familie Ochs benannt und ist 1522 als die Gasse hinter dem Ochsen belegt. | | 1889 Umbenennung in Kirchgasse, 1851 auch als Name der Kämmereigasse belegt. | Ehemalige Ochsengasse: Kirchgasse                                                   |
| Ochsenhut seit 1963                                                                                            |                                       | Die Straße ist nach einer Weidefläche des Eremitageguts für Vieh benannt: mittelhochdeutsch „huote“ bedeutet Viehhut. | | |                                                                                     |
| Odenwaldstraße seit 1975                                                                                       |                                       | Der Odenwald ist ein Mittelgebirge in Hessen, Bayern und Baden-Württemberg. Höchste Erhebung ist der Katzenbuckel (626 m) im Neckar-Odenwald-Kreis. | Stichstraße von der Schwarzwaldstraße. | Die Straße liegt im Stadtteil Aichig. |                                                                                     |
| Odinweg seit 1972                                                                                              |                                       | Odin ist der Hauptgott in der nordischen Mythologie der eddischen Dichtung. Dort fungiert er als Göttervater, Kriegs- und Totengott mit dämonisch-schamanistischen Zügen. | | |                                                                                     |
| Opelsgut 1939 eingemeindet                                                                                     |                                       | Das nicht mehr landwirtschaftlich genutzte Gut trägt seinen Namen nach einem früheren Besitzer „Opel“. | | |                                                                                     |
| Opernplatz |                                       | Der Platz stellt eine Aufweitung der Opernstraße zwischen dem Wittelsbacherbrunnen und dem Markgräflichen Opernhaus dar. | | |                                                                                     |
| Opernstraße seit 1808 1553–1808: Schlossgasse, auch Münzgasse                                                  | 220                                   | An der Straße befindet sich das Markgräfliche Opernhaus, das seit 2012 zum UNESCO-Weltkulturerbe zählt. | Vom Sternplatz zum La-Spezia-Platz. | An der Straße liegen der Wittelsbacherbrunnen und der offene Mühlkanalabschitt „Canale Grande“. | Opernstraße                                                                         |
| Orionstraße seit 1976 ca. 1971–1976: Industriestraße                                                           | 520 + 90 + 40                         | Der Orion ist ein Sternbild auf dem Himmelsäquator. Er ist in Mitteleuropa etwa von August (Morgenhimmel) bis April (Abendhimmel) zu sehen, | Von und zur Kemnather Straße mit zwei abgehenden Stichstraßen. | Die Straße liegt im Gewerbegebiet Grunau des Stadtteils Aichig. |                                                                                     |
| Orlamündeweg seit 1963                                                                                         | 205                                   | Den thüringischen Grafen von Orlamünde gehörte von 1248 bis 1340 das Gebiet um Kulmbach. Sie waren die Gründer des Klosters Himmelkron. | Vom Meranierring abgehende Stichstraße. | Die Straße liegt im Stadtteil Roter Hügel am Hang der gleichnamigen Erhebung. |                                                                                     |
| Orleansstraße 1896–1947                                                                                        | 325                                   | Die Schlacht von Orléans am 3. und 4. Dezember 1870 war eine Schlacht des Deutsch-Französischen Kriegs, die mit einem deutschen Sieg endete. | Von der Pottensteiner Straße zur Wörthstraße. | Die Straße ging 1947 in der Justus-Liebig-Straße auf. | Ehemalige Orleansstraße: Justus-Liebig-Straße                                       |
| Ortrudweg seit 1962                                                                                            | 165                                   | Ortrud ist Elsas Gegenspielerin in Richard Wagners Oper Lohengrin von 1848. | Von der Gravenreutherstraße zum Telramundweg. | Die Straße liegt im Stadtteil Grüner Baum am Fuß der Hohen Warte. |                                                                                     |
| Oschenberg seit vor 1972                                                                                       |                                       | Der Name bedeutet Eschenberg, mit Eschen bewachsener Berg. | Drei von der Staatsstraße 2181 nach Weidenberg nördlich abgehende, voneinander unabhängige, sich verzweigende Stichstraßen.                                                                                        | Die Straßen liegen am Südhang des Oschenbergs. |                                                                                     |
| Oschenbergstraße 1966–1972                                                                                     |                                       | Die Straße lag im am Fuß des Oschenbergs gelegenen Dorf Laineck. | | Die Straße wurde 1972 in Fichtelgebirgsstraße umbenannt. |                                                                                     |
| Oskar-Jünger-Straße seit 1962                                                                                  | 160                                   | Oskar Jünger (1862–1945) war ein bayerischer Militärkapellmeister. | Von der Hegelstraße zum Eichendorffring. | Die Straße liegt im Stadtteil Birken. | Oskar-Jünger-Straße                                                                 |
| Oswald-Merz-Straße seit 1947 1897–1947: Sedanstraße                                                            | 265                                   | Oswald Merz, (1889–1946) war ein bayerischer Politiker (SPD) der Weimarer Republik. Von 1933 bis 1945 war er inhaftiert u. a. in den KZ Dachau und Flossenbürg. | Von der Erlanger Straße zur Rathenaustraße. | In der Straße befindet sich die Luitpoldschule. | Oswald-Merz-Straße                                                                  |
| Otto-Hahn-Straße seit 1975                                                                                     | 335                                   | Otto Hahn (1879–1968) war Chemiker, Pionier der Radiochemie, Entdecker der Kernisomerie (Uran Z) und der Kernspaltung des Urans. 1944 wurde ihm der Nobelpreis zuerkannt. | Von der Justus-Liebig-Straße zur Spitzwegstraße. | Die Straße liegt im Gewerbegebiet Glocke. | Otto-Hahn-Straße                                                                    |
| Ottostraße seit 1962 (Lage)                                                                                    | 770                                   | Nicolaus Otto (1832–1891) war ein Erfinder, nach dem heute der Ottomotor benannt wird. Als Autodidakt absolvierte er nie ein Hochschulstudium, erhielt aber später die Ehrendoktorwürde. | Von der Weiherstraße bis hinter die Einmündung der Dieselstraße. | Die Straße liegt im Industriegebiet St. Georgen. |                                                                                     |
| Panoramaweg |                                       | Der Weg am Hang des Eichelbergs gewährt einen panoramaähnlichen Blick auf die Stadt. | | |                                                                                     |
| Panzerteichweg seit 1977                                                                                       | 1045                                  | Der Name bezieht sich auf eine Senke, die nach einem Besitzer namens Panzer benannt war. | Von der Thiergärtner Straße zur Destubener Straße. | |                                                                                     |
| Paracelsusring seit 1965                                                                                       |                                       | Philippus Theophrastus Aureolus Bombast von Hohenheim (1493–1541), genannt Paracelsus, war Arzt, Alchemist, Astrologe, Mystiker, Laientheologe und Philosoph. | | |                                                                                     |
| Parkstraße seit 1901                                                                                           |                                       | Der Name verweist auf den nahen größten innerstädtischen Park, den Hofgarten. | Die Straße endet in beiden Richtungen stumpf, die Zufahrt erfolgt über die Raabestraße. | |                                                                                     |
| Parsifalstraße seit 1907                                                                                       | 299 + 428 + 106                       | Parsifal ist das letzte musikdramatische Werk Richard Wagners, der das dreiaktige Stück als ein „Bühnenweihfestspiel“ bezeichnete und verfügte, dass es nur im Bayreuther Festspielhaus aufgeführt werden sollte. | Von der Gontardstraße bis zur Knappertsbuschstraße und weiter als Y-förmige Stichstraße. | Die Straße liegt in der Gartenstadt an Fuß des Grünen Hügels. Das Anwesen Nr. 2 beherbergte einst die „Wächtlervilla“, im Haus 25a war früher das Bergamt untergebracht. |                                                                                     |
| Pauschenberglein seit dem 19. Jahrhundert                                                                      | 46                                    | Benannt nach dem Kaufmann Pausch, der dort um 1843 einen Garten besaß. | Von der Dammallee zum Hohenzollernring. | Unter der Straße verläuft der kanalisierte Sendelbach. |                                                                                     |
| Pestalozzistraße seit 1930                                                                                     | 201                                   | Johann Heinrich Pestalozzi (1746–1827) war ein Schweizer Pädagoge, der sich als Philanthrop, Schul- und Sozialreformer, Philosoph und Politiker einen Namen machte. | Von der Fröbelstraße zur Dr.-Würzburger-Straße. | Die Straße befindet sich in der Ortslage Untere Herzoghöhe des Stadtteils Kreuz. | Pestalozzistraße                                                                    |
| Peter-Färber-Weg seit 2023                                                                                     | 175                                   | Peter Färber (1922–2009) gilt als einer der Wegbereiter der Städtepartnerschaft zwischen Bayreuth und Annecy. | Von der Schulstraße zur Bahnhofstraße. | Der Weg längs des Roten Mains ist Fußgängern und Radfahrern vorbehalten. |                                                                                     |
| Peter-Henlein-Straße seit 1976                                                                                 | 270                                   | Peter Henlein (1479/1480–1542) war ein deutscher Schlossermeister und Erfinder der am Körper tragbaren Uhr in Deutschland. | Die Straße ist eine von der Kulmbacher Straße abgehende T-förmige Stichstraßenanlage. | | Peter-Henlein-Straße                                                                |
| Peter-Rosegger-Straße seit 1954 um 1938: Köllestraße früher auch: Gambrinusgässlein, Gambrinusgäßchen          | 353                                   | Peter Rosegger (1843–1918) war ein österreichischer Schriftsteller. | Von der Rathenaustraße zur Straße Moritzhöfen. | Die Straße liegt im Ortsteil Moritzhöfen. |                                                                                     |
| Pettenkoferstraße seit 1967                                                                                    | 160                                   | Max Josef Pettenkofer (seit 1883: von Pettenkofer; 1818–1901) war ein bayerischer Chemiker und Hygieniker. | Von der Sauerbruchstraße abgehende Stichstraße. | Die Straße liegt in einem Neubaugebiet des Stadtteils Meyernberg. |                                                                                     |
| Peuntgasse seit 1889 vor 1889: Hinter der Herberge                                                             | 117                                   | Der Bezeichnung „Peunt“ liegt das mittelhochdeutsche Wort „biunt“ zugrunde (siehe Peuntlein). | Von der Schulstraße zur Carl-Schüller-Straße. | Die Straße befindet sich im Stadtteil Neuer Weg. |                                                                                     |
| Peuntlein seit 1977                                                                                            | 300                                   | Das mittelhochdeutsche Wort „biunt“ (siehe Peuntgasse) bezeichnet ein eingehegtes Grundstück, später meist einen Obstgarten beim Haus. | Von und zur Preuschwitzer Straße. | Die Straße liegt in Oberpreuschwitz, für Kraftfahrzeuge ist sie nicht durchgehend befahrbar. |                                                                                     |
| Pfälzerstraße seit 1962                                                                                        | 165                                   | Pfälzer sind die Bewohner der Pfalz der Region in Südwestdeutschland, die von 1816 bis 1945 zu Bayern gehörte. 1956 scheiterte ein Volksbegehren für eine Rückgliederung aus dem Bundesland Rheinland-Pfalz. | Von der Königsallee zur Frankenstraße. | Die Straße liegt im Stadtteil Neue Heimat. |                                                                                     |
| Pfaffenfleck 1939 eingemeindet                                                                                 |                                       | Der 1598 nachgewiesene Hof- und Flurname (mittelhochdeutsch „pfaffe“ = Weltgeistlicher, „vlëc“ = kleines Stück Land) deutet auf ehemaligen Kirchenbesitz hin. | Zufahrten von der Nürnberger Straße und dem Hasenweg zum gleichnamigen Weiler. | Die Straße ist nicht identisch mit Am Pfaffenfleck. |                                                                                     |
| Plantage 1972 eingemeindet                                                                                     | 325                                   | Die einstige Maulbeerbaumplantage mit dem 1797 erwähnten „Plantagenhaus“ wurde von den Markgrafen für die Seidenraupenzucht angelegt. | Von der Fürsetzer Straße abgehende Stichstraße. | Die Straße führt zum gleichnamigen Anwesen. |                                                                                     |
| Platz der Kinderrechte seit 2025                                                                               |                                       | Der UN-Kinderrechtskonvention aus dem Jahr 1989 stimmte der Deutsche Bundestag mit Gesetz vom 17. Februar 1992 zu. Die offizielle Namengebung des Platzes erfolgte im Mai 2025. | Innerhalb der Maximilianstraße nahe der Einmündung der Kanzleistraße. | Der Platz befindet sich vor dem Ehrenhof des Alten Schlosses. |                                                                                     |
| Plutostraße seit 1976                                                                                          | 120                                   | Pluto ist ein Zwergplanet und das prominenteste Objekt des Kuipergürtels. Er ist kleiner als der Erdmond und bewegt sich auf einer elliptischen Bahn um die Sonne. | Von der Sonnenstraße zur Uranusstraße. | Die Straße liegt im Stadtteil Aichig. |                                                                                     |
| Pognerweg seit 1976                                                                                            | 195                                   | Veit Pogener ist die Figur des Goldschmieds in Richard Wagners Oper „Die Meistersinger von Nürnberg“. | Von der Hundingstraße zur Stolzingstraße- | Die Straße liegt im Ortsteil Hussengut. |                                                                                     |
| Polarstraße seit 1976 1975–1976: Schulstraße                                                                   | 585 + 70                              | Namensgeber ist der Polarstern, der hellste Stern im Sternbild „Kleiner Bär“. Er ist ein wichtiges Mittel zur Feststellung der geografischen Nordrichtung. | Von der Kemnather Straße abgehende Stichstraße mit einer weiteren gleichnamigen Stichstraße. | Die Straße gehört zu einem nach Himmelskörpern benannten Straßennamenfeld im Ortsteil Aichig. |                                                                                     |
| Pommernstraße seit 1952                                                                                        | 170                                   | Pommern ist eine Region im Nordosten Deutschlands und im Nordwesten Polens, die von der Ostseeküste und deren vorgelagerten Inseln bis zu fast 200 km weit ins Binnenland reicht. | Von der Hegelstraße zum Eichendorffring. | Die Straße liegt im Stadtteil Birken | Pommernstraße                                                                       |
| Pottaschhütte seit 1961                                                                                        | 180                                   | Namenspate ist die „Pottaschhütte“ (die Betonung liegt auf dem „a“), wo ab 1743 Kaliumkarbonat (Pottasche) gebrannt wurde, das der Herstellung von Seife und Glas diente. | Von der Anzengruberstraße über die Fontanestraße hinaus mit einer für Kraftfahrzeuge gesperrten Fortsetzung zum Erikaweg.                                                                                          | An der Stelle der Pottaschhütte befand sich seit 1833 eine Gaststätte (ab 1933 als Schule, Kindergarten und Kirche genutzt), das Gebäude wurde 1977 abgerissen. |                                                                                     |
| Pottensteiner Straße seit 1897 vor 1897 und 1937–1947: Straße des 6. Chevauxlegers-Regiments                   | 1190                                  | Pottenstein ist eine Stadt im Landkreis Bayreuth mit ca. 5300 Einwohnern. Der staatlich anerkannte Luftkurort liegt in der Fränkischen Schweiz. | Von Moritzhöfen zur Ludwig-Thoma-Straße. | An der Straße liegt der Röhrensee mit dem städtischen Tierpark und einer „generationenübergreifenden Spielanlage“. | Pottensteiner Straße mit ehem. Chevaux-Legers-Kaserne und Eingang zum Röhrenseepark |
| Prager Platz seit 2018                                                                                         |                                       | Prag ist die Hauptstadt der Tschechischen Republik. | Vor der „Rotmainhalle“ seitlich der Einmündung der Hindenburgstraße in die Straße Am Mainflecklein. | Mit dem Stadtbezirk Prag VI besteht eine Städtepartnerschaft. |                                                                                     |
| Predigergasse 1540 als Predigersgassen belegt such: Priestergasse, Pfaffengasse                                | 110                                   | Nach der Reformation wurden evangelische Geistliche, deren Hauptaufgabe das Predigen war, im Gegensatz zum katholischen Pfarrer als Prediger bezeichnet. | | Früherer Name der hinteren Sophienstraße. Der erste Stadtprediger, der auf Deutsch predigte, wurde 1499 bestellt. | Ehemalige Predigergasse: Hintere Sophienstraße                                      |
| Prellweg seit 1972 1963–1972: Seestraße                                                                        | 80                                    | Der Oberforstmeister Adolf Prell († 1927), von 1907 bis 1926 Vorsitzender des „Verschönerungsvereins“, hatte maßgeblichen Anteil an der Aufforstung des Oschenbergs. | Von der Denkmalstraße abgehende Stichstraße. | Die Straße liegt in Laineck-Oberend. |                                                                                     |
| Preuschwitzer Straße seit 1928, Verlängerung seit 1977 im Mittelalter: Teil der Hohen Straße                   | 3390                                  | Straße nach dem ehemaligen Dorf und heutigen Ortsteil Oberpreuschwitz. | Von der Straße Kreuz zur Dörnhofer Straße. | An der Straße liegt das Klinikum Bayreuth. | Preuschwitzer Straße                                                                |
| Prieserstraße seit 1962                                                                                        | 280                                   | Karl Prieser (1872–1946) war von 1921 bis 1936 evangelischer Kreisdekan des Kirchenbezirks Bayreuth und Oberkirchenrat. Der von den Nazis pervertierten Maifeier des Jahres 1933 gab er den kirchlichen Segen. | Von der Nürnberger Straße zur Universitätsstraße. | Die Straße befindet sich im Stadtteil Kreuzstein. |                                                                                     |
| Priestergasse 1518–1889 im 16. Jh. auch: Pfaffengasse, Predigergasse                                           | 110                                   | Die ab 1449 errichteten Pfründhäuser für Priester waren die Namensstifter. Sie wurden 1972 abgerissen. | | Ehemaliger Name der Sophienstraße von der Judengasse (Von-Römer-Straße) bis zur Kanzleistraße. |                                                                                     |
| Prof.-Rüdiger-Bormann-Straße seit 2018                                                                         |                                       | Der Physiker Rüdiger Bormann (1952–2013) war von 2009 bis zu seinem Tod Präsident der Universität Bayreuth. | Von der Universitätsstraße abgehende Stichstraße. | Die Straße erschließt das Gebäude der Technologie-Allianz Oberfranken (Tao) auf dem Campus der Universität. |                                                                                     |
| Quellengrund seit 1974                                                                                         | 175                                   | Dort gab es für die Seulbitzer Wasserversorgung wichtige Quellen. | Von der Lenzstraße zur Bergfriedstraße. | Die Straße liegt im 1976 eingemeindeten Dorf Seulbitz. |                                                                                     |
| Quellhöfe seit 1889 (Lage)                                                                                     | 230                                   | Von den beiden „Quellhöfen“ führte bereits 1611 eine Wasserleitung zur Innenstadt, die dort mehrere Brunnen speiste. | Von der Pottensteiner Straße zur Rotkreuzstraße. | Die Straße ist für den Kraftfahrzeugverkehr gesperrt. Sie kreuzt am Aubach den Tierpark Röhrensee. | Quellhöfe                                                                           |
| Raabestraße seit 1947 1928–1947: Blücherstraße                                                                 |                                       | Wilhelm Raabe (Pseudonym: Jakob Corvinus; 1831–1910) war Schriftsteller und einer der wichtigsten Vertreter des poetischen Realismus, insbesondere bekannt für seine gesellschaftskritischen Werke. | Von der Jean-Paul-Straße zur Parkstraße. | Das Ensemble aus zwei Straßen bildet annähernd ein Kreuz. |                                                                                     |
| Rabenstein seit 1928                                                                                           | 250                                   | Rabenstein war die volkstümliche Bezeichnung für ein aufgemauertes Schafott, eine bühnenartig erhöhte Richtstätte für öffentliche Enthauptungen. | Die Straße mündet beidseitig in die Preuschwitzer Straße. | Bis zum Abbruch des Schafotts im Jahr 1848 wurden an der Ecke Kreuz / Neunundneunzig Gärten Delinquenten mit dem Schwert getötet. | Rabenstein                                                                          |
| Raithelstraße seit 1950                                                                                        | 145                                   | Hans Raithel (* 1864 in Benk; † 1939 in Bayreuth) war Studienprofessor und Heimatdichter. | Von der Brandenburger Straße zu Rosestraße. | |                                                                                     |
| Rankestraße seit 1937                                                                                          | 200                                   | Franz Leopold Ranke, ab 1865 „von Ranke“ (1795–1886), war Historiker, Historiograph des preußischen Staates, Hochschullehrer und königlich preußischer Wirklicher Geheimer Rat. | Von der Fröbelstraße zur Dr.-Würzburger-Straße. | Die Straße bildet die Verlängerung der Lippacherstraße, sie befindet sich in der zum Stadtteil Kreuz gehörenden Ortslage Herzoghöhe. | Rankestraße                                                                         |
| Rathenaustraße seit 1947 1889–1937: Kasernenstraße 1937–1947: Straße des 7. Infanterieregiments                | 660                                   | Walther Rathenau (1867–1922) war ein deutscher Industrieller, Schriftsteller und liberaler Politiker (DDP). Er wurde als Reichsaußenminister Opfer eines politisch motivierten Attentats der nationalistischen Terrororganisation Consul. | Vom Wittelsbacherring zur Bismarckstraße. | Die Straße begrenzt das Kasernenviertel nach Norden hin. | Rathenaustraße                                                                      |
| Rathstraße seit 1884                                                                                           | 180                                   | Die Straße ist nach Anna Margarete Rath († 1870) benannt, die namhafte Wohltätigkeitsstiftungen errichtet hatte. | Von der Richard-Wagner-Straße zur Badstraße. | | Rathstraße                                                                          |
| Rebhuhnweg seit 2000                                                                                           | 225                                   | Rebhühner sind eine ungefähr taubengroße Vogelgattung aus der Familie der Fasanenartigen, die zur Ordnung der Hühnervögel gehört. Mit drei Arten sind Rebhühner über weite Gebiete Eurasiens verteilt. | Halbringförmige Straße, die beiderseits in den Fasanenring mündet. | Die Straße liegt in einem Neubauviertel des 1976 eingemeindeten Dorfs Oberpreuschwitz. |                                                                                     |
| Regnitzstraße seit 1978                                                                                        | 75                                    | Die Regnitz ist ein knapp 59 Kilometer langer Nebenfluss des Mains. Sie entsteht in Fürth aus dem Zusammenfluss von Pegnitz und Rednitz. | Von der Donaustraße abgehende Stichstraße. | Die Straße liegt im Stadtteil Roter Hügel. |                                                                                     |
| Rehleite seit 2000                                                                                             | 300                                   | Das Reh ist eine überwiegend auf dem europäischen Kontinent vorkommende Hirschart. In Mitteleuropa ist es der häufigste und gleichzeitig kleinste Vertreter der Hirsche. | Die Rehleite mündet beiderseits in den Fasanenring. | Die Straße gehört zu einem nach jagdbarem Wild benannten Straßennamenfeld in Oberpreuschwitz. |                                                                                     |
| Reichenberger Weg seit 1972 1966–1972: Egerländer Weg                                                          | 62                                    | Liberec (Reichenberg) ist eine Stadt in Tschechien. Mit etwa 104.000 Einwohnern ist sie neben Ústí nad Labem die größte und wichtigste Stadt Nordböhmens. | Von der Mündung der Sudetenstraße in die Schloßstraße abgehende Stichstraße. | Die Straße liegt im Stadtteil Laineck. |                                                                                     |
| Renate-Hartmann-Weg seit 2019                                                                                  | 153                                   | Die 2016 verstorbene Renate Hartmann gründete den örtlichen Verband der Caritas und war Stadträtin der CSU. | Von der Straße Moritzhöfen zur Schleiermacherstraße. | Der Fuß- und Radweg verbindet die Stadtteile Moritzhöfen und Birken. |                                                                                     |
| Rennbahn(weg) seit dem 17. Jahrhundert                                                                         |                                       | Auf einem Stadtplan von 1605/21 sind die „Renn-Bahn“ für fürstliche Pferderennen und daneben die eigentliche Straße Renn-Bahn-Weg dokumentiert. | | Rennbahn und Rennbahnweg sind frühere Namen der Ludwigstraße. | Ehemalige Rennbahn: Ludwigstraße                                                    |
| Rennweg 1446/48 dokumentiert                                                                                   |                                       | Unter einem „Rennweg“ verstand man eine überregionale Verbindungsstraße für schnellen Verkehr (= Reiter). | | Die Straße wurde 1885 in Richard-Wagner-Straße umbenannt. | Ehemaliger Rennweg: Richard-Wagner-Straße                                           |
| Residenzplatz 1851 dokumentiert (Residenz-Platz) bis 1800: Schlossplatz                                        | 97 × 40                               | Der Platz liegt vor dem Neuen Schloss, der ehemaligen markgräflichen Residenz. | Seitlich der Ludwigstraße mit abgehendem Glasenappweg. | Auf der Platzmitte steht der Markgrafenbrunnen, gegenüber der Präsidialbau der Regierung von Oberfranken. |                                                                                     |
| Rethelstraße seit 1960                                                                                         | 175                                   | Alfred Rethel (1816–1859) war ein deutscher Historienmaler der Spätromantik. | Von der Hans-Meiser-Straße zur Böcklinstraße. | Die Rethelstraße liegt im Ortsteil Jakobshof des Stadtteils Altstadt. |                                                                                     |
| Rheingoldstraße seit 1907                                                                                      | 145                                   | Das Rheingold ist eine Oper von Richard Wagner. Sie bildet mit den Musikdramen „Die Walküre“, „Siegfried“ und „Götterdämmerung“ das Gesamtwerk „Der Ring des Nibelungen“. | Von der Gontardstraße zur Parsivalstraße. | Die Straße befindet sich in der Gartenstadt am Fuß des Grünen Hügels. |                                                                                     |
| Rheinstraße seit 1966                                                                                          | 1270                                  | Der Rhein entspringt im Kanton Graubünden in den Schweizer Alpen. Er ist mit 1.233 km Gesamtlänge der längste Nordseezufluss und eine der verkehrsreichsten Wasserstraßen der Welt. | Von der neuen Bamberger Straße zur Preuschwitzer Straße. | Die teilweise mehrspurig angelegte Straße am Fuß des Roten Hügels ist Teil des äußeren Stadtrings. |                                                                                     |
| Rhönstraße seit 1975                                                                                           | 70                                    | Die Rhön ist ein gut 1500 km² großes Mittelgebirge im Grenzgebiet der Bundesländer Bayern, Hessen und Thüringen. Höchster Berg ist mit 950 m ü. NHN die Wasserkuppe. | Von der Schwarzwaldstraße abgehende Stichstraße. | Die Straße liegt im Ortsteil Grunau. |                                                                                     |
| Richard-Strauß-Straße seit 1950                                                                                | 90                                    | Richard Strauss (1864–1949) war ein Komponist des späten 19. und des 20. Jahrhunderts, der vor allem für seine orchestrale Programmmusik (Tondichtungen), sein Liedschaffen und seine Opern bekannt wurde. | Von der Haydnstraße zur Grünewaldstraße. | Die Straße liegt in der Hammerstatt. |                                                                                     |
| Richard-Wagner-Park seit 1933                                                                                  |                                       | Der Komponist Richard Wagner (siehe Richard-Wagner-Straße) zog 1872 nach Bayreuth. Er ist der Begründer der nach ihm benannten Festspiele und Erbauer des Richard-Wagner-Festspielhauses. | | |                                                                                     |
| Richard-Wagner-Straße 1446/48–1885: Rennweg                                                                    | 770                                   | Richard Wagner (* 22. Mai 1813 in Leipzig; † 13. Februar 1883 in Venedig) war ein deutscher Komponist, Dramatiker, Philosoph, Dichter, Theaterregisseur und Dirigent. Von 1872–1881 lebte er in Bayreuth. | Vom Sternplatz zur Nürnberger Straße. | Vom Sternplatz bis zur Dilchertstraße ist die Straße „befahrbare“ Fußgängerzone, weiter bis zur Romanstraße Einbahnstraße. An der Straße liegt mit dem Haus Wahnfried das ehemalige Wohnhaus Richard Wagners, im als RW21 bezeichneten Gebäude befindet sich die Stadtbibliothek. | Richard-Wagner-Straße                                                               |
| Richthofenhöhe seit 1957                                                                                       | 475 + 60 + 45 + 45                    | Namensgeber ist Manfred von Richthofen (siehe Richthofenstraße), der die höchste Zahl von Luftsiegen, die im Ersten Weltkrieg von einem einzelnen Piloten erreicht wurde, erzielte. | Von der Preuschwitzer Straße zur Donaustraße und weiter als Stichstraße. | Im Jahr 1955 beschloss der Stadtrat, nach 1945 beseitigte, aber nicht eindeutig nationalsozialistisch belastete Namen bei Neubenennungen wieder zu verwenden. Von der Straße gehen drei kurze Stichstraßen ab. |                                                                                     |
| Richthofenstraße 1934–1947                                                                                     | 260                                   | Manfred von Richthofen (1892–1918) war ein deutscher Jagdflieger im Ersten Weltkrieg. Er ist, aufgrund der Farbe einiger seiner Flugzeuge, auch unter dem Beinamen „Der Rote Baron“ bekannt. | Von der Zeppelinstraße zur Hans-Sachs-Straße. | Die Straße wurde 1947 in Nobelstraße umbenannt. Von 1933 bis 1934 trug auch die Eduard-Bayerlein-Straße diesen Namen. |                                                                                     |
| Riedelsberger Weg seit 1889                                                                                    | 840                                   | Das Ziel der Straße ist der Ortsteil Riedelsberg, der nach dem Riedelsgut benannt ist. | Von der Eremitagestraße zur Karlsbader Straße mit einer kurzen Verlängerung bis zum Friedhof Sankt Georgen. | Die Straße liegt in einem Neubaugebiet des Stadtteils Sankt Georgen. Sie kreuzt auf einer Brücke die Albrecht-Dürer-Straße, von der aus aber keine unmittelbare Zufahrt existiert. |                                                                                     |
| Riedelsgut seit 1796                                                                                           | 55                                    | Baurat Carl Christian Riedel (1764–1838) legte dort 1796 das nach ihm benannte Gut an. | Vom Riedelsberger Weg abgehende Stichstraße. | Die Straße liegt im Stadtteil Sankt Georgen. |                                                                                     |
| Riedingerstraße seit 1954                                                                                      | 1065                                  | Ludwig August Riedinger (1809–1879) veranlasste 1853 die Gründung der Mechanischen Baumwoll-Spinnerei. | Von der Hofer Straße zur Sophian-Kolb-Straße. | Die teilweise mehrspurige Straße ist eine der Hauptachsen des Industriegebiets St. Georgen. Etwa auf halber Länge befindet sich ein ovaler Kreisverkehr. |                                                                                     |
| Rienzistraße seit 1952                                                                                         | 165                                   | Rienzi ist eine tragische Oper von Richard Wagner, die 1842 uraufgeführt wurde. Die Lieblingsoper Adolf Hitlers gehört nicht zum Programm der Bayreuther Festspiele. | Von der Holländerstraße zur Lohengrinstraße. | |                                                                                     |
| Ringstraße seit 1965                                                                                           | 285                                   | Ihr ringförmiger Verlauf verhalf der Straße zu ihrem Namen. | Die Straße mündet beidseitig in die Denkmalstraße. | Die Straße liegt in der Ortslage Oberend des Stadtteils Laineck. Teile der Marsstraße und der Venusstraße trugen ebenfalls zeitweise diesen Namen. |                                                                                     |
| Ritter-von Eitzenberger-Straße seit 1967                                                                       | 650                                   | Wilhelm Eitzenberger, seit 1916 „Ritter von Eitzenberger“ (* 1875 in Bayreuth; † 1956 ebenda) war ein königlich-bayerischer Offizier im Ersten Weltkrieg und seit 1919 Ehrenbürger der Stadt. | Von der Christian-Ritter-von-Langheinrich-Straße abgehende Stichstraße. | Die Straße befindet sich im Gewerbegebiet St. Georgen Ost. |                                                                                     |
| Robert-Koch-Straße seit 1947 1896–1947: Von-der-Tann-Straße                                                    | 455                                   | Der Mediziner und Mikrobiologe Robert Koch (1843–1910) entdeckte 1882 den Erreger der Tuberkulose. Er gilt mit Louis Pasteur als Begründer der modernen Bakteriologie und Mikrobiologie und erhielt 1905 den Nobelpreis. | Von der Rathenaustraße zur Leuschnerstraße. | Die Straße liegt im Kasernenviertel. | Robert-Koch-Straße                                                                  |
| Rodersberg seit 1972                                                                                           | 540 (Hauptachse)                      | Der Ort und die gleichnamige Straße sind nach der dort seit dem 14. Jahrhundert ansässigen bäuerlichen Familie „Roder“ benannt. | Von der Straße Hirtenbühl abgehende Stichstraße. | Die Straße umfasst mit mehreren Abzweigen sämtliche Anwesen im gleichnamigen Stadtteil. |                                                                                     |
| Rödensdorfer Straße seit 1977                                                                                  | 1370 +170 + 48                        | Der 1398 belegte Name des Orts, durch den die Straße verläuft, bedeutet „Dorf eines (gewissen) Rodin“. | Von der Destubener Straße zur Stadtgrenze mit zwei Stichstraßen. | Die Straße erschließt den Ortsteil Rödensdorf. |                                                                                     |
| Römerleithen 1939 eingemeindet                                                                                 | 528                                   | Das gleichnamige Anwesen, zu dem die Straße führt, ist 1745 als Hang (mittelhochdeutsch lite) eines Mannes namens „Römer“ im Riediger-Plan als Römersleuthen verzeichnet. | Von der Eremitenhofstraße abgehende Stichstraße. | |                                                                                     |
| Römersbergweg seit 1977                                                                                        | 99                                    | Der Weg führt zum nach einer Familie „Römer“ benannten Weiler Römersberg. | Von der Unternschreezer Straße abgehende Stichstraße. | |                                                                                     |
| Röntgenstraße seit 1947 1896–1947: Weißenburger Straße                                                         | 108                                   | Der Physiker Wilhelm Conrad Röntgen (1845–1923) entdeckte 1895 im Physikalischen Institut der Universität Würzburg die nach ihm benannten Röntgenstrahlen, wofür er 1901 als erster einen Nobelpreis für Physik erhielt. | Von der Ludwig-Thoma-Straße zur Leuschnerstraße. | An der Straße im Kasernenviertel befindet sich die Hauptspielstätte der Studiobühne Bayreuth. | Röntgenstraße                                                                       |
| Röth, Röthgasse, Röthelgasse vor 1800–1884                                                                     |                                       | Die Röth war ein ungepflasterter Fuhrweg. Der Name nimmt Bezug auf die rote Farbe des Keuperbodens. | | Früherer Name der Friedrich-von-Schiller-Straße. |                                                                                     |
| Roggenweg seit 1978                                                                                            | 235                                   | Roggen ist eine in den gemäßigten Breiten verbreitete Getreideart aus der Familie der Süßgräser. Er liefert auch auf leichteren Böden und an kühleren Standorten noch gute Erträge. | Von der Wolfsbacher Straße zum Kornweg mit abschließender Stichstraße. | Die Straße liegt im Ortsteil Wolfsbach. |                                                                                     |
| Romanstraße seit 1906                                                                                          | 215                                   | Rudolf Freiherr von Roman (1836–1919) ist Ehrenbürger der Stadt. Er war von 1893 bis 1909 Regierungspräsident von Oberfranken. | Von der Richard-Wagner-Straße zur Badstraße | | Romanstraße                                                                         |
| Rosenau seit 1889                                                                                              | 110                                   | Der Name ist mit dem der ehemals dort befindlichen Badeanstalt identisch. | Von der Badstraße abgehende Stichstraße. | |                                                                                     |
| Rosenweg seit 1947                                                                                             | 380                                   | Die Rosen sind die namensgebende Pflanzengattung der Familie der Rosengewächse. Gärtnerisch wird zwischen Wildrosen und Kulturrosen unterschieden. | Vom Nördlichen Ringweg zum Südlichen Ringweg. | Die Straße befindet sich im Stadtteil Saas. | Rosenweg                                                                            |
| Rosestraße seit 1907                                                                                           | 520                                   | Die Industriellenfamilie Rose betrieb im 19. Jahrhundert in Sankt Georgen eine Zuckerfabrik, Otto Rose (1839–1894) stiftete Geld für einen Saalbau. | Von der Brandenburger Straße zur Friedrich-Ebert-Straße mit einer kurzen Fortsetzung als Stichstraße. | |                                                                                     |
| Rotkäppchenweg seit 1962                                                                                       | 155                                   | Rotkäppchen ist ein europäisches Märchen. Die bekanntesten Versionen stammen von Charles Perrault und den Brüdern Grimm. Die Titelgestalt ist auch als Piroschka bekannt (ungarisch piros = rot). | Vom Sterntalerring zur Schneewittchenstraße. | Die Straße liegt im Stadtteil Meyernberg. |                                                                                     |
| Rotkreuzstraße seit 1959                                                                                       | 440 + 40                              | Die Straße ist nach der 1863 von Henry Dunant gegründeten Hilfsorganisation Rotes Kreuz benannt. | Von der Friedenstraße zur Straße Quellhöfe und weiter als sich Y-förmig verzweigende Stichstraße. | Die Straße befindet sich in der in den 1960er Jahren entstandenen Ortslage Quellhöfe des Stadtteils Birken. | Rotkreuzstraße                                                                      |
| Rubensstraße seit 1960                                                                                         | 195                                   | Peter Paul Rubens (IPA: [ʁybɛns]) (1577–1640) war einer der bekanntesten Maler des Barock und Diplomat der spanisch-habsburgischen Krone flämischer Herkunft. | Von der Hans-Meiser-Straße zur Böcklinstraße. | Die Straße liegt in der Ortslage Jakobshof des Stadtteils Altstadt. |                                                                                     |
| Rudolstädter Platz seit 2013                                                                                   |                                       | Bayreuth unterhält mit Rudolstadt in Thüringen seit 1990 eine Städtepartnerschaft. | Der Platz liegt seitlich an der Kreuzung der Birkenstraße mit dem Straßenzug Wittelsbacherring – Universitätsstraße.                                                                                               | Vor dem 3. Oktober 2013 hatte der Platz keinen Namen. |                                                                                     |
| Rübezahlweg seit 1964                                                                                          | 260 + 70 + 45                         | Rübezahl (tschechisch Krakonoš, polnisch Liczyrzepa) ist der Berggeist (Schrat) des Riesengebirges. Um ihn ranken sich zahlreiche Sagen und Märchen. | Von der Meyernberger Straße abgehende Stichstraße mit zwei Abzweigen. | Die Straße liegt im Stadtteil Meyernberg auf dem Gelände der ehemaligen „Wölfel-Ziegelei“. |                                                                                     |
| Rückertweg seit 1950                                                                                           | 285                                   | Friedrich Rückert (1788–1866) war ein deutscher Dichter, Übersetzer und einer der Begründer der deutschen Orientalistik. | Von der Leuschnerstraße zur Justus-Liebig-Straße. | Die Straße liegt in der nach 1950 entstandenen „Pöhner-Siedlung“ am westlichen Rand des Kasernenviertels. |                                                                                     |
| Rupprechtstraße von 1897–1947 und seit 1955                                                                    | 480                                   | Benannt nach dem bayerischen Kronprinzen Rupprecht (1869–1955). | Von der Albert-Preu-Straße zum Siebener Platz. | Von 1947 bis 1955 trug die Straße den Namen des Physikers Heinrich Hertz. | Rupprechtstraße                                                                     |
| Saaleweg seit 1973                                                                                             | 50                                    | Die Saale ist ein Fluss in Bayern, Thüringen und Sachsen-Anhalt. Mit einer Länge von 413 Kilometern ist sie nach der Moldau der zweitlängste Nebenfluss der Elbe. Sie entspringt bei Zell im Fichtelgebirge | Von der Weserstraße abgehende Stichstraße. | Die Straße liegt im Stadtteil Roter Hügel. |                                                                                     |
| Saas | 710                                   | Es handelt sich um die ehemalige Dorfstraße des heutigen Stadtteils Saas. | Von der Straße Saaser Berg zum Edelweißweg und weiter als Stichstraße. | | Südliche Straße Saas                                                                |
| Saaser Berg seit 1985                                                                                          | 905                                   | Auf die gleichnamige Anhöhe zwischen der Bärenleite und dem Buchstein führende Straße am früheren Dorf und heutigen Stadtteil Saas. | Von der Ludwig-Thoma-Straße zur Stadtgrenze. | Die steil ansteigende Straße führt nach Forkendorf und Gesees. | Saaser Berg                                                                         |
| Sandhügel seit 1997                                                                                            | 515 + 80                              | Am Sandhügel in Seulbitz wurde früher Sand abgebaut. | Y-förmige Straße, die an allen Enden in die Straße Breiter Rain mündet. | Die Straße erschließt ein Neubaugebiet am westlichen Rand des Ortsteils Seulbitz. |                                                                                     |
| Sandleite seit 1973                                                                                            | 150                                   | Benannt nach dem 1936 belegten Flurnamen Sandleite („Leite“ = Hang) am früher bewaldeten Sandhügel in Oberkonnersreuth. | Vom Hohlmühlweg abgehende Stichstraße. | Am nördlichen Ende der Straße existiert ein Übergang für Fußgänger zum Albert-Einstein-Ring im Neubauviertel Storchennest. |                                                                                     |
| Sandnerweg seit 1963                                                                                           | 358                                   | Namenspate war Johann Nikolaus Sandner (1863–1946), der sich als Bezirksschulrat um die pädagogische Nachwuchsförderung verdient machte. | Von der Eremitagestraße zur Steinachstraße. | Der Sandnerweg liegt im Stadtteil Sankt Johannis. |                                                                                     |
| Sandweg seit 1977                                                                                              | 107                                   | Der Name bezieht sich auf die Bodenbeschaffenheit im Ortsteil Oberpreuschwitz. | Von der Preuschwitzer Straße abgehende Stichstraße. | Der Sandweg liegt im Stadtteil Oberpreuschwitz. |                                                                                     |
| St. Georgen seit 1889 1736–1889: Hauptstraße frühere Namen: Bayreuther Gaß, Stadtgasse, Hauptgasse, Markt      | 328                                   | Die Straße ist die Hauptstraße des Stadtteils Sankt Georgen, der nach dem Ritterheiligen und Drachentöter Sankt Georg benannt wurde. | Von der Brandenburger Straße zur Bernecker Straße. | An der Straße liegen die Ordenskirche und die Stiftskirche. | Sankt Georgen                                                                       |
| St.-Nepomuk-Platz seit 1978 1954–1967: Hirschberglein 1967–1978: Kirchplatz                                    | 42 x 10                               | Johannes Nepomuk (um 1350–1393) war ein böhmischer Priester und Märtyrer. | Rechteckiger Platz zwischen der Hirschbergleinstraße und der Danziger Straße. | Am St.-Nepomuk-Platz im Stadtteil Laineck befindet sich die katholische Kirche St. Johannes Nepomuk. |                                                                                     |
| St.-Nikolaus-Straße seit 1894 früherer Name: Fischergasse                                                      | 365                                   | Der Name erinnert an die ehemalige St.-Nikolaus-Kirche, die nach der Reformation aufgelassen und 1571 abgebrochen wurde. | Von der Bamberger Straße zur Braunhofstraße. | Nikolaus von Myra (um 280–um 350) ist einer der populärsten Heiligen der Ost- und Westkirche. | Sankt-Nikolaus-Straße                                                               |
| St.-Wolfgang-Straße seit 1925                                                                                  | 205                                   | Der Name erinnert an die 1476 errichtete und nach der Reformation abgetragene St.-Wolfgangs-Kapelle. | Von Am Mistelbach zum Eichelweg. | Wolfgang von Regensburg (um 924–994) war Missionar und Bischof von Regensburg. |                                                                                     |
| Saturnstraße seit 1971                                                                                         | 90                                    | Der Saturn ist der zweitgrößte Planet des Sonnensystems. Er ist der äußerste Planet, der mit bloßem Auge problemlos erkennbar ist, und war daher schon Jahrtausende vor der Erfindung des Fernrohrs bekannt. | Von der Merkurstraße abgehende Stichstraße. | Die Straße liegt im Stadtteil Aichig. |                                                                                     |
| Sauerbruchstraße seit 1965                                                                                     | 470 + 155                             | Ferdinand Sauerbruch (1875–1951) war ein deutscher Arzt. Er gilt als einer der bedeutendsten und einflussreichsten Chirurgen der ersten Hälfte des 20. Jahrhunderts. | Zweigt von der Meyernberger Straße ab, mit gleichnamiger Stichstraße unmittelbar nach dem Abzweig, Stichstraße ab der Einmündung der Virchowstraße.                                                                | |                                                                                     |
| Scheffelstraße seit 1926                                                                                       | 1180                                  | Joseph Victor von Scheffel (1826–1886), geadelt 1876, war der Textdichter der inoffiziellen „Frankenhymne“, des 1861 von Valentin Eduard Becker vertonten Frankenlieds. | Vom Freiheitsplatz zu Dr.-Würzburger-Straße. | Nördlich der Preuschwitzer Straße verläuft die Scheffelstraße auf dem Gelände der stillgelegten Bahnstation Herzoghöhe. |                                                                                     |
| Schellingstraße seit 1955                                                                                      | 245                                   | Der Philosoph Friedrich Wilhelm Joseph Schelling (1775–1854) war einer der Hauptvertreter des Deutschen Idealismus. 1812 wurde er in den Adelsstand („Ritter von“) erhoben. | Von der Hegelstraße zur Schleiermacherstraße. | | Schellingstraße                                                                     |
| Schieferweg seit 1995                                                                                          | 240                                   | Schiefer ist ein Sammelbegriff für unterschiedliche metamorphe Gesteine und tektonisch deformierte Sedimentgesteine, deren gemeinsames Merkmal die ausgezeichnete Spaltbarkeit entlang paralleler Flächen ist. | Von der Nürnberger Straße abgehende Stichstraße. | |                                                                                     |
| Schillerstraße seit 1905–1927                                                                                  |                                       | Friedrich Schiller (1759–1805) gilt als einer der bedeutendsten deutschsprachigen Dramatiker. Viele seiner Theaterstücke gehören zum Standardrepertoire der deutschsprachigen Theater. | | Ehemaliger Name der Friedrich-von-Schiller-Straße. |                                                                                     |
| Schlegelstraße seit 1959                                                                                       | 160                                   | Friedrich Schlegel (1772–1829) war Philosoph und Schriftsteller. Er gilt als einer der wichtigsten Vertreter der „Jenaer Frühromantik“ sowie als Mitbegründer der modernen Geisteswissenschaften. | Vom Eichendorffring zur Hegelstraße. | | Schlegelstraße                                                                      |
| Schlehenbergstraße seit 1978                                                                                   | 1470                                  | Die Straße führt zum Schlehenberg, einer (einst) mit Schlehdorn (auch: Schlehen) bewachsenen Anhöhe, und zum gleichnamigen Ortsteil. | Von der Äußeren Nürnberger Straße zu Stadtgrenze. | Die Straße führt über die Stadtgrenze hinaus nach Emtmannsberg. |                                                                                     |
| Schlehenmühle seit 1978                                                                                        | 220                                   | Die seit 1499 nachweisbare Schlehenmühle liegt am (einst) mit Schlehdorn bewachsenen Schlehenberg. | Von der Schlehenbergstraße abgehende Stichstraße. | |                                                                                     |
| Schleienweg seit 1979                                                                                          | 215                                   | Die Schleie gehört zu den karpfenartigen Süßwasserfischen und lebt überwiegend am Grund langsam strömender oder stehender Gewässer. Sie kommt fast in ganz Europa vor. | Vom Panzerteichweg zum Forellenweg. | Die Straße befindet sich im Stadtteil Destuben. |                                                                                     |
| Schleiermacherstraße seit 1960                                                                                 | 140                                   | Friedrich Schleiermacher (1768–1834) war Theologe, Altphilologe, Philosoph, Publizist, Staatstheoretiker und Pädagoge. In einigen dieser Wirkfelder zählt er zu den wichtigsten Autoren seiner Zeit. | Von der Schellingstraße zur Hegelstraße. | Stichstraße; die Durchfahrt zur Hegelstraße ist für Kraftfahrzeuge gesperrt. | Schleiermacherstraße                                                                |
| Schlesienstraße seit 1952                                                                                      | 190                                   | Schlesien ist eine Region in Mitteleuropa beiderseits des Ober- und Mittellaufs der Oder und erstreckt sich im Süden entlang der Sudeten und Beskiden. | Von der Hegelstraße zum Eichendorffring. | Ein Teil der 1944 4,5 Millionen Schlesier musste angesichts der anrückenden Roten Armee seine Heimat verlassen und ließ sich u. a. in Oberfranken nieder. | Schlesienstraße                                                                     |
| Schlesienstraße 1967–1972                                                                                      |                                       | Der Straßenname erinnert an die Heimat vieler Menschen, die im Zweiten Weltkrieg und als dessen Folge ihre dortige Heimat verlassen mussten. | Von der Steinachstraße abgehende Stichstraße. | Ehemaliger Name der Hirschbergleinstraße – die Straße liegt im Ortsteil Unterend des Stadtteils Laineck. |                                                                                     |
| Schliemannstraße seit 1971                                                                                     | 400                                   | Heinrich Schliemann (1822–1890) war ein deutscher Kaufmann und Pionier der Feldarchäologie. Er gilt als der Entdecker des antiken Troja. | Die Straße geht vom Kopernikusring ab, kreuzt ihn im weiteren Verlauf und endet als Stichstraße. | Die Schliemannstraße liegt im Stadtteil Meyernberg. |                                                                                     |
| Schlierseestraße seit 1979                                                                                     | 165                                   | Der Schliersee ist ein etwa 50 Kilometer südöstlich von München gelegener See in den bayerischen Alpen. | Vom Bodenseering abgehende Stichstraße. | Die Straße liegt am Südosthang des Roten Hügels. |                                                                                     |
| Schloßberglein seit 1884 um 1800 auch: Lindenfelsberglein                                                      | 105                                   | Die Straße liegt an der Ostseite des Alten Schlosses. | Von der Maximilianstraße abgehende Stichstraße. | Vom nördlichen Ende der Straße führt eine Treppe zur unteren Opernstraße. | Schlossberglein                                                                     |
| Schloßgasse 1553 belegt                                                                                        |                                       | Die Straße liegt an der Ostseite des Alten Schlosses. | | Die Straße hieß vor 1808 Münzgasse, seitdem trägt sie den Namen Opernstraße. | Ehemalige Schloßgasse: Opernstraße                                                  |
| Schloßhof Birken seit 1977 vor 1977: Birken                                                                    | 110                                   | Der Acker auf den Pircken wurde 1485 erstmals urkundlich erwähnt. Der ehemalige „Schloßhof“ befindet sich auf dem Gelände des einstigen Guts. | Von der Birkenstraße zur Heinrich-von-Kleist-Straße. | Die Straße vor dem Schloss Birken war niemals Teil des „Schloßhofs“. Sie wurde erst 1977 so benannt, bis dahin hieß sie nur Birken. Sie ist nur von der Birkenstraße aus für Kraftfahrzeuge befahrbar. | Schlosshof Birken                                                                   |
| Schloßplatz Mitte 18. bis Mitte 19. Jahrhundert                                                                | 105 × 40                              | Es handelt sich um den Platz vor dem Neuen Schloss. | Der Platz befindet sich seitlich der Ludwigstraße. | Mitte des 19. Jahrhunderts setzte sich der Name Residenzplatz durch. | Ehemaliger Schlossplatz: Residenzplatz                                              |
| Schloßstraße seit 1965                                                                                         | 350                                   | Die Straße führt im Lainecker Ortsteil Unterend zum ca. 1728 von Christian Martin von Gravenreuth dort erbauten Schloss. | Von der Sudetenstraße zur Lainecker Straße. | |                                                                                     |
| Schloßstraße 1808–1830 vor 1808: u. a. Renn-Bahn(-Weg), Moratzgasse                                            | 325                                   | Die Straße führte von der Innenstadt zum Neuen Schloss. | Vom Sternplatz zum Jean-Paul-Platz. | Ehemaliger Name der Ludwigstraße. |                                                                                     |
| Schmatzenhöhe seit 1987                                                                                        | 205 + 55                              | Ein „Schmatze(n)“ ist ein nach dem Fällen im Boden stehengebliebener Baumstumpf. | Von der Meyernberger Straße abgehende F-förmige Stichstraße. | Die Straße liegt am oberen Ende des Stadtteils Meyernberg. |                                                                                     |
| Schmidtgasse 1510-Anf. 19. Jahrhundert                                                                         | 230                                   | Spätestens im 15. Jahrhundert lassen sich dort niedergelassene Schmiede (Schmidt = Schmied) belegen. Sie wurden an oder vor der Stadtmauer angesiedelt, um Stadtbränden vorzubeugen. | Von der Maximilianstraße zur Friedrichstraße. | Ehemaliger Name der Kanzleistraße. | Ehemalige Schmidtgasse: Kanzleistraße                                               |
| Schneewittchenstraße seit 1962                                                                                 | 190                                   | Schneewittchen ist ein Märchen aus der Märchensammlung Kinder- und Hausmärchen der Brüder Grimm. In der Erstausgabe von 1812 hieß es Sneewittchen (niederdeutsch: Snee „Schnee“, witt „weiß“). | Vom Sterntalerring zum Rotkäppchenweg. | Die Straße liegt im Ortsteil Meyernberg. |                                                                                     |
| Schöne Aussicht seit 1972                                                                                      | 190 + 60 + 50 + 35                    | Benannt nach der gleichnamigen Anhöhe in Sankt Georgen, die eine solche gewährte. | Vom Riedelsberger Weg abgehende Stichstraße mit drei weiteren Stichstraßen. | |                                                                                     |
| Schopenhauerstraße seit 1947 1945–1947: Johann-Gottfried-Langermann-Straße                                     | 285                                   | Arthur Schopenhauer (1788–1860) war Philosoph, Autor und Hochschullehrer. Er entwarf eine Lehre, die gleichermaßen Erkenntnistheorie, Metaphysik, Ästhetik und Ethik umfasst. | Von der Max-Stirner-Straße zur Glockenstraße. | Die Straße befindet sich im Ortsteil Glocke. | Schopenhauerstraße                                                                  |
| Schrollengasse 1685–1885 1584 als Schollengasse belegt                                                         | 545                                   | Der Name geht auf den 1505 bis nach 1567 nachweisbaren Hausbesitzer Hans Peck, genannt „Schroll“ zurück. Das mundartliche Wort Schroll bedeutet Erdklumpen oder Erdscholle. | Von der Friedrichstraße zur Birkenstraße. | Die Straße heißt seit 1885 Jean-Paul-Straße. | Ehemalige Schrollengasse: Jean-Paul-Straße                                          |
| Schützenplatz 1908–1933 und seit 1945                                                                          | 217                                   | Der Name erinnert an das dortige „Schießhaus“ von 1783 der Schützengesellschaft und dessen Nachfolgebau „Schützenhaus“ (erbaut um 1851, abgerissen 1908). | L-förmige Straße von der Cosima-Wagner-Straße zur Lisztstraße. | Die Straße begrenzt nach Südwesten und Südosten hin den gleichnamigen Park. An ihr liegt das Graf-Münster-Gymnasium. | Schützenplatz                                                                       |
| Schützenstraße seit 1963                                                                                       | 390                                   | Der Name nimmt Bezug auf das 1149 erstmals erwähnte Dienstadelsgeschlecht der „Schützen von Laineck“. | Von der Schloßstraße zur Warmensteinacher Straße. | Die Straße verbindet die Lainecker Ortsteile Unterend und Oberend. |                                                                                     |
| Schulgasse, Schulgäßlein belegt 1549–nach 1800                                                                 |                                       | Nach der 1571 am südlichen Ende erbauten Lateinschule benannt. | | Den Namen trug zeitweise (1745 belegt) auch ein Abschnitt der Kämmereigasse. |                                                                                     |
| Schulstraße seit 1874                                                                                          | 465                                   | 1863 erwarb der Magistrat das Lotzholz’sche Haus am Markt und ließ nach dessen Abbruch den Südabschnitt der heutigen Schulstraße dort anlegen. An der Straße wurde 1875 die Bayreuther namengebende „Central-Schule“, die heutige Graserschule, eingeweiht. | Von der Maximilianstraße zur Karl-Marx-Straße. | Die Straße ist nicht durchgehend befahrbar. Zwischen dem Hohenzollernring und der Kanalstraße existiert sie nur noch als Fußweg, südlich davon ist sie Teil der Fußgängerzone Innenstadt. |                                                                                     |
| Schulstraße 1967–1972                                                                                          | 175                                   | Aufgrund der Lage an der „Volksschule“ Laineck so benannt. | Von der Lainecker Straße zur Warmensteinacher Straße. | Umbenannt in Goldkronacher Straße – eine Schulstraße existierte von 1975 bis 1976 auch in Seulbitz (heutige Polarstraße). |                                                                                     |
| Schumannstraße seit 1951                                                                                       | 70                                    | Robert Schumann (1810–1856) war ein deutscher Komponist und Pianist der Romantik. | Von der Haydnstraße nach Westen abgehende Stichstraße. | |                                                                                     |
| Schupfenschlag 1937 eingemeindet                                                                               |                                       | Das gleichnamige Anwesen ist nach einer „Schupfe“ (Wetterdach) an einem zur Rodung anstehenden bzw. gerodeten Waldstück (mittelhochdeutsch „slac“) benannt. | | Die Straße liegt am Osthang der Hohen Warte. |                                                                                     |
| Schwabenstraße seit 1959                                                                                       | 420                                   | Die Schwaben (altdeutsch: Suaben) sind eine Volksgruppe, die teils mit den Alemannen gleichgesetzt, teils als Untergruppe derselben betrachtet wird. | Von der Königsallee zur Frankenstraße und weiter als Stichstraße. | Die Straße liegt im Ortsteil Neue Heimat. |                                                                                     |
| Schwalbenweg seit 1960                                                                                         | 125                                   | Schwalben sind eine artenreiche Familie von Zugvögeln in der Ordnung der Sperlingsvögel, Unterordnung Singvögel. Nicht zu dieser Familie gehören Seeschwalben. | Vom Bussardweg zum Falkenweg. | Die Straße liegt im Ortsteil Hetzennest am unteren Hang des Roten Hügels. |                                                                                     |
| Schwarze Allee 18. Jh.–1889                                                                                    | ca. 300                               | Der Name bezieht sich auf die 1723 und 1749 dort angepflanzten, schattenspendenden Kastanienbäume. | Vom La-Spezia-Platz zum Graben. | Die Straße erhielt 1889 den Namen Kanalstraße (siehe Bild Altbachplatz). | Ehemalige Schwarze Allee: Kanalstraße                                               |
| Schwarzwaldstraße seit 1975                                                                                    | 615                                   | Der Schwarzwald ist Deutschlands höchstes und größtes zusammenhängendes Mittelgebirge. Er erstreckt sich vom Hochrhein bis zum Kraichgau, die höchste Erhebung ist der Feldberg. | Von der Kemnather Straße zur Frankenwaldstraße. | Die Straße liegt überwiegend im Ortsteil Grunau. |                                                                                     |
| Schwedenbrücke seit 1951                                                                                       | 559 + 204                             | An der Stelle am heutigen Aubach sollen im Dreißigjährigen Krieg schwedische Soldaten gelagert haben, was sich jedoch nicht belegen lässt. | Von der Albert-Schweitzer-Straße zur Thiergärtner Straße mit einer abzweigenden Stichstraße. | Die Einbahnstraße verläuft zwischen den Kleingartenanlagen Schwedenbrücke und Exerzierplatz zum Studentenwald. | Schwedenbrücke                                                                      |
| Schwindstraße seit 1952                                                                                        | 617                                   | Moritz von Schwind (1804–1871) war ein österreichischer Maler und Zeichner. | Von der Bismarckstraße zum Rückertweg. | An der Straße steht die katholische Kirche Sankt Hedwig. |                                                                                     |
| Seckendorffweg seit 1963                                                                                       | 592                                   | Ritter Friedrich von Seckendorff war im 14. Jahrhundert Vogt der Burggrafen von Nürnberg in Bayreuth. Er ist der erste namentlich bekannte Hausbesitzer der Stadt. | Von der Egerstraße zum Meranierring. | Die Straße liegt im Stadtteil Roter Hügel. |                                                                                     |
| Sedanstraße 1897–1947                                                                                          | 266                                   | Nach der Schlacht von Sedan im Deutsch-Französischen Krieg kapitulierten die französischen Truppen, Napoléon III. wurde gefangengenommen. | Von der Erlanger Straße zur Kasernstraße (seit 1947: Rathenaustraße). | Die Straße wurde 1947 in Oswald-Merz-Straße umbenannt. |                                                                                     |
| Seestraße seit 1907                                                                                            | 320                                   | Nach dem künstlich angestauten See Brandenburger Weyher (1775 abgelassen), auf dem der Erbprinz und spätere Markgraf Georg Wilhelm Seeschlachten veranstalten ließ. | Von der Bernecker Straße zur Inselstraße. | Die Straße ist Zufahrt zum ehemaligen Bahnhof St. Georgen (der aktuell existierende Haltepunkt wurde zur Egerländer Straße hin verschoben). | Seestraße                                                                           |
| Seestraße 1963–1972                                                                                            |                                       | Die Straße verlief im damals noch selbstständigen Ort Laineck in Richtung des Brandenburger Weyhers. | | 1972 erfolgte die Umbenennung in Prellweg. |                                                                                     |
| Sendelbachstraße 1963–1972                                                                                     | 605                                   | Die Straße existiert weitgehend auf dem anlässlich ihres Baus verrohrten Sendelbach. | Von der Birkenstraße zur Prieserstraße. | Die Straße ging 1972 in der Universitätsstraße auf. | Ehemalige Sendelbachstraße: Universitätsstraße                                      |
| Sentaweg seit 1953                                                                                             | 205 + 40 + 50 + 55 + 55               | Senta ist eine Figur aus Richard Wagners Oper Der Fliegende Holländer, die 1843 uraufgeführt wurde. | Vom Steilweg bis Am Schießhaue mit vier abgehenden Stichstraßen. | |                                                                                     |
| Seulbitzer Straße seit 1976                                                                                    | 3640                                  | Dem Ortsnamen Seulbitz liegt das slawische Wort Žilovica (Quelle) oder Žilovici (Leute des Žil) zugrunde. | Von der Eremitenhofstraße zur Stadtgrenze. | Die Straße führt zum und durch den Ortsteil Seulbitz. |                                                                                     |
| Seulbitzer Weg seit 1963                                                                                       | 260                                   | Es handelt sich um den ehemaligen Weg nach Seulbitz im bis 1939 selbstständigen Ortsteil Sankt Johannis. | Von der Sonntagstraße zum Altentrebgastplatz und weiter als Stichstraße. | |                                                                                     |
| Siebener Platz seit 1961                                                                                       |                                       | Der Name erinnert an das 7. Bayerische Infanterieregiment, das von 1866 bis 1919 in der Stadt stationiert war. | Der Platz liegt an der Bismarckstraße, abgehende Straßen sind die Hardenbergstraße, die Rupprechtstraße und die Schwindstraße.                                                                                     | |                                                                                     |
| Siechengasse, Siechgasse 16. Jh.-Anf. 20. Jh.                                                                  |                                       | Die Gasse begann in der heutigen Erlanger Straße am 1449/50 erbauten und 1979 abgerissenen „Siechenhaus“, das ab 1848 als Armenhaus verwendet wurde. | | Die von der Erlanger Straße zur Wolfsgasse führende Straße ist aus dem Stadtbild verschwunden. |                                                                                     |
| Siegfriedstraße seit vor 1882                                                                                  | 125                                   | Siegfried ist der Titel einer Oper von Richard Wagner, die zusammen mit den drei Musikdramen Das Rheingold, Die Walküre und Götterdämmerung die Tetralogie Der Ring des Nibelungen bildet. | Von der Richard-Wagner-Straße zur Lisztstraße. | |                                                                                     |
| Siegfried-Wagner-Allee seit 1933                                                                               | 335                                   | Siegfried Wagner (* 6. Juni 1869 in Tribschen; † 4. August 1930 in Bayreuth), Sohn Richard Wagners, war Komponist und Dirigent. Von 1908 bis zu seinem Tod leitete er die Bayreuther Festspiele. | Von der Bürgerreuther Straße zur Straße Festspielhügel. | Die durch den Richard-Wagner-Park führende Straße ist die Auffahrt zum Richard-Wagner-Festspielhaus auf dem Grünen Hügel. |                                                                                     |
| Sieglindestraße seit 1970                                                                                      | 415 + 40 + 30                         | Die Straße ist nach der Gestalt der Sieglinde, Siegfrieds Mutter in Richard Wagners vierteiligem Opernzyklus Der Ring des Nibelungen, benannt. | Von der und wieder zur Stolzingstraße mit zwei abgehenden Stichstraßen. | Die Straße liegt im Neubaugebiet Hussengut am Hang der Hohen Warte. |                                                                                     |
| Siegmundstraße seit 1970                                                                                       | 120                                   | Siegmund ist eine Opernfigur Richard Wagners, und zwar der Vater Siegfrieds in Der Ring des Nibelungen. | Von der Eubener Straße abgehende Stichstraße. | Die Straße liegt am Hang der Hohen Warte im Ortsteil Schießhaus. |                                                                                     |
| Singgäßlein, Singgäßchen 1855–1942                                                                             |                                       | Der entstellte Name geht auf einen Anwohner namens „Sinn“ zurück. | Ehemalige Verbindung zwischen der Brandenburger Straße und der Markgrafenallee. | |                                                                                     |
| Sonnenleite seit 1975                                                                                          | 94                                    | „Leite“ ist eine Bezeichnung für einen Hang, also: Sonnenhang. | Von der Seulbitzer Straße abgehende Stichstraße. | Die Straße liegt auf der „Hohen Reut“ am Ostrand des Stadtteils Seulbitz. |                                                                                     |
| Sonnenstraße seit 1976                                                                                         | 372 + 41 + 39 + 36                    | Das Zentralgestirn des Sonnensystems ist als Gelber Zwerg unter den Sternen der Milchstraße „durchschnittlich“. Die Sonne übertrifft 700fach die Masse aller Planeten zusammen und 330.000fach die der Erde. | Von der Frankenwaldstraße zur Sternstraße mit drei abgehenden Stichstraßen. | Die Straße liegt im Stadtteil Aichig |                                                                                     |
| Sonntagstraße seit 1963                                                                                        | 185 + 34                              | Namenspate war Andreas Sonntag (* 1877), von 1919 bis 1933 Bürgermeister der damals selbstständigen Gemeinde Sankt Johannis. | Von der Eremitagestraße zum Altentrebgastplatz mit einer abgehenden Stichstraße. | Die Straße liegt im 1939 nach Bayreuth eingemeindeten Dorf Sankt Johannis. |                                                                                     |
| Sophian-Kolb-Straße seit 1953                                                                                  | 475                                   | Der Unternehmer Sophian Kolb (1793–1866) war 1846 Gründer der mechanischen Flachsspinnerei in Friedrichsthal. | Von der Weiherstraße zur Anschlussstelle Bayreuth Nord der Bundesautobahn 9. | Die Straße liegt im Industriegebiet St. Georgen. |                                                                                     |
| Sophienstraße seit 1889 1449–1889: Breite Gasse                                                                | 220                                   | Namenspatinnen der Straße sind die Ehefrauen der Bayreuther Markgrafen, die den Namen Sopia trugen. | | | Sophienstraße                                                                       |
| Sorgenfliehweg seit 1977                                                                                       |                                       | Der Weg führt am ehemaligen Landsitz Sorgenflieh (Entsprechung des französischen „Sanssouci“) des preußischen Hauptmanns von Reiche vorbei. | | Sorgenflieh ist ein eingemeindeter Weiler südöstlich der Stadt. |                                                                                     |
| Sparneckerweg seit 1963                                                                                        | 102                                   | Sparneck ist ein Markt im oberfränkischen Landkreis Hof. Benannt ist die Straße nach dem Adelsgeschlecht der von Sparneck, das ein Burggut in der Stadt besaß. | Von der Preuschwitzer Straße abgehende Stichstraße. | Die Straße liegt im Stadtteil Roter Hügel. |                                                                                     |
| Sperlingweg seit 1976                                                                                          | 56                                    | Sperlinge sind eine Familie der Vögel, die zu den Singvögeln gehört. Zu ihr werden elf Gattungen mit 48 Arten gerechnet. In Mitteleuropa kommen der Haussperling, auch Spatz genannt, und der Feldsperling vor. | Von der Neckarstraße abgehende Stichstraße. | Die Straße liegt am Fuß des Roten Hügels. |                                                                                     |
| Spessartstraße seit 1975                                                                                       | 130                                   | Der Spessart ist ein Mittelgebirge im südwestlichen Deutschland in den Bundesländern Bayern und Hessen. Im dicht bewaldeten Hohen Spessart liegt der Geiersberg mit 585 m über dem Meeresspiegel. | Von der Schwarzwaldstraße zum Magdalenenweg. | Die Straße liegt im Stadtteil Aichig. |                                                                                     |
| Spinnereistraße seit 1996                                                                                      | 415                                   | Die Straße führt durch das ehemalige Gelände der 1889 gegründeten und 1992 stillgelegten Neuen Baumwollen-Spinnerei. | Von der Gutenbergstraße zum Nordring. | An der heutigen Spinnereistraße befand sich 1944/45 das Außenlager Bayreuth des Konzentrationslagers Flossenbürg. | Spinnereistraße                                                                     |
| Spitalgasse spätestens seit 1888 vor 1888 auch: Hammengasse 1654 als Hammengäßlein oder Spitalgäßlein belegt   | 105 + 30 + 25                         | Ein Ast der Straße mündet gegenüber dem ehemaligen Spital auf die untere Maximilianstraße. | Von der Sophienstraße zur untern Maximilianstraße mit zwei zur Von-Römer-Straße abzweigenden Ästen. | Das Spital bestand von ca. 1435 bis 1974, seit 1977 ist im Gebäude ein Studentenwohnheim untergebracht. Die Straße liegt in der Fußgängerzone Innenstadt. | Spitalgasse                                                                         |
| Spitalgasse 1745 als Spithal Gaß belegt                                                                        |                                       | An der Straße lag das ehemalige Spital, nach wie vor befindet sich dort die Spitalkirche. | | Früherer Name der unteren Maximilianstraße. | Ehemalige Spitalgasse: (Untere) Maximilianstraße                                    |
| Spitzwegstraße seit 1960                                                                                       | 1100                                  | Carl Spitzweg (1808–1885) war ein deutscher Maler der Spätromantik. Er stellte Menschen in ihrem zeitbedingten bürgerlichen Milieu dar. | Von der Justus-Liebig-Straße zur Bamberger Straße. | Die Straße verläuft als Teil der „Südtangente“ am Südrand der Ortslage Jakobshof des Stadtteils Altstadt. |                                                                                     |
| Sponheimweg seit 1963                                                                                          | 380                                   | Johann Philipp Wolf von Sponheim war markgräflicher Kammerjunker und vormaliger Eigentümer des von der Stadt 1721 angekauften „Alten Rathauses“ am Markt. | Von der Preuschwitzer Straße zur Andechsstraße. | An der Straße befindet sich die Grundschule Herzoghöhe. Nur der südliche Abschnitt ist für Kraftfahrzeuge befahrbar. |                                                                                     |
| Staatsstraße 2163                                                                                              | 940                                   | | Von der Bamberger Straße zur Stadtgrenze in Richtung Mistelbach sowie von der Christian-Ritter-von-Popp-Straße zur Stadtgrenze in Richtung Allersdorf.                                                             | |                                                                                     |
| Staatsstraße 2181                                                                                              | 1220                                  | | Von der Christian-Ritter-von-Popp-Straße zur Stadtgrenze in Richtung Weidenberg. | |                                                                                     |
| Stadtgasse 1709–1889                                                                                           |                                       | Die Straße war Hauptstraße der 1705 erstmals erwähnten „Neuen Stadt zu St. Georgen“. | | Die Straße wurde 1889 in St. Georgen umbenannt. |                                                                                     |
| Steigerwaldstraße seit 1977                                                                                    | 70                                    | Der Steigerwald ist ein bis 499 m ü. NN hohes Mittelgebirge im bayrisch-fränkischen Teil des Südwestdeutschen Stufenlandes zwischen Würzburg und Nürnberg. Er ist Teil des Keuperberglandes. | Von der Schwarzwaldstraße abgehende Stichstraße. | Die Straße liegt in der Ortslage Bühlersmühle des Stadtteils Aichig. |                                                                                     |
| Steilweg seit 1947                                                                                             | 495                                   | Nach dem entsprechenden Merkmal („steil“) der Straße benannt. | Von An der Bürgerreuth zur Lohengrinstraße. | Die Straße führt von Osten her auf den Grünen Hügel. |                                                                                     |
| Steinachstraße seit 1972 1963–1972 zwei Abschnitte: Mainstraße und Friedrichsthaler Weg                        | 1130                                  | Die Warme Steinach (in Bayreuth nur „Steinach“ genannt) fließt im Nordosten der Stadt in den Roten Main. | Von der Warmensteinacher Straße zum Altentrebgastplatz. | Die Straße verbindet die Stadtteile Laineck und Sankt Johannis. An ihrem südlichen Ende liegt das Schloss Sankt Johannis. |                                                                                     |
| Steinbühlweg seit 1962                                                                                         | 225                                   | Der „Große Steinbühl“ (mittelhochdeutsch „stein“ = Fels, „bühel“ = Hügel) ist als Flurname 1754 im Ortsteil Meyernberg belegt. | Von der Meyernberger Straße zur Donndorfer Straße. | Die Straße liegt im Stadtteil Meyernberg. |                                                                                     |
| Steingraeberpassage seit 1983                                                                                  | 60                                    | Die Klaviermanufaktur Steingraeber, Hersteller hochwertiger Pianinos und Flügel, hat ihren Sitz im historischen Steingraeber-Haus in der Friedrichstraße. | Von der Friedrichstraße zur Dammallee. | Es handelt sich um einen Fußweg mit einer Treppe, der nicht befahrbar ist. |                                                                                     |
| Steinwaldstraße seit 1983                                                                                      | 220                                   | Der Steinwald ist ein maximal 946 m ü. NN hohes Mittelgebirge und zugleich ein 1970 gegründeter, 246 km² großer Naturpark südlich des Fichtelgebirges. | Die Straße mündet beidseitig in die Frankenwaldstraße. | Die Straße liegt in einem Neubaugebiet im Südwesten des Stadtteils Aichig. |                                                                                     |
| Steinweg 1446/48 belegt                                                                                        |                                       | Der Name bezieht sich auf die bereits vor 1446 so benannte Feldgegend Der Stein, nicht aber auf die Pflasterung der Straße. | | Früherer Name des Beginns der Kulmbacher Straße. Jean Paul verwendet die Bezeichnung Steinstraße. | Ehemaliger Steinweg: Kulmbacher Straße                                              |
| Sternplatz seit vor 1942 1824–1937: Maximilianplatz früher inoffiziell auch: Kutscherplatz, Maulaffenplatz     | 30                                    | Der Name bezieht sich auf die Form des Platzes mit fünf abgehenden Straßen. | Vom Sternplatz gehen die Opernstraße, die Badstraße, die Richard-Wagner-Straße, die Ludwigstraße und die Maximilianstraße ab.                                                                                      | Am Sternplatz wurde 1952 die erste Bayreuther Verkehrsampel installiert. Aktuell zählt der Platz zur Fußgängerzone Innenstadt, wird aber als Parkhauszufahrt genutzt und von Linienbussen befahren. | Sternplatz                                                                          |
| Sternstraße seit 1976 bis 1976: Birkenstraße                                                                   | 365                                   | Die Straße ist Hauptachse eines Straßennamenfelds nach Himmelskörpern im Ortsteil Aichig. | Von der Kemnather Straße zur Frankenwaldstraße | Die ehemalige Birkenstraße wurde nach der Eingemeindung Aichigs umbenannt, da im Stadtteil Birken eine gleichnamige Straße existiert. |                                                                                     |
| Sterntalerring seit 1962                                                                                       | 465                                   | Die Sterntaler ist ein Märchen aus Kinder- und Hausmärchen der Brüder Grimm, Es geht zum Teil auf Achim von Arnims Novelle „Die drei liebreichen Schwestern und der glückliche Färber“ zurück. | Von und zur Meyernberger Straße. | Die etwa halbkreisförmige Straße liegt in einem Neubaugebiet des Stadtteils Meyernberg. |                                                                                     |
| Stettiner Weg seit 1972 1963–1972: Königsberger Weg                                                            | 55                                    | Stettin (poln. Szczecin) ist die Hauptstadt der polnischen Woiwodschaft Westpommern und liegt rund 120 Kilometer nordöstlich von Berlin an der Odermündung zum Stettiner Haff. | Von der Sudetenstraße abgehende Stichstraße. | Die Straße liegt in einem Neubaugebiet mit Mehrfamilienhäusern in Laineck-Unterend. |                                                                                     |
| Stielerstraße seit 1960                                                                                        | 145                                   | Joseph Karl Stieler (1781–1858) war ein bayerischer Hofmaler. | Von der Hans-Meiser-Straße zur Böcklinstraße. | |                                                                                     |
| Stifterweg seit 1950                                                                                           | 90                                    | Adalbert Stifter (1805–1868) war ein österreichischer Schriftsteller, Maler und Pädagoge. Er zählt zu den bedeutendsten Autoren des Biedermeiers. | Vom Lessingweg zum Rückertweg. | Die Straße liegt in der – auf einem ehemaligen Militärgelände errichteten – „Pöhner-Siedlung“ am Rand des Kasernenviertels. |                                                                                     |
| Stolzingstraße seit 1970 1964–1970: Stolzingweg                                                                | 765 (Hauptast)                        | Der Ritter Walther von Stolzing ist eine Figur der Wagner-Oper Die Meistersinger von Nürnberg. | Von der Straße Grüner Baum bis über den Pognerweg hinaus. | Die Straße im Ortsteil Hussengut hat elf abgehende Stichstraßen, von denen sich eine nochmals verzweigt. |                                                                                     |
| Strangshofer Weg 1649 belegt                                                                                   |                                       | Der nach einem früheren Besitzer namens Strang benannte Hof existierte bis in die 1950er Jahre. | | |                                                                                     |
| Straße des 6. Chevauxlegers-Regiments 1937–1947 1897–1937 und seit 1947: Pottensteiner Straße                  |                                       | Das 6. Chevauxlegers-Regiment war von 1866 bis zu seiner Auflösung 1919 in Bayreuth stationiert. | | |                                                                                     |
| Straße des 7. Infanterieregiments 1937–1947 1889–1937: Kasernstraße                                            | 705                                   | Das 7. Infanterieregiment war von 1866 bis zu seiner Auflösung 1919 in Bayreuth stationiert. | Von der Bismarckstraße zur Straße Moritzhöfen. | Die Straße am Nordrand des Kasernenviertels erhielt 1947 den Namen Rathenaustraße. |                                                                                     |
| (Straße nach Forstmühle)                                                                                       | 705                                   | | Von der Straße nach Mistelbach (St2163) zur Stadtgrenze. | Die Straße trägt keinen eigenen Namen, der kleine Ort Forstmühle gehört zur Gemeinde Gesees. | Straße nach Forstmühle                                                              |
| Stuckbergstraße seit 1904                                                                                      | 340                                   | Der Name Stuckberg entstand, nachdem 1748 dort Kanonen (= Stucke) für Böllerschüsse anlässlich der Hochzeit der Prinzessin Elisabeth Friederike Sophie aufgestellt wurden. | Von der Rosestraße zur Brahmsstraße und weiter als Stichstraße. | Die Straße liegt im Stadtteil Sankt Georgen. | Stuckbergstraße                                                                     |
| Sudetenstraße seit 1963                                                                                        | 365                                   | Die Sudeten sind ein Gebirgszug, der die nordöstliche Umrandung des Böhmischen Beckens zwischen dem Zittauer Becken und der Mährischen Pforte bildet. Die höchste Erhebung ist die Schneekoppe im Riesengebirge. | Von der Steinachstraße zur Schloßstraße. | Die Straße liegt in einem Neubaugebiet im Lainecker Ortsteil Unterend. |                                                                                     |
| Südlicher Ringweg seit 1947                                                                                    | 580                                   | Die Straße ist Teil eines halbringförmigen (eigentlich: hufeisenförmigen) Straßenzugs. | Von der Straße Am Hofacker über den Ginsterweg hinaus. | Die Straße befindet sich im Stadtteil Saas. | Südlicher Ringweg                                                                   |
| Suttnerstraße seit 1963                                                                                        | 155 + 105                             | Bertha von Suttner (1843–1914) war eine österreichische Pazifistin, Friedensforscherin und Schriftstellerin. 1905 wurde sie als erste weibliche Preisträgerin mit dem Friedensnobelpreis ausgezeichnet. | Von der Friedenstraße zu Rotkreuzstraße mit einer abgehenden Stichstraße. | Die Straße liegt im Ortsteil Quellhöfe des Stadtteils Birken. | Suttnerstraße                                                                       |
| Talblick seit 1976                                                                                             |                                       | Die Straße liegt oberhalb des Roten Mains. | | |                                                                                     |
| Talweg seit 1977                                                                                               |                                       | Die Straße liegt am Tal des Bächleins „Preuschwitzerin“. | | |                                                                                     |
| Tannenbergstraße 1934–1947 und seit 1952 1947–1952: Thälmannstraße                                             | 190                                   | Die Schlacht bei Tannenberg war eine Schlacht des Ersten Weltkriegs und fand in der Gegend südlich von Allenstein in Ostpreußen im August 1914 zwischen deutschen und russischen Armeen statt. | Von der Robert-Koch-Straße zur Leuschnerstraße. | | Tannenbergstraße                                                                    |
| Tannenweg seit 1947                                                                                            | 424                                   | Die Tannen sind nach den Kiefern die am weitesten verbreitete und artenreichste Gattung in der Familie der Kieferngewächse. In Mitteleuropa ist die Weißtanne heimisch. | Von der Preuschwitzer Straße zum Wacholderweg. | Die Straße liegt im Stadtteil Roter Hügel. |                                                                                     |
| Tannhäuserstraße seit 1930                                                                                     | 719                                   | Die Straße ist nach der Hauptgestalt aus Richard Wagners Oper Tannhäuser und der Sängerkrieg auf Wartburg aus dem Jahr 1845 benannt. | Von An der Bürgerreuth zur Straße Grüner Baum. | |                                                                                     |
| Tauererweg seit 1972 1499: ufm Taurer 1682: im Taurer                                                          |                                       | Der 1499 belegte Flurname ufm Taurer geht vermutlich auf einen Besitzer namens Tauer zurück. | | | Das Foto zeigt den Tauererweg                                                       |
| Taunusstraße seit 1975                                                                                         |                                       | Der Taunus ist ein deutsches Mittelgebirge mit dem Großen Feldberg als höchster Erhebung. Als Teil des Rheinischen Schiefergebirges gehört er zu den älteren Gebirgen Deutschlands. | | |                                                                                     |
| Tegernseeweg seit 1979                                                                                         |                                       | Der 8,9 km² große Tegernsee liegt rund 50 km südlich von München in den Bayerischen Alpen. Er hat mehrere Zuflüsse, einziger Abfluss ist die in den Inn mündende Mangfall. | | |                                                                                     |
| Teichweg seit 1973                                                                                             | 190                                   | Die Straße ist nach dem Anfang der 1970er Jahre zugeschütteten Löschwasserteich im 1972 eingemeindeten Ortsteil Oberkonnersreuth benannt. | Von der Oberkonnersreuther Straße zur Nürnberger Straße. | | Teichweg                                                                            |
| Tekirdagplatz seit 2014                                                                                        | 55 × 50                               | Die türkische Stadt Tekirdağ ist seit 2012 eine der Bayreuther Partnerstädte. | Der Platz befindet sich an der Südseite der Brandenburger Straße, abgehende Straßen sind die Rosestraße und die Stuckbergstraße.                                                                                   | Der vorher namenlose Platz wurde grundlegend umgestaltet und im September 2015 mit einem Bürgerfest offiziell eingeweiht. Er liegt am Hang des Stuckbergs im Stadtteil Sankt Georgen. |                                                                                     |
| Telemannstraße seit 1966                                                                                       | 160                                   | Georg Philipp Telemann (1681–1767) war ein deutscher Komponist des Barocks. Er prägte durch neue Impulse maßgeblich die Musikwelt der ersten Hälfte des 18. Jahrhunderts. | Von derMünzgasse zum Hohenzollernring. | | Telemannstraße                                                                      |
| Telramundweg seit 1962                                                                                         | 140                                   | Graf Friedrich von Telramund ist eine Figur in Richard Wagners Oper Lohengrin. | Der Telramundweg mündet beidseitig in die Gravenreutherstraße. | Die Straße befindet sich im Stadtteil Grüner Baum am Fuß der Hohen Warte. |                                                                                     |
| Teufelsgraben 1471 erstmals erwähnt                                                                            | 620                                   | Der 1471 erwähnte Teufelsgraben dürfte als „unheimliche Schlucht“ angesehen worden sein, wobei das Wort „Teufe“ (= Tiefe) zu „Teufel“ umgedeutet wurde. | Von der Straße Am Berg zur Stadtgrenze. | Es handelt sich um die Zufahrt zum gleichnamigen Weiler, die Fortsetzung der Straße zur Bundesstraße 22 auf dem Gebiet der Gemeinde Eckersdorf ist für Kraftfahrzeuge gesperrt. |                                                                                     |
| Thälmannstraße 1947–1952 1934–1947 und seit 1952: Tannenbergstraße                                             | 190                                   | Ernst Thälmann (1886–1944) war von 1924 bis 1933 Mitglied des Reichstags der Weimarer Republik sowie von 1925 bis 1933 Vorsitzender der KPD. 1944 wurde er auf direkten Befehl Adolf Hitlers im KZ Buchenwald erschossen. | Von der Robert-Koch-Straße zur Leuschnerstraße. | Die Straße liegt am westlichen Rand des Kasernenviertels. | Ehemalige Thälmannstraße: Tannenbergstraße                                          |
| Theodor-Schmidt-Straße seit 1954                                                                               | 950                                   | Theodor Schmidt (1828–1873) war Besitzer der ehem. Porzellan- und Steingut-Fabrik in St. Georgen sowie Gründungsmitglied der Mechanischen-Baumwoll-Spinnerei. | Von der Sophian-Kolb-Straße zur Dieselstraße. | Die Straße liegt im Industriegebiet St. Georgen. |                                                                                     |
| Theodor-Storm-Straße seit 1981                                                                                 | 60                                    | Theodor Storm (1817–1888) war als Schriftsteller sowohl als Lyriker als auch als Autor von Novellen und Prosa des deutschen Realismus mit norddeutscher Prägung bedeutend. Im bürgerlichen Beruf war er Jurist. | Stichstraße von der Max-Stirner-Straße. | Die Straße befindet sich im Stadtteil Glocke. |                                                                                     |
| Thermenallee seit 1998                                                                                         | 830                                   | Die 1999 eröffnete Lohengrin Therme ist ein anerkannter Heilquellenkurbetrieb im Stadtteil Seulbitz. Das Heilwasser hat eine Temperatur von 36 °C. | Geht von der Seulbitzer Straße ab und mündet wieder in diese. | |                                                                                     |
| Thiergärtner Straße seit 1975                                                                                  | 3380                                  | Der 1976 eingemeindete Ortsteil Thiergarten ist nach dem dortigen Jagdrevier der Markgrafen von Brandenburg-Bayreuth benannt (siehe auch Jagdschloss Thiergarten). | Von der Pottensteiner Straße zur Fanggasse. | Die Straße tangiert die Naherholungsgebiete Röhrensee und Studentenwald. |                                                                                     |
| Thurnauer Weg seit 1979                                                                                        |                                       | Der Markt Thurnau liegt am nördlichen Rand der Fränkischen Schweiz im Städtedreieck Kulmbach-Bayreuth-Bamberg. Den historischen Ortskern dominiert der Brückengang vom Schloss zur St.-Laurentius-Kirche. | | |                                                                                     |
| Tilsiter Straße seit 1977                                                                                      |                                       | Die ehemals ostpreußische Stadt Tilsit trägt seit 1946 den Namen Sowetsk. 1807 wurde dort zwischen Frankreich, Russland und Preußen der Friede von Tilsit geschlossen. | Vom Allensteiner Ring abgehende Stichstraße. | Die Straße ist Teil eines Straßennamenfelds, das an die Herkunftsorte der Flüchtlinge des Zweiten Weltkriegs erinnert. |                                                                                     |
| Tirolerstraße seit 1959                                                                                        | 385                                   | Tiroler sind die Bewohner der Region Tirol in den Alpen. Seit dem Friedensvertrag von St. Germain 1919 ist diese zwischen Österreich (Nordtirol) und Italien (Südtirol) aufgeteilt. | Von der Pfälzerstraße zur Schwabenstraße. | |                                                                                     |
| Tizianweg seit 1976                                                                                            | 120                                   | Tizian (eigentlich Tiziano Vecellio; um 1490–1576) gilt als der führende Vertreter der venezianischen Malerei des 16. Jahrhunderts und einer der Hauptmeister der italienischen Hochrenaissance. | Von der Jakobstraße zum Buchsteinweg. | Stichstraße; keine Durchfahrtmöglichkeit für Kraftfahrzeuge zum Buchsteinweg. |                                                                                     |
| Tristanstraße seit 1929                                                                                        | 630                                   | Die Straße ist nach der Hauptgestalt aus Richard Wagners Oper Tristan und Isolde von 1859 benannt. | Von der Bürgerreuther Straße zur Tannhäuserstraße. | |                                                                                     |
| Tulpenweg seit 1947                                                                                            | 370                                   | Die Tulpen (Tulipa) bilden eine Pflanzengattung in der Familie der Liliengewächse (Liliaceae). Die etwa 150 Arten sind von Nordafrika über Europa bis Mittel- und Zentralasien verbreitet. | Vom Lilienweg zum Dahlienweg. | |                                                                                     |
| Tunnelstraße seit 1875                                                                                         | 385                                   | Der „Tunnel“ ist die Straßenführung unter der Fichtelgebirgs- und der Ostbahn. | Von der Bahnhofstraße zur Brandenburger Straße. | Die örtliche Aussprache betont die Endsilbe „el“. | Tunnelstraße Bayreuth 1987                                                          |
| Uhlandweg seit 1950                                                                                            | 90                                    | Ludwig Uhland (1787–1862) war ein deutscher Dichter, Literaturwissenschaftler, Jurist und Politiker. | Vom Lessingweg zum Rückertweg. | |                                                                                     |
| Ulmenweg 1947–1963                                                                                             |                                       | Die Ulmen (Ulmus) bilden eine Pflanzengattung in der Familie der Ulmengewächse. Das Ulmensterben droht die mitteleuropäischen Ulmen-Arten auszurotten. | | Die Straße ging 1963 im Meranierring auf. |                                                                                     |
| Universitätsstraße seit 1973 1962–1973 von der Birken- zur Prieserstraße: Sendelbachstraße                     | 2970                                  | Der Grundstein für die Universität Bayreuth wurde 1974 gelegt, 1975 wurde der Lehrbetrieb aufgenommen. | Von der Birkenstraße zur Thiergärtner Straße mit einem Seitenast zur Dr.-Klaus-Dieter-Wolff-Straße. | Eine erste Universität existierte in der Stadt – an anderer Stelle – bereits 1742, 1743 wurde sie aber nach Erlangen verlagert. An der Straße liegt das Gebäude der Fraunhofer-Projektgruppe Regenerative Produktion. |                                                                                     |
| Untere Gaß 1709 belegt                                                                                         |                                       | Die Bezeichnung „untere“ bezieht sich auf die etwas tiefere Lage als die der benachbarten Brandenburger Straße. | | Die Straße heißt seit 1889 Markgrafenallee. |                                                                                     |
| Untere Maxstraße 1745 als Spithal Gaß belegt                                                                   | 195                                   | Inoffizieller Name der unteren Maximilianstraße südöstlich der Spitalkirche. | Von Am Mühltürlein zur Kulmbacher Straße. | |                                                                                     |
| Untere Röth seit vor 1950                                                                                      |                                       | Der Name leitet sich von der gelbroten bis braunroten Farbe des Keuperbodens ab. | | |                                                                                     |
| Untere Siegfriedstraße 1882–1889                                                                               | 130                                   | Im Vergleich zur Siegfriedstraße liegt die Straße näher am Stadtzentrum sowie hügel- und tappertabwärts (siehe auch Siegfriedstraße). | Von der Richard-Wagner-Straße zur Lisztstraße. | Die Straße erhielt 1889 den Namen Wahnfriedstraße. | Ehemalige Untere Siegfriedstraße: Wahnfriedstraße                                   |
| Unteres Tor seit 1983 bis 1983: Teil der Austraße                                                              | 120                                   | Der Name erinnert an das 1752 abgerissene untere Stadttor, das sich aber in Höhe des heutigen Pauschenbergleins befand. | Von der Kulmbacher Straße zur Erlanger Straße. | | Unteres Tor                                                                         |
| Unternschreezer Straße seit 1977                                                                               | 2080                                  | Unternschreez ist ein Dorf in der Gemeinde Haag, südlich der Stadt am Hang des Sophienbergs. Am Ortsrand entspringt der dort Aubach genannte Tappert. | Von der Thiergärtner Straße zur Stadtgrenze. | An der Straße liegen die 1976 eingemeindeten Weiler Römersberg und Bauerngrün. |                                                                                     |
| Unterpreuschwitz 1976 eingemeindet                                                                             |                                       | Nach der Lage unterhalb von Oberpreuschwitz so benannt. | Ehemaliges Dorf mit Y-förmiger Straße, Zufahrtswege existieren von Oberpreuschwitz und Oberobsang. | Der Ortsteil ist ca. 1398 als Nydernpreyßwicz und 1497 als Vnttern Breyschwitz belegt. |                                                                                     |
| Uranusstraße seit 1976                                                                                         | 130                                   | Uranus ist von der Sonne aus mit einer durchschnittlichen Sonnenentfernung von 2,9 Milliarden Kilometern der siebte Planet im Sonnensystem. Der Gasplanet wurde 1781 von Wilhelm Herschel entdeckt. | Von der Neptunstraße zur Sternstraße. | Die Straße liegt in einem Neubaugebiet des ehemaligen Dorfes und heutigen Ortsteils Aichig. |                                                                                     |
| Varellweg seit 1963                                                                                            | 180 + 40                              | Friedrich Hilderich von Varell (1566–1635), Kanzler des Markgrafen Christian, hatte wesentlichen Anteil an der Verlegung der Residenz von Kulmbach nach Bayreuth. | Von der Eremitagestraße zum Altentrebgastplatz mit einer abzweigenden Stichstraße. Eine weitere 55 Meter lange zugehörige Stichstraße zweigt ohne Verbindung zum eigentlichen Varellweg von der Eremitagestrße ab. | Friedrich Hilderich von Varell bewohnte ab 1603 das alte Herrenhaus in Sankt Johannis. |                                                                                     |
| Veilchenweg seit 1953                                                                                          | 190                                   | Die Veilchen sind eine Pflanzengattung in der Familie der Veilchengewächse. Bekannte Arten sind Stiefmütterchen, Hornveilchen und Duftveilchen. | Vom Lilienweg zur Langen Zeile. | Die Straße liegt im Stadtteil Saas. | Veilchenweg                                                                         |
| Venusstraße seit 1976 vor 1976: Teil der Ringstraße                                                            | 175                                   | Die Venus ist der zweitinnerste und drittkleinste Planet des Sonnensystems. Sie zählt zu den vier erdähnlichen Planeten, die auch „terrestrische Planeten“ oder „Gesteinsplaneten“ genannt werden. | Von der Sternstraße zur Marsstraße. | Die Straße liegt im Stadtteil Aichig. |                                                                                     |
| Virchowstraße seit 1965                                                                                        | 355                                   | Rudolph Virchow (1821–1902) war Arzt an der Berliner Charité. Der Vertreter einer streng naturwissenschaftlich und sozial orientierten Medizin gilt als Gründer der modernen Pathologie. | Von der Sauerbruchstraße zur Laimbacher Straße. | Die Straße liegt am südlichen Rand des Stadtteils Meyernberg. |                                                                                     |
| Vogelherdweg seit 1977                                                                                         | 625                                   | Ein Vogelherd ist ein Fangplatz, an dem verschiedene Vögel gefangen wurden. Der Vogelfang war bis ins 19. Jahrhundert eine beliebte Freizeitbeschäftigung auch oberer Gesellschaftsschichten. | Von der Destubener Straße abgehende Stichstraße. | Die Straße liegt am Osthang der Bärenleite am Rand des Stadtteils Destuben. |                                                                                     |
| Von-der-Tann-Straße 1896–1947                                                                                  |                                       | Ludwig Freiherr von und zu der Tann (1815–1881) war ein königlich bayerischer General der Infanterie. Nach dem Sieg gegen Frankreich 1871 wurde er in seiner Heimat als Kriegsheld gefeiert. | | Die Straße trägt seit 1947 den Namen Robert-Koch-Straße. | Ehemalige Von-der-Tann-Straße: Robert-Koch-Straße                                   |
| Von-Helmholtz-Straße seit 1945                                                                                 | 180                                   | Hermann von Helmholtz (1821–1894) war ein deutscher Physiologe und Physiker. Als Universalgelehrter war er einer der vielseitigsten Naturwissenschaftler seiner Zeit. | Von der Birkenstraße zur Schellingstraße. | Die Straße im Stadtteil Birken entstand 1938 mit der unteren SA-Siedlung. | Von-Helmholtz-Straße                                                                |
| Von-Platen-Straße seit 1945                                                                                    | 240                                   | August von Platen (* 24. Oktober 1796 in Ansbach, Ansbach-Bayreuth; † 5. Dezember 1835 in Syrakus, Königreich beider Sizilien) war ein deutscher Dichter. | Von der Mosinger Straße zur Fröbelstraße. | Die Straße liegt im Stadtteil Kreuz. | Von-Platen-Straße                                                                   |
| Von-Römer-Straße seit 1889 bis 1889: Judengasse                                                                | 160                                   | Christof Gottlob Heinrich Friedrich Römer, seit 1852 „von Römer“, (1794–1864) war ein liberaler deutscher Politiker. | Von der Sophienstraße zur unteren Maximilianstraße. | Die Straße liegt in der Innenstadt im Bereich der „Fußgängerzone“. | Von-Römer-Straße.JPG                                                                |
| Vor dem Friedrichstor 1736–1752 1730–1736: Vor dem Neuen Tor                                                   |                                       | Das 1752 errichtete neue Stadttor wurde von Markgraf Friedrich persönlich so benannt. | | Die Straße heißt seit ca. 1745 Friedrichstraße. | Ehemals Vor dem Friedrichstor: Friedrichstraße                                      |
| Wacholderweg seit 1992                                                                                         | 582 + 49                              | Die Wacholder sind eine Pflanzengattung in der Familie der Zypressengewächse. In Mitteleuropa kommen in freier Natur nur der Gemeine Wacholder und der Sadebaum vor. | P-förmige Straße mit gleichnamiger Querspange im Schleifenbereich. | Der Wacholderweg liegt im Stadtteil Roter Hügel. |                                                                                     |
| Wachtelweg seit 2000                                                                                           |                                       | Die Wachtel ist ein ungefähr starengroßer, im Verborgenen lebender Vogel. In Europa ist sie der kleinste Hühnervogel. | | Die Straße ist Teil eines Straßennamenfeldes nach „jagdbarem“ Wild. |                                                                                     |
| Wahnfriedstraße seit 1889 1882–1889: Untere Siegfriedstraße                                                    | 138                                   | Das Haus Wahnfried (auch „Villa Wahnfried“) am Rand des Hofgartens ist das ehemalige Wohnhaus Richard Wagners. Der Bau wurde 1872 begonnen und 1874 fertiggestellt, Wagner lebte dort von 1874 bis 1882. | Von der Richard-Wagner-Straße zur Lisztstraße. | An der Straße liegt das Franz-Liszt-Museum in dessen Sterbehaus. Im „Chamberlainhaus“ Wahnfriedstraße 1 soll nach dem Umzug des dortigen Jean-Paul-Museums ein Dokumentationszentrum der NS-Ideologiegeschichte eingerichtet werden. |                                                                                     |
| Walchenseestraße seit 1979                                                                                     | 172                                   | Der Walchensee ist einer der tiefsten und größten Alpenseen Deutschlands. Seit 1924 wird das Gefälle zwischen dem Walchensee und dem fast 200 m tiefer gelegenen Kochelsee zur Stromerzeugung im Kraftwerk Walchensee genutzt. | Vom Bodenseering abgehende Stichstraße. | Die Straße liegt im Stadtteil Roter Hügel. |                                                                                     |
| Waldenburgstraße seit 1972 1967–1972: Breslauer Straße                                                         | 108                                   | Wałbrzych (deutsch: Waldenburg) ist eine Großstadt in der Woiwodschaft Niederschlesien in Polen. Sie liegt südwestlich von Breslau und bildete bis Anfang der 1990er Jahre das Zentrum des niederschlesischen Steinkohlereviers. | Von der Hirschbergleinstraße zur Sudetenstraße. | Die Straße liegt im Stadtteil Laineck. |                                                                                     |
| Waldsteinring seit 1963                                                                                        | 640                                   | Der Waldstein ist ein nördlicher Gebirgszug des Fichtelgebirges. Höchste Erhebung ist der Große Waldstein mit 877 Metern. | Von und zur Kösseinestraße. | Die Straße befindet sich im Stadtteil Sankt Johannis. |                                                                                     |
| Waldstraße seit 1976                                                                                           | 259                                   | Nach ihrer Lage am Waldrand in Seulbitz so benannt. | Von der Straße Hohereuth zur Almstraße. | Die Straße liegt im Stadtteil Seulbitz. |                                                                                     |
| Walkürenstraße seit 1912                                                                                       | 90                                    | Die Walküren sind Wotans Töchter in Richard Wagners Opernzyklus Der Ring des Nibelungen. | Von der Nibelungenstraße zur Bürgerreuther Straße. | | Walkürenstraße                                                                      |
| Wallstraße seit 1894                                                                                           | 242                                   | In der Nähe der Straße wurden Reste einer erdwallartigen Befestigung gefunden. | Von der St.-Nikolaus-Straße zur Bamberger Straße. | Die Straße liegt im Stadtviertel Altstadt. Zwischen der Bamberger Straße und dem Gartenweg ist sie für Kraftfahrzeuge gesperrt. |                                                                                     |
| Warmensteinacher Straße seit vor 1950                                                                          | 2730                                  | Warmensteinach ist eine Gemeinde im Landkreis Bayreuth. Der ca. 2100 Einwohner zählende Luftkurort liegt etwa 15 km östlich der Stadt im Fichtelgebirge. | Von der Bernecker Straße zur Stadtgrenze. | Der im Ortsteil Laineck befindliche Abschnitt hieß bis 1972 Bayreuther Straße. |                                                                                     |
| Wassergasse seit 1976                                                                                          |                                       | Der Name der Straße im ehemaligen Dorf Seulbitz leitet sich von ihrem seinerzeit feuchten Zustand her. | | |                                                                                     |
| Weberhof seit 1977                                                                                             |                                       | Nach der Lage auf dem Grund der früheren „Mechanischen Weberei“, die 1888 von der Mechanischen Baumwoll-Spinnerei dort errichtet worden war. | | |                                                                                     |
| Wegastraße seit 1976                                                                                           |                                       | Die Wega ist der Hauptstern des Sternbilds Leier und Teil des großen Sommerdreiecks. Als hellster Stern des Nordhimmels diente sie früher als Referenzstern der Helligkeitsmessung (Fotometrie). | | |                                                                                     |
| Weiherstraße seit 1953                                                                                         | 1660                                  | Der Name erinnert an den Brandenburger Weiher, der von 1508 bis 1775/76, unter anderem als Austragungsort für inszenierte Seeschlachten des Markgrafen Georg Wilhelm, dort existierte. | Von der Egerländer Straße über die Riedingerstraße zur nördlichen Stadtgrenze bei Bindlach. | Die Straße ist eine der Hauptachsen im Industriegebiet Sankt Georgen. An ihr liegen zahlreiche Handelsunternehmen und Industriebetriebe, darunter Grundig Business Systems (GBS) und ein Werk von British American Tobacco (BAT). |                                                                                     |
| Weißenburger Straße 1896–1947                                                                                  |                                       | Am 4. August 1870 besiegten in der Schlacht bei Weißenburg preußische Truppen die Franzosen. Die Schlacht im Elsass statt war die erste Schlacht des Deutsch-Französischen Kriegs von 1870/71. | | Die Straße erhielt 1947 den Namen Röntgenstraße. |                                                                                     |
| Weißenburger Straße seit 1958                                                                                  |                                       | Wissembourg (deutsch Weißenburg) ist eine Stadt mit knapp 8.000 Einwohnern im Elsass in Frankreich. Die Straße ist nach der Schlacht bei Weißenburg benannt. | | Zweitvergabe des Straßennamens, da er nicht als nationalsozialistisch belastet galt. |                                                                                     |
| Weizenweg seit 1978                                                                                            |                                       | Als Weizen wird eine Reihe von Pflanzenarten der Süßgräser der Gattung Triticum L. bezeichnet. Etymologisch leitet sich Weizen vom „Weiß“ des Mehls und der hellen Farbe der Weizenfrucht ab. | | |                                                                                     |
| Wendelhöfen |                                       | Nach dem dort 1496 erwähnten Wendelhof benannt, dessen Besitzer vermutlich „Wendelin“ hieß. | | |                                                                                     |
| Werner-Siemens-Straße seit 1945                                                                                | 265                                   | Werner Siemens (ab 1888 „von Siemens“; 1816–1892) war ein deutscher Erfinder, Begründer der Elektrotechnik und Industrieller. | Von der Dilchertstraße zur Rathstraße. | Im Gebäude Werner-Siemens-Straße 9 des ehemaligen Arbeitsamts ist seit November 1990 die Polizeiinspektion Bayreuth-Stadt untergebracht. | Werner-Siemens-Straße                                                               |
| Weserstraße seit 1973                                                                                          | 235                                   | Die Weser ist ein 452 km langer Strom. Sie trägt ihren Namen ab Hann. Münden, wo sich ihre beiden großen Quellflüsse Werra und Fulda vereinigen. Bei Bremerhaven mündet sie in die Nordsee. | Von der Klinikumallee zum Holunderweg. | |                                                                                     |
| Wichernstraße seit 1960                                                                                        | 250                                   | Johann Hinrich Wichern (1808–1881) war Theologe, Lehrer, Begründer der Inneren Mission der Evangelischen Kirche und Gefängnisreformer. | Von der Rotkreuzstraße zur Albert-Schweitzer-Straße. | | Wichernstraße                                                                       |
| Wieland-Wagner-Straße seit 1966                                                                                | 600                                   | Wieland Adolf Gottfried Wagner (* 5. Januar 1917 in Bayreuth; † 17. Oktober 1966 in München), ein Enkel Richard Wagners, leitete mit seinem Bruder Wolfgang von 1951 bis 1966 die Bayreuther Festspiele. | Von der Richard-Wagner-Straße zur Königsallee. | |                                                                                     |
| Wiesen seit 1977                                                                                               |                                       | Der Weg führt zum seit 1398 belegten Hof Wiesen. | | |                                                                                     |
| Wiesenstraße 1897–1938 und seit 1947                                                                           |                                       | Die Straße führte vom Neuen Weg zu den Mainwiesen an der Unteren Au. | | |                                                                                     |
| Wilhelm-Busch-Straße früher: namenlos, da innerhalb des Kasernenbereichs                                       |                                       | Wilhelm Busch (1832–1908) war einer der einflussreichsten humoristischen Dichter und Zeichner Deutschlands. Zu seinen bekanntesten Werken zählen die Bildergeschichten Max und Moritz. | | Die Straße liegt im Kasernenviertel. | Wilhelm-Busch-Straße                                                                |
| Wilhelminenstraße bis nach 1946: Heldstraße                                                                    |                                       | Wilhelmine von Preußen (1709–1758), Gemahlin Markgraf Friedrichs III. von Brandenburg-Bayreuth | | | Wilhelminenstraße                                                                   |
| Wilhelm-Pitz-Straße                                                                                            | 365                                   | Wilhelm Pitz (1897–1973) war von 1951 bis 1971 Leiter des Chores der Bayreuther Festspiele. | Von der Wilhelm-von-Diez-Straße zur Hofer Straße. | Die Straße liegt im Ortsteil Burg. Im Gebäude Wilhelm-Pitz-Straße 1 sind mehrere Behörden der Stadtverwaltung untergebracht. |                                                                                     |
| Wilhelmsplatz                                                                                                  | 45 (Durchmesser)                      | Kaiser Wilhelm I. (1797–1888) aus dem Haus Hohenzollern war seit 1858 Regent und seit 1861 König von Preußen sowie ab 1871 erster Deutscher Kaiser. | Durchgehend die Friedrich von Schiller-Straße, abgehend Karl-Marx-Straße, Nibelungenstraße und Goethestraße. | Im Zentrum des kreisrunden Platzes befindet sich ein Wasserbecken mit Fontäne, das im Zweiten Weltkrieg als Löschwasserbecken angelegt wurde. | Wilhelmsplatz                                                                       |
| Wilhelm-von-Diez-Straße seit 1926                                                                              | 825                                   | Wilhelm von Diez (* 17. Januar 1839 in Bayreuth; † 25. Februar 1907 in München) war ein deutscher Maler und Illustrator der Münchner Schule. | Von der Bürgerreuther Straße zur Markgrafenallee. | Die Straße ist die Hauptachse des Stadtteils Burg. 1999 wurde in ihrem Verlauf die Brücke über den Hauptbahnhof durch einen Neubau ersetzt. | Wilhelm-von-Diez-Straße                                                             |
| Winckelmannstraße seit 1971                                                                                    |                                       | Johann Joachim Winckelmann (1717–1768) gilt als der Begründer der wissenschaftlichen Archäologie und der Kunstgeschichte. | | |                                                                                     |
| Wirthstraße seit 1987 früher: namenlos, da innerhalb des Geländes der Spinnerei F. C. Bayerlein                |                                       | Johann Georg August Wirth (1798–1848) war ein in Hof geborener Jurist, Schriftsteller und Politiker des Vormärz. Mit Philipp Jakob Siebenpfeiffer organisierte er 1832 das Hambacher Fest. Wirth war bis 1840 Rechtsanwalt im Haus Ludwigstraße 25 in Bayreuth. | | |                                                                                     |
| Wittelsbacherring seit 1973                                                                                    |                                       | Das Haus Wittelsbach ist eines der ältesten deutschen Adelsgeschlechter. Aus ihm gingen jahrhundertelang die bayerischen, pfälzischen und jülich-bergischen Herrscher hervor. | Von der Erlanger Straße zur Birkenstraße. | Die vierspurige Straße ist Teil des in den 1970er Jahren gebauten Stadtkernrings. Die Deutsche Rentenversicherung Ober- und Mittelfranken (vormals LVA) hat ihren Sitz am Wittelsbacherring 11. Am Wittelsbacherring 22 befindet sich der Justizpalast. |                                                                                     |
| Wittfrauen Gaß 1745 belegt siehe auch: Frauengasse                                                             | 104                                   | Der Name der Frauengasse wurde in verhüllender Absicht zum Wort „Wittfrau“ (Witwe) umgedeutet. | Von der Hauptgasse (seit 1824: Maximilianstraße) abgehende Stichstraße. | In der Straße ist spätestens seit 1466 ein „Frawenhawß“ (Bordell) nachweisbar. |                                                                                     |
| Wölfelstraße seit 1896                                                                                         | 145                                   | Der Bayreuther Baumeister Carl Wölfel prägte das Bayreuth der Gründerzeit und errichtete u. a. Richard Wagners Wohnhaus Wahnfried. | Von der Opernstraße zur Alexanderstraße. | An der Straße befindet sich das Iwalewahaus der Universität Bayreuth. | Wölfelstraße                                                                        |
| Wörthstraße 1896–1947 (Lage)                                                                                   |                                       | Die Schlacht bei Wörth fand am 6. August 1870 im Deutsch-Französischen Krieg in der Nähe des Ortes Wörth im Unterelsass statt. | | Die Streße wurde 1947 in Leuschnerstraße umbenannt. | Ehemalige Wörthstraße: Leuschnerstraße                                              |
| Wörthstraße seit 1960 (Lage)                                                                                   |                                       | Die Deutschen verloren in der Schlacht bei Wörth 10.642 Mann. Die Verluste der Franzosen betrugen 8.000 Tote und Verwundete, sowie 9.000 unverwundete Gefangene und 6.000 Versprengte. | | Zweitvergabe des Namens nach Umbenennung der ursprünglichen Wörthstraße gemäß Stadtratsbeschluss von 1955. |                                                                                     |
| Wolfsbacher Straße seit 1928 (Lage)                                                                            |                                       | Die Straße liegt in Wolfsbach, einem eingemeindeten Dorf südöstlich der Stadt. | | |                                                                                     |
| Wolfsgasse existierte schon vor 1430 1973 aufgelassen (Lage)                                                   | 620                                   | Vermutlich nach einem ehemaligen Anwohner namens Wolf so benannt. | Vom Unteren Tor nach Moritzhöfen. | 1903 wurde ein Teil der Wolfsgasse zur Leonrodstraße. Beide Straßen verschwanden beinahe vollständig beim Bau des Wittelsbacherrings. | Ehemalige Wolfsgasse                                                                |
| Wolfsgasse seit 1981 (Lage)                                                                                    | 210                                   | Zweitvergabe des Namens nach Beseitigung der historischen Wolfsgasse. | Von der Erlanger Straße zur Bismarckstraße. | Die existierende Straße ist nicht mit der beim Bau des Stadtkernrings in den 1970er Jahren verschwundenen Wolfsgasse identisch. |                                                                                     |
| Wotanstraße seit 1954 (Lage)                                                                                   | 365                                   | Wotan bezeichnet den nordischen Gott Odin. | Von der Tristanstraße zur Tannhäuserstraße. | |                                                                                     |
| Wunaustraße seit 1971                                                                                          | 597 + 73                              | Straße zum ehemaligen Weiler Wunau. | Von der Kemnather Straße zur Eremitenhofstraße mit einer abgehenden Stichstraße. | Die Straße verbindet die Ortsteile Aichig und Eremitenhof. |                                                                                     |
| Wundersgutstraße seit 1971                                                                                     | 327                                   | Der Name des Bauernhofs Wundersgut geht auf einen Besitzer namens „Wunder“ zurück. | Die von der Stolzingstraße abgehende Straße hat die Form einer in sich geschlossenen Schleife. | Die Straße liegt im gleichnamigen Ortsteil. |                                                                                     |
| Xylanderstraße 1896–1947                                                                                       |                                       | Emil von Xylander (1835–1911) war ein königlich bayerischer Offizier, zuletzt im Range eines Generalobersten der Kavallerie, und zeitweise Bayerischer Militärbevollmächtigter in Berlin. | | Die Straße wurde 1947 in Leibnizstraße umbenannt. |                                                                                     |
| "Y-Haus" |                                       | Der Name resultiert aus der Form des Gebäudes. | | Das größte Wohnhaus der Stadt kommt mit seinen Einrichtungen (Ladenzentrum, Apotheke, Arztpraxen, Hallenbad, Gastronomie) einem Straßenzug gleich. |                                                                                     |
| Zeppelinstraße seit 1909                                                                                       | 430 + 40                              | Ferdinand Adolf Heinrich August Graf von Zeppelin (1838–1917) war ein deutscher General der Kavallerie und Luftschiffkonstrukteur. | Von der Nobelstraße zur Jean-Paul-Straße und weiter als T-förmige Stichstraße. | Am 30. Mai 1909 überflog Graf Zeppelin die Stadt, in der Führungsgondel des Luftschiffs befand sich auch der Bayreuther Hans Schlee. Bereits wenige Tage danach benannten die Bayreuther Stadtväter eine Straße nach Graf Zeppelin. | Zeppelinstraße                                                                      |
| Ziegelgasse seit 1446 (Ziegelgass)                                                                             |                                       | Der Name leitet sich vermutlich von der 1446 erwähnten „alt ziegelhütt“ ab. | | Die Straße wurde 1889 in Badstraße umbenannt. Die Straße Hinter der Kirche in St. Georgen trug im 18. Jahrhundert ebenfalls diesen Namen. |                                                                                     |
| Ziegelhütten vor 1889                                                                                          |                                       | In der Ziegelhütte wurden Ziegel geformt und getrocknet oder gebrannt. | | Die Ortslage wurde 1889 in Altbachplatz umbenannt. Auf dem Gelände steht das Neue Rathaus. |                                                                                     |
| Ziegelleite seit 1963                                                                                          | 550                                   | Benannt nach ehemaligen Lehmgruben für eine nahegelegene Ziegelei. Der Flurname (mittelhochdeutsch lite = Hang) ist spätestens 1850 belegt. | Von der Königsallee zur Eremitagestraße. | An der Straße liegt die Schule Sankt Johannis. Zufahrt für KFZ nur von der Eremitagestraße. |                                                                                     |
| Zuchthausallee ca. 1735–1889 1722–1889 auch: Neue Gasse                                                        |                                       | Das Zucht- und Arbeitshaus St. Georgen (heute JVA St. Georgen-Bayreuth) am Ende der Straße wurde 1724 bis 1725 gebaut. | | Die Straße wurde 1889 in Markgrafenallee umbenannt. |                                                                                     |
| Zweigstraße seit 1909 (Lage)                                                                                   | 70                                    | So benannt als Abzweig von der ehemaligen Heustraße. | Von der Friedrich-Puchta-Straße zur Casselmannstraße. | |                                                                                     |

## Verschwundene Straßennamen
Straßennamen aus der Zeit des Nationalsozialismus werden hier nicht aufgeführt.
- Hans-Meiser-Straße

Hans Meiser war von 1933 bis 1955 erster Landesbischof der Evangelisch-Lutherischen Kirche in Bayern. Er ging zahlreiche Kompromisse mit dem NS-Staat ein, seine Haltung zum Judentum ist im Licht des heutigen Wissens über die Shoah umstritten. In einem Gutachten zum Thema Die Evangelischen Gemeinden und die Judenfrage schrieb Meiser 1926: „Es ist oft betont worden, dass der jüdische Verstand etwas Zerfressendes, Ätzendes, Auflösendes an sich hat. Er ist kritisch zersetzend, nicht kontemplativ, konstruierend, produktiv .... Was dieser Geist schon gesündigt hat an unserem Volk, welch furchtbares Unwesen er ... treibt, ist kaum auszusagen.“ Ehen zwischen deutschstämmigen Christen und Juden bezeichnete er bereits damals als „rassisch unterwertige Mischlingsbildungen“. 1947 gab Meiser anlässlich des Spruchkammerverfahrens bezüglich des 1935 verstorbenen NSDAP-Gauleiters Hans Schemm (dabei ging es um Pensionsansprüche der Witwe) eine Erklärung zu dessen Gunsten ab.

In Nürnberg (2007) und München (2010) wurden nach ihm benannte Straßen deshalb umbenannt. Am 14. Dezember 2010 lehnte der Bayreuther Stadtrat eine Umbenennung der örtlichen Hans-Meiser-Straße mit großer Mehrheit ab. Der evangelische Regionalbischof Wilfried Beyhl, der seinen Dienstsitz in der Hans-Meiser-Straße hatte, hielt eine Umbenennung für „kein geeignetes Mittel für eine Vergangenheitsbewältigung“.
Eine erneute Abstimmung im März 2022 ergab ein Votum zugunsten einer Umbenennung. Mit 21 gegen 19 Stimmen votierten die Mitglieder des Stadtrats für eine Änderung des Straßennamens in Dietrich-Bonhoeffer-Straße. Der amtierende Oberbürgermeister Thomas Ebersberger sprach sich für die Beibehaltung des bisherigen Namens aus.
- Hans-von-Wolzogen-Straße

Hans von Wolzogen gehörte zu den Unterzeichnern des Gründungsmanifestes des völkisch gesinnten, antisemitischen Kampfbunds für deutsche Kultur.
Ende März 2022 beschloss der Stadtrat einstimmig, die Straße in Friedelind-Wagner-Straße umzubenennen.
- Hertzstraße (1947–1955) nach dem Physiker Heinrich Hertz (1857–1894). Insbesondere aufgrund seiner Arbeiten zum experimentellen Nachweis elektromagnetischer Wellen gilt Hertz als einer der bedeutendsten Physiker des 19. Jahrhunderts. Hertz hatte jüdische Wurzeln, sein Vater Gustav Ferdinand Hertz war im Alter von sieben Jahren zum protestantischen Glauben konvertiert. Die Straße heißt seit 1955 nach dem bayerischen Kronprinzen Rupprecht (1869–1955) (wieder) Rupprechtstraße.[108]
- Herzstraße (1910–1933) nach dem in Bayreuth geborenen jüdischen Eisenbahningenieur Julius Herz (1825–1910), der 1887 in Österreich in den erblichen Ritterstand erhoben wurde (Julius Herz von Hertenried). In Bayreuth errichtete er eine Wohltätigkeitsstiftung.[109] Die Straße heißt seit 1934 Eduard-Bayerlein-Straße.[110]

## Problematische Straßennamen
- Cosima-Wagner-Straße

Cosima Wagner war ein wesentliches Bindeglied zwischen der judenfeindlichen Haltung ihres Ehemanns Richard Wagner und dem Anfang der 1920er-Jahre rund um die Villa Wahnfried entstehenden Kreis um Houston Stewart Chamberlain und Adolf Hitler, denen Cosima ihre Unterstützung lieh. Als 1903 für zwei Rollen der Sänger Max Dawison verpflichtet wurde, bedauerte sie, dass dafür kein anderer Künstler, „nur der Urjude aus Hamburg“, zur Verfügung gestanden habe.
- Felix-Mottl-Straße

Im Einklang mit Cosima Wagner setzte sich Felix Mottl dafür ein, bei den Bayreuther Festspielen jüdische Sänger und Musiker nach Möglichkeit von der aktiven Mitwirkung auszuschließen. Als der Geiger Arnold Rosé nach acht Spielzeiten 1896 dem Grünen Hügel fernblieb, kommentierte Mottl: „Kein großer Schaden. Ein Jud weniger.“
- Hindenburgstraße

Die Straße wurde 1934 von den Nationalsozialisten gebaut und erhielt zunächst den Namen Marschall-Hindenburg-Straße.
Paul von Hindenburg war einer der Initiatoren der Dolchstoßlegende sowie derjenige, der Hitler zum Reichskanzler ernannte. Mit seiner Zustimmung zur Notverordnung vom 28. Februar 1933 und zum Ermächtigungsgesetz vom 24. März 1933 wirkte er an der Beseitigung der Republik und der Außerkraftsetzung der politischen Grundrechte mit. In Münster wurde die Umbenennung des Hindenburgplatzes in Schlossplatz in einem Volksentscheid 2012 mit breiter Mehrheit gebilligt.
- Jahnstraße

Mit Verweis auf Friedrich Ludwig Jahns nationalistische und antisemitische Einstellungen existieren in mehreren Städten Initiativen zur Umbenennung von nach ihm benannten Straßen, Plätzen und Objekten. Anderen Auffassungen zufolge müssten Jahns Nationalismus und sein „radikaler Franzosen- und Judenhass“ als „Überreaktion seiner Zeit“ verstanden werden.
- Karl-Muck-Straße

Der bekennende Hitler-Verehrer Karl Muck hatte als Dirigent der Richard-Wagner-Festspiele bereits vor der Machtergreifung durch die Nationalsozialisten für ein „judenfreies“ Orchester in Bayreuth gesorgt. In Hamburg wurde der Karl-Muck-Platz 1997 umbenannt.
- Ludwig-Thoma-Straße

Der 1921 mit 54 Jahren gestorbene bayerische Schriftsteller Ludwig Thoma entwickelte sich mit zunehmendem Alter zu einem geifernden Judenhasser. Als politischer Kommentator forderte er dazu auf, Menschen anderen Glaubens oder einer anderen politischen Überzeugung umzubringen. Er wütete gegen „Sau- und Regierungsjuden“ in Berlin und drohte, sie würden geschlagen, bis sie „in keinen Sarg mehr“ hineinpassten.
- Siegfried-Wagner-Allee

Siegfried Wagner artikulierte sich schon früh als Anhänger der deutschnationalen und völkischen Bewegung. Er wusste um den geplanten Hitler-Ludendorff-Putsch und beabsichtigte in der Annahme, dass der Putsch gelänge, anlässlich von Hitlers geplanter „Machtergreifung“ am 9. November 1923 ein festliches Konzert in München zu geben, wobei er seine Hitler gewidmete Komposition Glück uraufführen wollte. Nach dem Scheitern des Putsches und Hitlers Verhaftung korrespondierten er und seine Frau Winifred während dessen Festungshaft mit Hitler. Weihnachten 1923 schrieb er an Rosa Eidam „Jude und Jesuit gehen Arm in Arm, um das Deutschtum auszurotten! … Meine Frau kämpft wie eine Löwin für Hitler! Großartig …“, im Juni 1924 in einem Brief an den Bayreuther Rabbiner Falk Salomon: „Was ich für ein Unglück für das Deutsche Volk halte, ist die Mischung der jüdischen mit der germanischen Rasse.“ Siegfried Wagner wurde spätestens 1925 einer der wenigen Duzfreunde Hitlers.

## Bisher in Bayreuth nicht mit einem Straßennamen geehrt
Zu den bedeutenden Personen, die in Bayreuth bisher nicht mit einem Straßennamen geehrt wurden, gehören unter anderem:
- Kurt Eisner (1867–1919) war nach dem Ersten Weltkrieg der erste Ministerpräsident des von ihm ausgerufenen „Freistaates“ Bayern, der bayerischen Republik. Am 21. Februar 1919 wurde er von Anton Graf von Arco auf Valley, einem Studenten aus dem Umfeld der gegen die Revolution agierenden deutsch-völkischen und antisemitischen Thule-Gesellschaft, in München ermordet. Seine Ermordung führte am selben Tag in Bayreuth zu einer großen Protestdemonstration.[119]
- Hermann Hesse (1877–1962) war ein deutschsprachiger Schriftsteller und Maler. Weltweite Bekanntheit erlangte er mit Prosawerken wie Siddhartha oder Der Steppenwolf und mit seinen Gedichten (Stufen). Ihm wurden 1946 der Nobelpreis für Literatur, 1954 der Orden Pour le mérite für Wissenschaft und Künste und 1955 der Friedenspreis des Deutschen Buchhandels verliehen. Für Hesse, einen glühenden Bewunderer Jean Pauls, war dieser „eine der größten Dichterbegabungen aller Zeiten“.[120]
- Hans Hornberger (geb. am 12. Juli 1907 in Bayreuth; gest. am 14. Februar 1944 im KZ Neuengamme), war Maschinenschlosser und Widerstandskämpfer gegen den Nationalsozialismus. Hornberger wurde auf Befehl Heinrich Himmlers am 14. Februar 1944 in das Konzentrationslager Neuengamme gebracht und dort am selben Tag im Exekutionsbunker ohne Gerichtsurteil gehenkt.
- Erich Mühsam (1878–1934), Schriftsteller und Publizist, war 1919 maßgeblich an der Ausrufung der Münchner Räterepublik beteiligt. Hierfür wurde er zu 15 Jahren Festungshaft verurteilt, kam nach fünf Jahren im Rahmen einer Amnestie aber frei. In der Nacht des Reichstagsbrandes wurde er von den Nationalsozialisten verhaftet und am 10. Juli 1934 von der SS-Wachmannschaft des KZ Oranienburg ermordet. Die Meldung in der nationalsozialistischen Presse lautete irreführend: „Der Jude Erich Mühsam hat sich in der Schutzhaft erhängt“. Erich-Mühsam-Straßen bzw. -Plätze existieren unter anderem in Berlin, München, Chemnitz und Rostock.
- Karl Ruth (geb. am 27. September 1907 in Steinheim am Main; gest. nach 1973), Ingenieur, Widerstandskämpfer und 1945 politischer Häftling in der Haftanstalt St. Georgen, bewahrte Bayreuth durch seinen selbstlosen Einsatz am 14. April 1945 vor der weiteren Zerstörung durch die amerikanischen Truppen.[121]
- Minna Wagner (1809–1866), Richard Wagners erste Ehefrau und wesentliche Stütze in seinen Anfangsjahren als Komponist.

## Vorübergehende Um- und Neubenennungen durch die Nationalsozialisten

### Umbenennungen vorhandener Straßen und Plätze
- Blumenstraße: 1938 → General-Ludendorff-Straße
- Bürgerreuther Straße (einschließlich Tristanstraße):[122] 24. März 1933 → Adolf-Hitler-Straße
- Dammwäldchen: 1934 → SA-Mann-Heißinger-Platz
- Harburgerstraße: zwischen Januar 1936 und April 1937[Anm. 1] → General-Litzmann-Straße
- Hindenburgstraße (heutige Löhestraße): 1943 Roonstraße
- Jägerstraße (heutige Bahnhofstraße): 1938 → General-Krauß-Straße
- Karlstraße: 1935 → Gneisenaustraße
- Lazarettstraße: 1936 → Straße der SA
- Luitpoldplatz: 1936 → Hans-Schemm-Platz
- Pottensteiner Straße: 1936/37: → Straße des 6. Chevaulegersregiments
- Schützenplatz: 19. Juni 1933 → Horst-Wessel-Platz
- Wiesenstraße: 1938 → General-von-Seeckt-Straße[71]

### Zwischen 1933 und 1945 neu angelegte Straßen
- Ahornweg: 1938 Otto-Planetta-Straße
- Am Waldrand: 1938 Johann-Domes-Straße
- Asternweg: 1935 Peter-Donnhäuser-Straße
- Bergweg: 1938 Erich-Feike-Straße
- Buchenweg: 1938 Franz-Saureis-Straße
- Dahlienweg: 1935 Hans-Knirsch-Straße
- Gerhart-Hauptmann-Straße: 1934 Schlageterstraße
- Gontardstraße: 1938 Günther-Roß-Straße
- Heinrich-Schütz-Straße: 1938 Dietrich-Eckart-Straße
- Heinrich-von-Kleist-Straße: 1938 Bauschenstraße
- Herderstraße: 1937 Kießlingstraße
- Hindenburgstraße: 1934 Marschall-Hindenburg-Straße
- Jakob-Grimm-Straße: 1938 Übelackerstraße
- Kantstraße: 1937 Rummerstraße[71]
- Karl-Muck-Straße: 1937 Chamberlainstraße
- Kiefernweg: 1938 Franz-Holzweber-Straße
- Lärchenweg: 1938 Ludwig-Meitzen-Straße
- Lange Zeile: 1935 Martin-Faust-Straße
- Lindenweg: 1938 Franz-Egner-Straße
- Max-Stirner-Straße: 1937 Langemarckstraße
- Nobelstraße: 1934 Richthofenstraße
- Nördlicher (und Südlicher) Ringweg: 1935 Herbert-Norkus-Straße
- Rosenweg: 1935 Oskar-Körner-Straße
- Schopenhauerstraße: 1937 Wilhelm-Gustloff-Straße
- Tannenweg: 1938 Friedrich-Wurnig-Straße
- Tulpenweg: 1935 Hans-Maikowski-Straße
- Ulmenweg: 1938 Franz-Unterberger-Straße
- Von-Helmholtz-Straße: 1937 Wiesheierstraße[122]
- Von-Platen-Straße: 1938 Dr.-Hans-Pfaff-Straße
- Werner-Siemens-Straße: 1937 Theodor-von-der-Pfordten-Straße

Auf Weisung der US-Militärs wurden am 10. Mai 1945 die ersten Um- bzw. Rückbenennungen vorgenommen. Damals verschwanden u. a. die Namen Adolf-Hitler-Straße, Horst-Wessel-Platz und Hans-Schemm-Platz.